# Risultati sportivi della Lancia Aurelia-Altre corse
Nelle tabelle sotto-riportate (una per ogni anno) è stato specificato, per ciascuna gara e per ciascuna categoria (Turismo, Gran Turismo, Sport, ecc.) e per ciascuna classe di cilindrata, il migliore risultato conseguito tra coloro che disponevano di vetture Lancia Aurelia o derivate: molto spesso, altre vetture del medesimo modello si sono piazzate alle spalle di quella meglio classificata.

## Le altre corse, dal 1950 al 1964
Nota:
- 1. la abbreviazione N.D. significa che il dato Non è Disponibile
- 2. le sigle di identificazione dei modelli di Aurelia in gara si spiegano da sé: nel caso delle "B20", in genere è indicata la cilindrata (2000 o 2500 cm³): quando l'indicazione manca, significa che non è accertato di quale versione di B20 si tratta.

### 1950
| Data   | Naz. | Nome della corsa       | Tipo gara         | Risultato di classe               | Posiz. assoluta | Pilota od equipaggio | Percorso (Km) | Tempo ottenuto | Media (Km/h) | Modello | Note |
| ------ | ---- | ---------------------- | ----------------- | --------------------------------- | --------------- | -------------------- | ------------- | -------------- | ------------ | ------- | --- |
| 27-ago | I    | Circuito di Avellino   | circuito stradale | 1ª classe oltre 1500 Gran Turismo | 1° ass.         | Bellucci Luigi       | 192,000       | 2h21'41”2/5    | 81,304       | B10     | Corsa riservata alle vetture Gran Turismo; è questa la prima vittoria (di classe ed assoluta) di una Lancia Aurelia. |
| 1-ott  | I    | Corsa delle Torricelle | salita            | ---                               | N.D.            | Ronca Giulio         | 3,760         | 4'37”2/5       | 48,795       | B10     | Ronca si aggiudica il “gruppo Lancia Aurelia”                                                                        |

### 1951
| Data    | Naz. | Nome della corsa                             | Tipo gara         | Risultato di classe                    | Posiz. assoluta | Pilota od equipaggio               | Percorso (Km) | Tempo ottenuto | Media (Km/h) | Modello  | Note |
| ------- | ---- | -------------------------------------------- | ----------------- | -------------------------------------- | --------------- | ---------------------------------- | ------------- | -------------- | ------------ | -------- | --- |
| 11-mar  | I    | Sanremo, salita                              | salita            | ---                                    | 3° ass.         | Castiglioni Umberto                | 1,000         | 53”1/5         | 67,669       | B10      | Corsa di velocità in salita, inserita nella gara di regolarità Milano-Sanremo; Castiglioni (che si cela sotto lo pseudonimo di "Ippocampo") si aggiudica il “gruppo Lancia Aurelia” e segna il miglior tempo tra le vetture Turismo con cilindrata superiore a 1500 cm³ |
| 2-mag   | P    | Rallye di Lisbona                            | rallye            | 1° di Categoria                        | 4° ass.         | Christillin Emilio                 | ---           | ---            | ---          | N.D.     | Molto probabilmente l'Aurelia di Christillin era una berlina B21 (talune fonti dicono fosse invece una coupé B20-2000) |
| 27-mag  | I    | Sorrento - Sant'Agata                        | salita            | 1ª Classe oltre 1500 Gran Turismo      | 3° ass.         | Bellucci Luigi                     | 12,000        | 9'06”          | 79,120       | B21      | Secondo alcune fonti, l'Aurelia di Bellucci sarebbe una B20-2000. |
| 3-giu   | I    | Trofeo della Regione Sarda                   | su strada         | 1ª Classe oltre 1100 Sport             | 1° ass.         | Di Suni Franco / Madau Francesco   | 420,000       | 3h28'58"3/5    | 120,587      | B20-2000 | Vittoria assoluta, ottenuta precedendo di oltre 20 minuti l'equipaggio più pericoloso, Livio Loi/Franco Pisano, che correva con una 1100 Sport. |
| 3-giu   | I    | Trofeo della Regione Sarda                   | su strada         | 1ª Classe 1501-2000 Turismo            | 4° ass.         | Balletto Giovanni / Coco Francesco | 420,000       | 4h01'18"4/5    | 104,428      | B10      | La B10 di Balletto/Coco eguaglia praticamente il tempo della migliore delle Aprilia, il che è già un risultato apprezzabile. |
| 9-giu   | I    | Notturna di Caracalla / III corsa            | circuito stradale | ---                                    | 1° ass.         | Bracco Giovanni                    | 68,800        | 46'24”4/10     | 88,952       | B20-2000 | Corsa riservata alle vetture Gran Turismo con cilindrata compresa tra 1501 e 2000 cm³. |
| 17-giu  | I    | Palermo - Monte Pellegrino                   | salita            | 1ª Categoria Turismo                   | 18° ass.        | Giacobbe Girolamo                  | 8,750         | 7'28”4/10      | 70,249       | B10      | Giacobbe si aggiudica il “gruppo Lancia Aurelia”. |
| 17-giu  | I    | Trento - Candriai                            | salita            | 1ª Classe Unica Categoria Gran Turismo | 1° ass.         | Rodenghi Fausto                    | 8,500         | 8'34”1/5       | 59,509       | N.D.     | Corsa sociale AC Trento; l'Aurelia di Rodenghi potrebbe essere una B21 oppure una B20-2000 |
| 24-giu  | I    | Coppa del Pasubio                            | salita            | 1ª Categoria Gran Turismo              | 2° ass.         | Rodenghi Fausto                    | 10,420        | 10'14”5/10     | 61,044       | N.D.     | l'Aurelia di Rodenghi potrebbe essere una B21 oppure una B20-2000 |
| 24-giu  | I    | Varese-Campo dei Fiori                       | salita            | 2ª Classe oltre 1100 Sport             | 5° ass.         | Valenzano Luigi                    | 10,000        | 9'24”2/10      | 63,807       | B20-2000 | --- |
| 24-giu  | I    | Cernusco Lombardone - Montevecchia           | salita            | 2ª Categoria Turismo                   | 3° ass.         | Simontacchi Franco                 | 1,000         | 1'19”4/5       | 45,112       | B10      | Corsa sociale sul Km da fermo in salita. |
| 24-giu  | I    | Corsa delle Torricelle                       | salita            | 1ª Classe oltre 1500 Gran Turismo      | 9° ass.         | Rodenghi Fausto                    | 3,760         | 3'50”          | 58,852       | N.D.     | l'Aurelia di Rodenghi potrebbe essere una B21 oppure una B20-2000. |
| 1-lug   | I    | Lecco - Ballabio - Balisio                   | salita            | 2ª Classe oltre 1100 Gran Turismo      | 4° ass.         | Castiglioni Umberto                | 10,000        | 7'02”3/5       | 85,186       | B20-2000 | Castiglioni si cela sotto lo pseudonimo di "Ippocampo" |
| 1-lug   | I    | Lecco - Ballabio - Balisio                   | salita            | 1ª Classe oltre 1500 Turismo           | 27° ass.        | Bianchi Luigi                      | 10,000        | 8'15”2/5       | 72,668       | B10      | |
| 8-lug   | I    | Bolzano - Mendola                            | salita            | 1ª Classe Unica Categoria Gran Turismo | N.D.            | Rodenghi Fausto                    | 25,000        | 18'47”8/10     | 79,801       | N.D.     | l'Aurelia di Rodenghi potrebbe essere una B21 oppure una B20-2000 |
| 8-lug   | I    | Bolzano - Mendola                            | salita            | 3ª classe 1101-2000 Sport              | 6° ass.         | Castiglioni Umberto                | 25,000        | 17'55”8/10     | 83,658       | B20-2000 | Castiglioni si cela sotto lo pseudonimo di "Ippocampo" |
| luglio  | CH   | Develier - Les Rangiers                      | salita            | 1ª Classe 2000 Gran Turismo            | N.D.            | Lutz F.                            | 7,350         | N.D.           | N.D.         | B20-2000 | Il chilometraggio è stimato, al pari del modello di Aurelia (che, in teoria, potrebbe anche essere una B21) |
| 19-ago  | I    | Circuito di Avellino                         | circuito stradale | 1ª Classe oltre 1500 Gran Turismo      | 1° ass.         | Bellucci Luigi                     | 191,480       | 2h09'53”1/5    | 88,452       | N.D.     | l'Aurelia utilizzata da Bellucci potrebbe essere una B20-2000 oppure una B21. |
| 26-ago  | I    | Manasuddas - Nuoro                           | salita            | 1ª Categoria Turismo                   | 2° ass.         | Devoto Gerolamo                    | 14,400        | 10'32”5/10     | 81,960       | B10      | Devoto si aggiudica il “gruppo Lancia Aurelia”, nella corsa per il Volante d'Argento, riservata alle vetture Turismo. |
| agosto  | I    | Valli Biellesi                               | su strada         | 1ª Categoria Gran Turismo              | 1° ass.         | Maglioli Umberto                   | N.D.          | N.D.           | N.D.         | B20-2000 | Maglioli è in assoluto il più veloce nella graduatoria dei tempi riferiti ai soli tratti di velocità in salita, inseriti nella gara (essenzialmente di regolarità) denominata “Coppa Carlo Felice Trossi”                                                               |
| agosto  | I    | Valli Biellesi                               | su strada         | 1ª Categoria Turismo                   | N.D.            | Taglia Italo                       | N.D.          | N.D.           | N.D.         | B10      | Tra i concorrenti della categoria Turismo, Taglia è il più veloce nella graduatoria dei tempi riferiti ai soli tratti di velocità in salita, inseriti nella gara (essenzialmente di regolarità) denominata “Coppa Carlo Felice Trossi”                                  |
| 2-set   | I    | Vittorio Veneto - Cansiglio                  | salita            | 2ª Categoria Turismo                   | 33° ass.        | Bianchi Luigi                      | 12,200        | 11'23”4/5      | 64,229       | B10      | Bianchi si aggiudica il “gruppo Lancia Aurelia” nell'ambito della Categoria Turismo |
| 2-set   | I    | Vittorio Veneto - Cansiglio                  | salita            | 1ª Classe 1501-2000 Gran Turismo       | 2° ass.         | Anselmi Enrico                     | 12,200        | 9'51”1/5       | 74,289       | B20-2000 | |
| 2-set   | I    | Recco - Uscio                                | salita            | 1ª Classe oltre 1500 Gran Turismo      | 1° ass.         | Valenzano Luigi                    | 12,400        | 10'54”2/5      | 68,215       | B20-2000 | |
| 2-set   | I    | Recco - Uscio                                | salita            | 1ª Categoria Turismo                   | 4° ass.         | Romeo Arturo                       | 12,400        | 11'47”         | 63,140       | B10      | Romeo si aggiudica il “gruppo Lancia Aurelia” nell'ambito della categoria Turismo (Volante d'Argento) |
| 2-set   | I    | Osimo Stazione - Osimo                       | salita            | ---                                    | 4° ass.         | Leopardi Pierfrancesco             | 5,600         | 4'17”          | 78,443       | B10      | Corsa per il Volante d'Argento, riservata alle vetture Turismo; Leopardi si aggiudica il “gruppo Lancia Aurelia” |
| 9-set   | I    | Madonna delle Piane - Chieti                 | salita            | ---                                    | 1° ass.         | Corneli Gianni                     | 6,080         | 5'24”          | 67,555       | B10      | Corsa per il Volante d'Argento, riservata alle vetture Turismo; Corneli si aggiudica il “gruppo Lancia Aurelia”. |
| 9-set   | I    | Cosenza - Pianette                           | salita            | ---                                    | 1° ass.         | Morelli Giuseppe                   | 6,800         | 6'12”7/10      | 65,682       | B10      | Corsa per il Volante d'Argento, riservata alle vetture Turismo; Morelli si aggiudica il “gruppo Lancia Aurelia” |
| 9-set   | I    | Bologna - Raticosa                           | salita            | 1ª Categoria Turismo                   | 31° ass.        | Becucci Giorgio                    | 43,200        | 32'18”2/5      | 81,231       | B10      | Becucci si aggiudica il “gruppo Lancia Aurelia e Alfa Romeo 2500” nell'ambito della categoria Turismo (Volante d'Argento) |
| 9-set   | I    | Bologna - Raticosa                           | salita            | 1ª Classe oltre 1500 Gran Turismo      | 6° ass.         | Anselmi Enrico                     | 43,200        | 29'23”2/5      | 88,193       | B20-2000 | |
| 23-set  | I    | Trieste-Opicina                              | salita            | 1ª Classe oltre 1500 Gran Turismo      | 10° ass.        | Rodenghi Fausto                    | 9,000         | 6'06”          | 88,524       | B20-2000 | Rodenghi fa un buon tempo e batte le tre Alfa Romeo 1900 e la Ferrari 195 della signora Bianca Maria Piazza, tutte macchine che correvano nella sua classe. |
| 23-set  | I    | Tresenda - Aprica                            | salita            | ---                                    | 1° ass.         | Bianchi Luigi                      | 14,000        | 12'08”1/10     | 69,221       | B10      | Corsa per il Volante d'Argento, riservata alle vetture Turismo; Bianchi si aggiudica il “gruppo Lancia Aurelia” |
| 30-set  | I    | Vermicino - Rocca di Papa - Madonna del Tufo | salita            | 1ª Classe oltre 1500 Turismo           | 21° ass.        | Piacenza Riccardo                  | 14,400        | 10'42”5/10     | 80,684       | B10      | --- |
| 30-set  | I    | Chiusaforte - Sella Nevea                    | salita            | 1ª Classe oltre 1500 Gran Turismo      | 1° ass.         | Castiglioni Umberto                | 17,400        | 13'38”4/10     | 76,539       | B20-2000 | Castiglioni si cela sotto lo pseudoninmo di "Ippocampo" |
| 30-set  | I    | Salsomaggiore - Tabiano                      | salita            | ---                                    | 1° ass.         | Becucci Giorgio                    | 5,000         | 4'35”3/5       | 65,312       | B10      | Corsa per il Volante d'Argento, riservata alle vetture Turismo; Becucci si aggiudica il “gruppo Lancia Aurelia” |
| 7-ott   | I    | Treponti - Castelnuovo                       | salita            | 1ª Categoria Turismo                   | N.D.            | Piacenza Riccardo                  | 8,000         | 6'35”3/10      | 72,856       | B10      | Piacenza si aggiudica il “gruppo Lancia Aurelia” |
| 7-ott   | I    | Treponti - Castelnuovo                       | salita            | 1ª Classe oltre 1500 Gran Turismo      | 7° ass.         | Castiglioni Umberto                | 8,000         | 5'54”1/10      | 81,332       | B20-2000 | Castiglioni (che si cela sotto lo pseudonimo di "Ippocampo") è 1° dell'intera categoria Gran Turismo |
| 7-ott   | I    | Borgo Petilia - Redentore                    | salita            | 6ª Classe oltre 1100 Sport             | 7° ass.         | Testasecca                         | 10,000        | 7'53”5/10      | 76,029       | N.D.     | --- |
| 14-ott  | I    | Scala Giocca - Osilo                         | salita            | ---                                    | 1° ass.         | Di Suni Franco                     | 14,700        | 12'01”1/10     | 73,387       | B10      | Corsa per il Volante d'Argento (prova finale) riservata alle vetture Turismo; Di Suni si aggiudica il “gruppo Lancia Aurelia”. |
| 21-ott  | I    | Spoleto - Monteluco                          | salita            | 1ª Classe oltre 1500 Turismo           | N.D.            | Giannelli Franco                   | 7,000         | 7'27”2/5       | 56,325       | B10      | --- |
| 21-ott  | I    | Campionato Sant'Ambroeus                     | su pista (Monza)  | --                                     | 15° ass.        | Castiglioni Umberto                | 94,500        | 40'49”1/5      | 138,902      | B20-2000 | Castiglioni (che si cela sotto lo pseudonimo di "Ippocampo") realizza la miglior prestazione della giornata ma si classifica al 15º posto nella graduatoria assoluta, calcolata con la formula dell'”handicap”                                                          |
| 28-ott  | I    | Messina - Colle San Rizzo                    | salita            | 1ª Categoria Turismo                   | 6° ass.         | Finocchiaro Rocco                  | 10,100        | 9'41”          | 62,581       | B10      | Finocchiaro si aggiudica il “gruppo Lancia Aurelia” nell'ambito della categoria Turismo. |
| ottobre | I    | Modena, gara sociale AC Ferrara              | circuito          | ---                                    | 1° ass.         | Bertoni Gianni                     | 27,600        | 20'01”         | 82,731       | B10      | Bertoni gareggia nella 5ª corsa, riservata alle vetture Turismo oltre 1100 e Gran Turismo da 751 a 1100 |
| 11-nov  | I    | Salita di Ospedaletti                        | salita            | 1ª Classe oltre 1100 Turismo           | 6° ass.         | Romeo Arturo                       | 1,000         | 1'03”7/10      | 57,372       | B10      | Breve corsa in salita inserita nella gara di regolarità “Coppa Riviera di Ponente” |
| 11-nov  | I    | Salita di Ospedaletti                        | salita            | 1ª Classe oltre 750 Sport              | 1° ass.         | Valenzano Gino                     | 1,000         | 57”6/10        | 62,500       | B20-2000 | Breve corsa in salita inserita nella gara di regolarità “Coppa Riviera di Ponente” |
| 30-dic  | I    | Giardini - Taormina                          | salita            | 1ª Classe oltre 1500 Gran Turismo      | 5° ass.         | Vaccarino Carmelo                  | 4,250         | 4'38”4/5       | 54,878       | B20-2000 | |
| 30-dic  | I    | Giardini - Taormina                          | salita            | 1ª categoria Turismo                   | 8° ass.         | Finocchiaro Rocco                  | 4,250         | 4'41”          | 54,448       | B10      | |

### 1952
| Data     | Naz. | Nome della corsa                         | Tipo gara             | Risultato di classe                    | Posiz. assoluta | Pilota od equipaggio | Percorso (Km)  | Tempo ottenuto | Media (Km/h) | Modello  | Note |
| -------- | ---- | ---------------------------------------- | --------------------- | -------------------------------------- | --------------- | -------------------- | -------------- | -------------- | ------------ | -------- | --- |
| 10-feb   | I    | Bivio Marino-Madonna del Tufo            | salita                | 1ª Classe oltre 1500 Turismo           | N.D..           | Giannelli Franco     | 6,500          | 5'07”5/10      | 76,097       | N.D.     | l'Aurelia di Giannelli, che segna il miglior tempo dell'intera categoria Turismo, potrebbe essere una B10 oppure una B21 |
| 23-mar   | I    | Corsa delle Torricelle                   | salita                | 1ª Classe oltre 1500 Turismo           | 10° ass.        | Lubich Eugenio       | 3,760          | 3'54”          | 57,846       | B21      | Lubich è il più veloce della categoria Turismo |
| 23-mar   | I    | Corsa delle Torricelle                   | salita                | 1ª Classe oltre 1500 Gran Turismo      | 4° ass.         | Rodenghi Fausto      | 3,760          | 3'43”4/10      | 58,064       | B20-2000 | Rodenghi è il più veloce della categoria Gran Turismo |
| 20-apr   | I    | Firenze-Fiesole                          | salita                | 1ª Classe oltre 1500 Turismo           | N.D.            | Tamisi Valentino     | 5,300          | 3'25”1/5       | 92,982       | B21      | Tamisi è il più veloce della categoria Turismo |
| 20-apr   | I    | Firenze-Fiesole                          | salita                | 1ª Classe 1101-2000 Gran Turismo       | 6° ass.         | Lori Gianfranco      | 5,300          | 3'19”          | 95,879       | B20-2000 | Lori segna il secondo miglio tempo (dietro ad una Ferrari 2,6 litri) della categoria Gran Turismo |
| 9/11-mag | I    | Rallye femminile Perla di Sanremo        | rallye                | 1ª Classe 1501-2000 Gran Turismo       | 1° ass.         | Della Chiesa Paola   | ---            | ---            | ---          | B20-2000 | |
| 18-mag   | CH   | Premio Berna                             | su pista (Bremgarten) | 1ª Classe fino a 2000 Sport            | 6° ass.         | Bonetto Felice       | 123,760        | 55'51”3        | 69,696       | B20-2000 | Bonetto si classifica ad 1 giro dal vincitore assoluto (Kling su Mercedes 300 SL) |
| 22-mag   | I    | Riunione dei Records                     | su pista (Modena)     | 2ª Classe oltre 1500 Turismo           | N.D.            | Alborghetti Mario    | 2,306          | 1'36”52/100    | 69,696       | B10      | Corsa su tre giri del circuito di Modena con classifica in base al giro più veloce dei tre; Alborghetti realizza un tempo non eccelso, peggiore di quello dell'Alfa Romeo 1900 di Giancarlo Carlotti (ma anche di quello della Fiat 1400 di Camillo Fambri !) |
| 22-mag   | I    | Terni-Marmore                            | salita                | 2ª Classe oltre 1500 Gran Turismo      | 6° ass.         | Colucci Alfredo      | 7,200          | 5'40”4/5       | 76,056       | B20-2000 | --- |
| 25-mag   | I    | Trento-Bondone                           | salita                | 1ª Classe oltre 1500 Turismo           | 3° ass.         | Lubich Eugenio       | 13,000         | 13'28”3/5      | 57,877       | B21      | |
| 25-mag   | I    | Trento-Bondone                           | salita                | 1ª Classe oltre 1500 Gran Turismo      | 2° ass.         | Rodenghi Fausto      | 13,000         | 12'59”4/5      | 60,015       | B20-2000 | |
| 15-giu   | I    | Trieste-Opicina                          | salita                | 1ª Classe oltre 1500 Turismo           | 17° ass.        | Lubich Eugenio       | 9,000          | 6'19”2/10      | 85,443       | B21      | Lubich segna il miglior tempo dell'intera categoria Turismo |
| 15-giu   | I    | Trieste-Opicina                          | salita                | 1ª Classe 1501-2000 Gran Turismo       | 10° ass.        | Rodenghi Fausto      | 9,000          | 6'09”2/10      | 87,757       | B20-2000 | Rodenghi, con un crono superiore di circa 3" rispetto all'anno prima, ripete il successo di classe ed ottiene anche la medesima posizione (la decima) nell'assoluto.                                                                                          |
| 22-giu   | I    | Valli Pasubio-Pian delle Fugazze         | salita                | 2ª Classe oltre 1500 Turismo           | 11° ass.        | Bolla Gianfranco     | 10,430         | 10'05”2/5      | 62,021       | B21      | Bolla è battuto dall'Alfa 1900 di Luigi Fornasari |
| 22-giu   | I    | Valli Pasubio-Pian delle Fugazze         | salita                | 1ª Classe oltre 1500 Gran Turismo      | 1° ass.         | Rodenghi Fausto      | 10,430         | 9'40”2/5       | 64,693       | B20-2000 | |
| 6-lug    | I    | Coppa della Consuma                      | salita                | 1ª Classe oltre 1500 Turismo           | 16° ass.        | Tamisi Valentino     | 12,500         | 9'30”4/5       | 78,836       | B21      | Tamisi è il più veloce della categoria Turismo |
| 6-lug    | I    | Coppa della Consuma                      | salita                | 1ª Classe 1501-2000 Gran Turismo       | 11° ass.        | Scotti               | 12,500         | 9'06”2/5       | 82,357       | B20-2000 | Il pilota dovrebbe essere Giancarlo Scotti anche se talune fonti dicono Piero Scotti |
| 6-lug    | I    | Coppa della Consuma                      | salita                | 5ª Classe oltre 1100 Sport             | 9° ass.         | Maglioli Umberto     | 12,500         | 8'56”3/5       | 83,861       | B20-2000 | Il modello di Aurelia non è certo (potrebbe trattarsi di una B21) |
| 6-lug    | I    | Salerno-Cava dei Tirreni                 | salita                | 1ª Classe oltre 1500 Turismo           | 6° ass.         | Pagani Paolo         | 8,000          | 4'28”7/10      | 107,182      | B21      | Pagani è il più veloce della categoria Turismo |
| 6-lug    | I    | Bolzano-Mendola                          | salita                | 2ª Classe oltre 1500 Turismo           | N.D.            | Bolla Roberto        | 25,000         | 19'05”8/10     | 78,547       | B21      | l'Aurelia B21 di Bolla è seconda, dietro l'Alfa Romeo 1900 berlina di Luigi Fornasari |
| 6-lug    | I    | Bolzano-Mendola                          | salita                | 1ª Classe oltre 1500 Gran Turismo      | 8° ass.         | Mondini Ugo          | 25,000         | 18'19”6/10     | 81,847       | B20-2000 | |
| 6-lug    | P    | Circuito di Villa Real                   | circuito stradale     | ---                                    | 4° ass.         | Bonetto Felice       | N.D.           | N.D.           | N.D.         | B20-2000 | --- |
| 13-lug   | I    | Sorrento-Sant'Agata                      | salita                | 1ª Classe oltre 1500 Gran Turismo      | 7° ass.         | Montella             | 12,000         | 9'58”3/10      | 72,204       | B20-2000 | --- |
| 20-lug   | I    | Chiusaforte-Sella Nevea                  | salita                | 1ª Classe 1501-2000 Gran Turismo       | 5° ass.         | Castiglioni Umberto  | 17,400         | 13'28”7/10     | 77,457       | B20-2000 | Castiglioni si cela sotto lo pseudonimo di “Ippocampo” |
| 20-lug   | I    | Chiusaforte-Sella Nevea                  | salita                | 2ª Classe oltre 2000 Gran Turismo      | 14° ass.        | Campeis Corrado      | 17,400         | 14'27”5/10     | 72,207       | B20-2000 | l'Aurelia di Campeis, inspiegabilmente, corre nella classe oltre 2000 cm³ |
| 20-lug   | I    | Chiusaforte-Sella Nevea                  | salita                | 5ª Classe oltre 1100 Sport             | 22° ass.        | Ferri Cormons        | 17,400         | 15'09”7/10     | 68,857       | B21      | |
| 20-lug   | I    | Marina di Grosseto-Follonica             | su strada             | 1ª Classe oltre 1500 Turismo           | 1° ass.         | Venier Sebastiano    | 38,690         | 18'03”1/5      | 128,585      | B21      | Gara riservata alle vetture della categoria Turismo |
| 27-lug   | I    | Circuito di Bolsena                      | circuito stradale     | 2ª Classe 750-2000 Gran Turismo        | N.D.            | Biagiotti Otello     | 166,560        | 1h36'04”4/5    | 104,013      | B20-2000 | |
| 27-lug   | I    | Circuito di Bolsena                      | circuito stradale     | 1ª Classe oltre 1100 Sport             | N.D.            | Mariucci Luigi       | 166,560        | N.D.           | N.D.         | B20-2000 | Il modello di Aurelia è stimato |
| 3-ago    | I    | Aosta-Gran San Bernardo                  | salita                | 2ª Classe Unica categoria Gran Turismo | N.D.            | Alborghetti Mario    | 33,900         | 27'47”4/5      | 73,174       | N.D.     | Il modello di Aurelia non è determinabile con certezza: potrebbe trattarsi di una B20-2000 oppure di una B21 |
| 10-ago   | I    | Recco-Uscio                              | salita                | 2ª Classe oltre 1500 Turismo           | 5° ass.         | Luglio Camillo       | 12,400         | 11'02”2/5      | 67,391       | B21      | Luglio è battuto dall'Alfa Romeo 1900 di Mario Costa |
| 10-ago   | I    | Recco-Uscio                              | salita                | 1ª Classe oltre 1500 Gran Turismo      | 3° ass.         | Valenzano Piero      | 12,400         | 10'51”3/5      | 68,508       | B20-2000 | |
| 17-ago   | I    | Spoleto-Monteluco                        | salita                | 1ª Classe oltre 1500 Turismo           | 3° ass.         | Fontana Lanfranco    | 7,000          | 6'55”4/5       | 60,606       | B21      | Fontana stabilisce il miglior tempo della categoria Turismo |
| 17-ago   | I    | Spoleto-Monteluco                        | salita                | 1ª Classe oltre 1100 Sport             | 9° ass.         | Colocci Vittorio     | 7,000          | 7'17”1/5       | 57,639       | B20-2000 | |
| 17-ago   | I    | Trullo d'Oro                             | su strada             | 1ª Classe oltre 1500 Turismo           | 6° ass.         | Attanasio Giuseppe   | 66,000         | 34'27”         | 104,949      | B21      | Attanasio è il più veloce della categoria Turismo. |
| 7-set    | I    | Coppa Intereuropa                        | su pista (Monza)      | 5ª Classe 1501-2000 Gran Turismo       | 8° ass.         | Pinzero              | 2 ore di corsa | ---            | 135,888      | B20-2000 | Prestazione non eccezionale di Pinzero: precedono la sua Aurelia, nella classe, 2 Ferrari, 1 Fiat 8V ed una Alfa Romeo 1900. |
| 7-set    | I    | Villa Potenza-Santa Croce di Macerata    | salita                | 1ª Classe oltre 1500 Turismo           | 1° ass.         | Soprani Paolo        | 6,100          | 4'09”4/5       | 87,910       | B21      | Gara per il Volante d'Argento, riservata alle vetture Turismo |
| 7-set    | I    | Avezzano-Pietracquaria                   | salita                | 2ª Classe oltre 1500 Turismo           | 2° ass.         | De Cecco             | 6,300          | 5'16”          | 71,772       | B21      | Gara per il Volante d'Argento, riservata alle vetture Turismo. |
| 14-set   | I    | Vittorio Veneto-Cansiglio                | salita                | 2ª Classe oltre 1500 Turismo           | 10° ass.        | Lubich Eugenio       | 12,200         | 10'21”2/5      | 70,679       | B21      | Nella classe oltre 1500 Turismo, Lubich deve cedere la vittoria (per 8” scarsi) a Luigi Fornasari con l'Alfa 1900 |
| 14-set   | I    | Vittorio Veneto-Cansiglio                | salita                | 2ª Classe oltre 1500 Gran Turismo      | 6° ass.         | Rodenghi Fausto      | 12,200         | 10'10”4/5      | 71,905       | B20-2000 | Nella classe oltre 1500 Gran Turismo, Rodenghi nulla può contro la 2,6 litri Ferrari di Augusto Caraceni |
| 14-set   | I    | Appiano-Passo della Mendola              | salita                | 1ª Classe 1501-2000 Turismo            | 11° ass.        | Lubich Eugenio       | 14,000         | 13'00”4/5      | 64,549       | B21      | Corsa inserita nella gara di regolarità “Trofeo Supercortemaggiore”; Lubich segna il miglior tempo della categoria Turismo; il dato relativo alla lunghezza del percorso e la conseguente media oraria sono approssimativi                                    |
| 14-set   | I    | Appiano-Passo della Mendola              | salita                | 2ª Classe 1501-2000 Gran Turismo       | 2° ass.         | Valenzano Piero      | 14,000         | 12'30”         | 67,200       | B20-2000 | Corsa inserita nella gara di regolarità “Trofeo Supercortemaggiore”; Lubich segna il miglior tempo della categoria Turismo; il dato relativo alla lunghezza del percorso e la conseguente media oraria sono approssimativi                                    |
| 14-set   | I    | Appiano-Passo della Mendola              | salita                | 1ª Classe 1501-2000 Turismo per Dame   | N.D.            | Crespi Leila         | 14,000         | 17'14”3/5      | 48,714       | B21      | Corsa inserita nella gara di regolarità “Trofeo Supercortemaggiore”; Lubich segna il miglior tempo della categoria Turismo; il dato relativo alla lunghezza del percorso e la conseguente media oraria sono approssimativi                                    |
| 14-set   | I    | Trofeo della Regione Sarda               | su strada             | 1ª Classe 751-2000 Gran Turismo        | 3° ass.         | Colocci Vittorio     | 420,000        | 3h22'47"7/10   | 124,263      | B20-2000 | Terzo posto assoluto, alle spalle di una Ferrari e di una Fiat 8V. |
| 14-set   | I    | Trofeo della Regione Sarda               | su strada             | 3ª Classe oltre 1500 Turismo           | 10° ass.        | Devoto Gerolamo      | 420,000        | 3h46'27"1/10   | 111,282      | B21      | Il terzo posto di classe corrisponde anche all'ultimo. Prestazione solo discreta, dunque, quella della B21 di Devoto, che fa appena meglio della migliore delle Fiat 1400.                                                                                    |
| 21-set   | I    | Pontedecimo-Passo dei Giovi              | salita                | 2ª Classe oltre 1500 Turismo           | 10° ass.        | Luglio Camillo       | 9,650          | 7'28”3/5       | 77,440       | B21      | Luglio è battuto per una ventina di secondi dall'Alfa Romeo 1900 berlina di Carlo Croce |
| 21-set   | I    | Pontedecimo-Passo dei Giovi              | salita                | 1ª Classe oltre 1500 Gran Turismo      | 5° ass.         | Contini Ettore       | 9,650          | 7'13”1/5       | 80,193       | B20-2000 | --- |
| 21-set   | I    | Fornovo-Bivio Terenzano                  | salita                | 2ª Classe oltre 1500 Turismo           | 2° ass.         | Masetti Umberto      | 10,500         | 8'15”3/5       | 76,271       | B21      | Gara per il Volante d'Argento, riservata alle vetture Turismo; Masetti, che è il famoso campione motociclista, si piazza alle spalle dell'Alfa Romeo 1900 di Piero Torelli.                                                                                   |
| 21-set   | I    | Como-Lieto Colle                         | salita                | 1ª Classe oltre 1500 Turismo           | 1° ass.         | Ossena G.            | 7,400          | 5'02”1/5       | 88,153       | B21      | Corsa per il Volante d'Argento, riservata alle vetture Turismo. |
| 21-set   | I    | Cosenza-Pianetto                         | salita                | 1ª Classe oltre 1500 Turismo           | 1° ass.         | Leonetti             | 7,500          | 6'37”1/10      | 67,992       | B21      | Corsa per il Volante d'Argento, riservata alle vetture Turismo. |
| 21-set   | I    | Ciamma-Rucara-Sezze                      | salita                | 5ª Classe oltre 1500 Turismo           | 5° ass.         | Santi A.             | 8,000          | 5'31”8/10      | 86,799       | B21      | Corsa per il Volante d'Argento, riservata alle vetture Turismo. |
| 5-ott    | I    | Treponti-Castelnuovo                     | salita                | 1ª Classe oltre 1500 Turismo           | 12° ass.        | Lubich Eugenio       | 8,000          | 6'12”8/10      | 77,253       | B21      | Lubich, che batte di 20”3/10 l'Alfa Romeo 1900 di Ugo Bormioli, segna il tempo più veloce della categoria Turismo |
| 5-ott    | I    | Treponti-Castelnuovo                     | salita                | 1ª Classe 1501-2000 Gran Turismo       | 6° ass.         | Rodenghi Fausto      | 8,000          | 6'00”8/10      | 79,822       | B20-2000 | Rodenghi segna il secondo tempo dell'intera categoria Gran Turismo a 3” dalla Porsche di Mario Della Favera |
| 5-ott    | I    | Ponte Fiumarella-Tiriolo                 | salita                | 6ª Classe oltre 1500 Turismo           | 6° ass.         | Bellucci Luigi       | 16,000         | 14'41”3/10     | 63,357       | B21      | Gara valida quale prova finale del Volante d'Argento, riservata alle vetture Turismo; Bellucci viene superato da ben 5 Alfa Romeo 1900, la prima delle quali (condotta da Sandro Sebasti Scalera) ottiene un tempo inferiore di 34”4/10.                      |
| 12-ott   | I    | Bologna-Raticosa                         | salita                | 3ª Classe oltre 1100 Turismo           | 26° ass.        | Fava                 | 43,200         | 31'42”3/5      | 81,740       | B21      | Bosisio è superato dalle due Alfa Romeo 1900 di Mario Pareschi e di Camillo Luglio |
| 12-ott   | I    | Bologna-Raticosa                         | salita                | 2ª Classe oltre 750 Gran Turismo       | 14° ass.        | Bosisio Luigi        | 43,200         | 30'42”3/5      | 84,411       | B20      | Bosisio è fortemente staccato dal vincitore di classe, Giulio Musitelli, che dispone di una Ferrari 166, ma riesce a sopravanzare, oltre alle altre Aurelia, la Fiat 8V di Ovidio Capelli                                                                     |
| 19-ott   | I    | Vermicino-Rocca di Papa-Madonna del Tufo | salita                | 2ª Classe oltre 1500 Turismo           | 28° ass.        | Querci Nevol         | 14,400         | 9'33”2/10      | 90,439       | B21      | Querci Nevol è battuto da Amati con l'Alfa Romeo 1900 |
| 19-ott   | I    | Vermicino-Rocca di Papa-Madonna del Tufo | salita                | 1ª Classe 1501.2000 Gran Turismo       | 6° ass.         | Ferranti Adriano     | 14,400         | 8'23”2/10      | 103,020      | B20-2000 | Ferranti segna il miglior tempo della categoria Gran Turismo, davanti ad Alfa Romeo e Ferrari |
| 28-ott   | I    | Campionato Sociale AC Ferrara            | su pista (Modena)     | 2ª Classe oltre 1500 Turismo           | 5° ass.         | Venezian Bruno       | 23,000         | 16'05”         | 85,803       | B21      | Venezian segna il 5° miglior tempo tra tutte le vetture Turismo e Gran Turismo (su 10 giri di pista) |
| 28-ott   | I    | Campionato Sociale AC Ferrara            | su pista (Modena)     | 2ª Classe oltre 1500 Turismo           | 1° ass.         | Sani Gaetano         | 23,000         | 15'14”         | 90,590       | B20-2000 | Sani è il più veloce tra tutte le vetture Turismo e Gran Turismo (su 10 giri di pista) |
| ottobre  | I    | Circuito del Piceno                      | su strada             | 1ª Classe oltre 1500 Turismo           | 1° ass.         | Fontana Lanfranco    | 21,000         | 14'54”9/10     | 84,478       | B21      | --- |
| 9-nov    | I    | Circuito di Ospedaletti                  | circuito stradale     | 4ª Classe oltre 1500 Turismo           | 8° ass.         | Christillin Emilio   | 50,700         | 37'30”4/5      | 81,091       | B21      | Prova in circuito riservata ai concorrenti della Coppa Riviera di Ponente di regolarità |
| 9-nov    | I    | Circuito di Ospedaletti                  | circuito stradale     | 1ª Classe oltre 1500 Gran Turismo      | 1° ass.         | Valenzano Piero      | 50,700         | 35'22”3/5      | 85,988       | B20-2000 | Prova in circuito riservata ai concorrenti della Coppa Riviera di Ponente di regolarità |
| 21-dic   | I    | Giardini-Taormina                        | salita                | 4ª Classe oltre 1500 Turismo           | N.D.            | Bartoccelli Carlo    | 4,250          | N.D.           | N.D.         | B21      | |
| 21-dic   | I    | Giardini-Taormina                        | salita                | 3ª Classe oltre 1100 Sport             | N.D.            | Donato G.            | 4,250          | 4'11”          | 60,956       | B20-2000 | |
| 24-dic   | I    | Messina-Colle San Rizzo                  | salita                | 3ª Classe oltre 1100 Sport             | 8° ass.         | Donato G.            | 10,100         | 8'31”4/5       | 71,043       | B20-2000 | --- |

### 1953
| Data         | Naz. | Nome della corsa                         | Tipo gara                        | Risultato di classe                                   | Posiz. assoluta | Pilota od equipaggio               | Percorso (Km)  | Tempo ottenuto | Media (Km/h) | Modello     | Note |
| ------------ | ---- | ---------------------------------------- | -------------------------------- | ----------------------------------------------------- | --------------- | ---------------------------------- | -------------- | -------------- | ------------ | ----------- | --- |
| 18/25-feb    | F    | Paris-St. Raphael per Dame               | rallye                           | 1ª Classe B                                           | N.D.            | Della Chiesa Paola                 | ---            | ---            | ---          | B20-2000    | |
| 18/25-feb    | F    | Paris-St. Raphael per Dame               | rallye                           | N.D.                                                  | 2° ass.         | Signora Hammersley                 | ---            | ---            | ---          | N.D.        | |
| 2-mar        | I    | Colle di Nava                            | salita                           | 1ª Classe 1501-2000 Turismo                           | 4° ass.         | Christillin Emilio                 | N.D.           | 24'58”3/5      | N.D.         | B22         | Prova inserita nel IV Rallye del Sestrière; |
| 2-mar        | I    | Colle di Nava                            | salita                           | 1ª Classe Unica Sport Commerciale                     | 1° ass.         | Maglioli Umberto                   | N.D.           | 24'22”         | N.D.         | B20-2000    | Prova inserita nel IV Rallye del Sestrière; |
| 8-mar        | F    | Salita di Lapize                         | salita                           | 1ª Classe 2000                                        | N.D.            | Houel                              | 0,800          | 37”3/5         | 76,595       | N.D.        | Houel batte il record precedente relativo alle “2 litri” turismo, di ben 6” |
| 15-mar       | I    | Ariccia-Madonna del Tufo                 | salita                           | 1ª Classe oltre 1500 Turismo                          | 12° ass.        | Nataloni Germano                   | 6,500          | 4'30”3/10      | 86,570       | B22         | Nataloni, che segna il miglior tempo dell'intera categoria Turismo, batte le Alfa Romeo 1900 di Fabrizio Santovetti e di Raffello Matteucci |
| 15-mar       | I    | Ariccia-Madonna del Tufo                 | salita                           | 2ª Classe 1101-2000 Gran Turismo                      | 10° ass.        | Comella Giuseppe                   | 6,500          | 4'20”7/10      | 89,758       | B20-2000    | Comella viene ampiamente battuto dall'Alfa Romeo 1900 Sprint di Avorio Ivanhoe |
| 15-mar       | I    | Ariccia-Madonna del Tufo                 | salita                           | 4ª Classe oltre 1100 Sport                            | 5° ass.         | Ferranti Adriano                   | 6,500          | 4'08”2/10      | 94,278       | B20-2000    | Il modello di Aurelia portato in gara da Ferranti è stimato: probabilmente si tratta di una B20-2000 elaborata oltre il consentito e trasferita così dal gruppo Gran Turismo al gruppo Sport |
| 29-mar       | I    | Corsa delle Torricelle                   | salita                           | 2ª Classe oltre 1500 Turismo                          | 20° ass.        | Buffa Attilio                      | 3,760          | 3'48”6/10      | 59,212       | B22         | Buffa è battuto dall'Alfa Romeo 1900 di Gino Bertoja per appena 2/10 di secondo |
| 29-mar       | I    | Corsa delle Torricelle                   | salita                           | 1ª Classe oltre 1100 Gran Turismo                     | 11° ass.        | Contini Ettore                     | 3,760          | 3'38”4/10      | 61,978       | B20-2000    | Contini riesce ad avere la meglio per 6/10 di secondo sulla Ferrari 212 (2,6 litri) di Bruno Moroni. |
| 29-mar       | I    | Rallye delle Palme                       | rallye                           | 1ª Classe oltre 750 Vetture Speciali                  | 2° ass.         | Colombo Francesco                  | ---            | ---            | ---          | B20-2000    | Il modello di Aurelia è stimato ma probabile. |
| 29-mar/2-apr | F    | Rallye du Soleil-Cannes                  | rallye                           | 2ª Classe 1501-2000 Turismo                           | N.D.            | Lapauze                            | ---            | ---            | ---          | B21         | Il modello di Aurelia è stimato ma probabile. |
| 13-apr       | MA   | Circuito di Marrakech                    | circuito stradale                | 1ª Classe 2000                                        | N.D.            | Gaillard                           | 88,075         | 58'36”         | 90,179       | N.D.        | Al secondo posto si classifica l'altra Aurelia di Dominici |
| 13-apr       | MA   | Circuito di Marrakech                    | circuito stradale                | 3ª Categoria Sport                                    | N.D.            | Manzon Robert                      | N.D.           | N.D.           | N.D.         | N.D.        | Quasi certamente la vettura era del tipo B20 |
| 17/19-apr    | I    | Rallye Perla di Sanremo per Dame         | rallye                           | 1ª Classe 1501-2000 Turismo                           | 1° ass.         | Rezzonico Luisa                    | ---            | ---            | ---          | B21         | Malgrado la denominazione di “rallye” la gara è di pura regolarità. |
| 3-mag        | I    | Campionato Sociale AC Varese             | su pista (Modena)                | 1ª Classe 1601-2000 Turismo                           | 3° ass.         | Ossena G.                          | 23,060         | 14'32”         | 95,201       | B22         | Ossena batte di 5” l'Alfa Romeo 1900 TI di Athos Locatelli |
| 3-mag        | I    | Campionato Sociale AC Varese             | su pista (Modena)                | 1ª Classe oltre 1500 Gran Turismo                     | 5° ass.         | Matovani Felice                    | 23,060         | 14'45”         | 93,803       | B20-2000    | |
| 10-mag       | I    | Palermo-Monte Pellegrino                 | salita                           | 3ª Classe oltre 1500 Turismo                          | 11° ass.        | Prestigiacomo Antonio              | 8,750          | 6'47”4/5       | 77,243       | B21         | Il modello dell'Aurelia di Prestigiacomo è stimato (teoricamente potrebbe trattarsi di una B22) |
| 10-mag       | I    | Palermo-Monte Pellegrino                 | salita                           | 3ª Classe oltre 1100 Sport                            | 4° ass.         | Pucci Antonio                      | 8,750          | 6'14”          | 84,224       | B20-2500    | |
| 10-mag       | I    | Mosson-Treschè-Conco                     | salita                           | 3ª Classe oltre 1500 Turismo                          | 3° ass.         | Lubich Eugenio                     | 15,300         | 11'08”         | 82,455       | B22         | Lubich è terzo, superato di misura da due Alfa Romeo 1900 TI |
| 10-mag       | I    | Mosson-Treschè-Conco                     | salita                           | 2ª Classe 1101-2000 Gran Turismo                      | 6° ass.         | Giacometti                         | 15,300         | 11'13”         | 81,842       | B20-2000    | |
| 10-mag       | I    | Mosson-Treschè-Conco                     | salita                           | 3ª Classe 1101-2000 Sport                             | N.D.            | Tavagna                            | 15,300         | 13'39”5/10     | 67,211       | B10         | Dubbi circa l'esatto modello di Aurelia: talune fonti parlano di B20-2000, altre di B10, ma la mediocrità della prestazione fanno propendere per B10 |
| 17-mag       | I    | Porto Empedocle-Agrigento                | salita                           | 1ª Classe oltre 1100 Turismo                          | 6° ass.         | Prestigiacomo                      | 11,000         | 6'49”3/5       | 96,679       | B22         | Ottima prova della B22 di Prestigiacomo, che batte la Fiat 8V di Paolo Gravina e l'Alfa Romeo 1900 TI di Domenico Tramontana |
| 24-mag       | I    | Terni-Marmore                            | salita                           | 3ª Classe oltre 1100 Turismo                          | N.D.            | Rasimelli                          | 7,200          | 5'43”4/5       | 75,392       | B21         | |
| 24-mag       | I    | Terni-Marmore                            | salita                           | 1ª Classe oltre 1100 Gran Turismo                     | 8° ass.         | Nataloni Germano                   | 7,200          | 5'20”3/5       | 80,848       | B20-2000    | |
| 24-mag       | I    | Trofeo della Regione Sarda               | su strada                        | 3ª Classe oltre 2000 Sport                            | 3° ass.         | Biondetti Clemente / Pisano Franco | 420,000        | 3h08'14"       | 133,876      | B20-2000    | Ottima prestazione, con un bel 3º posto alle spalle delle due Ferrari da 2,7 litri condotte da Eugenio Castellotti e da Gerino Gerini e davanti alla 3 litri Ferrari di Franco Cornacchia. |
| 24-mag       | I    | Trofeo della Regione Sarda               | su strada                        | 9ª Classe 1501-2000 Turismo                           | 18° ass.        | Leopardi Pino / Mura Vincenzo      | 420,000        | 3h28'52"8/10   | 120,643      | B22         | Per motivi che non sono noti, la prestazione di questa B22 è sicuramente opaca, tanto da finire all'ultimo posto di classe. |
| 24-mag       | I    | Como-Lieto Colle per Dame                | salita                           | 2ª Classe oltre 1500 Turismo                          | 5° ass.         | Pietrafraccia Maria                | 7,400          | 5'28”2/5       | 81,120       | B22         | La B22 della sig.ra Pietrafraccia deve cedere la vittoria di classe all'Alfa Romeo 1900 TI della signora Dubonnet Lorraine |
| 24-mag       | I    | Como-Lieto Colle per Dame                | salita                           | 2ª Classe 1101-2000 Gran Turismo                      | 13° ass.        | Manfredi Bellini Adriana           | 7,400          | 6'00”          | 74,000       | B20-2000    | La B20 della sig.ra Manfredi Bellini deve cedere la vittoria di classe alla Porsche 356 della signora Anna Maria Milani |
| 24-mag       | I    | Como-Lieto Colle per Dame                | salita                           | 1ª Classe oltre 2000 Gran Turismo                     | 1° ass.         | Rezzonico Luisa                    | 7,400          | 5'12”          | 85,384       | B20-2500    | |
| 24-mag       | I    | Trento-Monte Bondone                     | salita                           | 1ª Classe oltre 1500 Turismo                          | 2°ass.          | Lubich Eugenio                     | 12,000         | 11'17”         | 63,810       | B22         | |
| 24-mag       | I    | Trento-Monte Bondone                     | salita                           | 1ª Classe 1101-2000 Gran Turismo                      | 1°ass.          | Lubich Mariano                     | 12,000         | 11'13”5/10     | 64,142       | B20-2000    | |
| 24-mag       | I    | Trento-Monte Bondone                     | salita                           | 1ª Classe oltre 2000 Gran Turismo                     | 3°ass.          | Buccella Mario                     | 12,000         | 11'20”3/10     | 63,501       | B22         | Tutte le fonti dell'epoca specificano in B22 il modello utilizzato dal Bucella: poiché la cilindrata della B22 è nei limiti dei 2 litri, ci sono due spiegazioni: o si trattava di una B20-2500 (e le fonti forniscono un dato errato) oppure si trattava di una B22 rielaborata e rialesata, quindi con motore leggermente superiore ai 2 litri |
| 24-mag       | I    | Lerici-La Serra                          | salita                           | 2ª Classe oltre 1500 Turismo                          | 7° ass.         | Cangiotti Carlo                    | 4,720          | 4'14”8/10      | 66,687       | B22         | Cangiotti è battuto da uno straordinario Camillo Luglio che, con l'Alfa Romeo 1900 TI, conquista addirittura la vittoria assoluta |
| 24-mag       | I    | Lerici-La Serra                          | salita                           | 2ª Classe 1501-2000 Gran Turismo                      | 5° ass.         | Baldassari Egidio                  | 4,720          | 4'09”7/10      | 68,049       | B20-2000    | |
| 24-mag       | I    | Lerici-La Serra                          | salita                           | 1ª Classe oltre 2000 Gran Turismo                     | 4° ass.         | Croce Carlo                        | 4,720          | 4'09”6/10      | 68,076       | B20-2500    | |
| 24-mag       | I    | Aosta-Etroubles                          | salita                           | 1ª Classe Unica Gran Turismo                          | 1° ass.         | Bertola Francesco                  | 16,020         | 12'32”8/10     | 676,609      | B20-2000    | Corsa valida per il Campionato Regionale Valdostano. |
| 14-giu       | I    | Varese-Campo dei Fiori                   | salita                           | 2ª Classe oltre 1500 Turismo                          | 24° ass.        | Bertoja Gino                       | 10,000         | 9'19”2/10      | 64,377       | B21         | Dopo che la C.S.A.I. esclude (con decorrenza 1-6-53) le Alfa Romeo 1900 TI e le Aurelia B22 dalla categoria Turismo, si scontrano le Aurelia B21 e le Alfa Romeo 1900 “normali”: la vittoria sfugge per un soffio al “lancista” Bertoja, che cede appena 1”9/10 all'Alfa Romeo di Sandro Sebasti Scalera                                         |
| 14-giu       | I    | Varese-Campo dei Fiori                   | salita                           | 2ª Classe oltre 1100 Gran Turismo                     | 9° ass.         | Contini Ettore                     | 10,000         | 8'46”6/10      | 68,363       | B20-2500    | Contini è secondo,ad appena 1”4/10 dalla Fiat 8V di Franco Simontacchi, che si aggiudica la classe |
| 14-giu       | I    | Massarosa-Lucca                          | su strada                        | 2ª Classe oltre 1100 Sport                            | 3° ass.         | Fontana Alberto                    | 15,800         | 9'16”3/5       | 102,191      | B20-2500    | Nell'assoluto, Fontana è battuto soltanto da due leggere vetture sport, una Fiat Ermini ed una Nardi Danese. |
| 21-giu       | I    | Trieste-Opicina                          | salita                           | 1ª Classe oltre 1500 Turismo                          | 13° ass.        | Bertoja Gino                       | 9,000          | 6'08”          | 88,043       | B21         | La B21 di Bertoja batte l'altra Aurelia di Armando Zampiero e l'Alfa 1900 di Filippo Artelli |
| 21-giu       | I    | Trieste-Opicina                          | salita                           | 5ª Classe 1101-2000 Gran Turismo                      | 10° ass.        | Lubich Eugenio                     | 9,000          | 5'52”          | 92,045       | B22         | Emigrata nella categoria Gran Turismo assieme alle Alfa 1900 TI, la B22 di Lubich viene battuta da una Ferrari ma anche da 3 Alfa Romeo |
| 21-giu       | I    | Trieste-Opicina                          | salita                           | 1ª Classe oltre 2000 Gran Turismo                     | 3° ass.         | Contini Ettore                     | 9,000          | 5'41”6/10      | 94,847       | B20-2500    | Nell'assoluto, Contini è battuto soltanto da due Ferrari della categoria Sport (Franco Cornacchia con una 3 litri e Gerino Gerini con una 2,6 litri) |
| 28-giu       | I    | Chiusaforte-Sella Nevea                  | salita                           | 1ª Classe oltre 1100 Turismo                          | 12° ass.        | Bertoja Gino                       | 17,400         | 14'01”4/10     | 74,447       | B21         | Assenti le Alfa Romeo 1900, le tre Aurelia B21 in gara non hanno assolutamente problemi a regolare Volkswagen, Fiat 1400 e Simca Aronde |
| 28-giu       | I    | Chiusaforte-Sella Nevea                  | salita                           | 1ª Classe 1101-2000 Gran Turismo                      | 3° ass.         | Lubich Eugenio                     | 17,400         | 13'30”4/10     | 77,295       | B22         | Attardata l'Alfa Romeo 1900 di Luigi Fornasari, la sola che poteva impensierire la flotta delle Aurelia, Lubich con la berlina B22 prevale sulle restanti Aurelia, tutte del tipo coupé B20 |
| 28-giu       | I    | Chiusaforte-Sella Nevea                  | salita                           | 1ª Classe oltre 2000 Gran Turismo                     | 1° ass.         | Ammendola Salvatore                | 17,400         | 13'04”1/10     | 79,887       | B20-2500    | Ammendola si aggiudica la corsa, riuscendo a battere anche le Ferrari di Gerino Gerini e di Enzo Pinzero |
| 28-giu       | I    | Chiusaforte-Sella Nevea                  | salita                           | 3ª Classe oltre 1100 Sport                            | 6° ass.         | Ferri Cormons                      | 17,400         | 13'51”6/10     | 75,324       | Ferri spec. | La vettura di Ferri è una realizzazione artigianale dovuta al pilota stesso, munita di motore Aurelia elaborato Nardi e carrozzata Stabilimenti Farina; la macchina corre nel gruppo Sport, dove cede le prime due posizioni alle Ferrari |
| 28-giu       | I    | Lessolo-Alice superiore                  | salita                           | 1ª Classe oltre 1600 Turismo Speciale                 | 1° ass.         | Ozino                              | 6,600          | 5'46”4/10      | 68,591       | B20-2000    | Corsa valida per il Campionato sociale AC di Ivrea, riservata alle vetture Turismo Speciale |
| 5-lug        | I    | Coppa della Consuma                      | salita                           | 1ª Classe oltre 2000 Gran Turismo                     | 3° ass.         | Piodi Roberto                      | 12,500         | 8'21”2/5       | 89,748       | B20-2500    | Piodi è 3º assoluto, dietro a due “3 litri”:la Ferrari del vincitore (Piero Scotti) e la Lancia D20 di Clemente Biondetti |
| 5-lug        | I    | Coppa della Consuma                      | salita                           | 1ª Classe 1101-2000 Sport                             | 13° ass.        | Biagiotti Otello                   | 12,500         | 9'16”          | 80,935       | B22         | La Aurelia di Biagiotti è quasi certamente una B22, iscritta (un po' stranamente) nel gruppo Sport |
| 5-lug        | I    | Bolzano-Passo della Mendola              | salita                           | 1ª Classe Oltre 1500 Turismo                          | 21° ass.        | Bertoja Gino                       | 25,000         | 18'48”9/10     | 79,723       | B21         | |
| 5-lug        | I    | Bolzano-Passo della Mendola              | salita                           | 1ª Classe oltre 1500 Gran Turismo                     | 2° ass.         | Valenzano Piero                    | 25,000         | 16'45”3/10     | 89,525       | B20-2500    | Solo l'emergente Eugenio Castellotti con una berlinetta “3 litri” Ferrari, riesce a fare meglio delle due B20-2500 di Piero Valenzano e di Salvatore Ammendola; da segnalare che in questa stessa classe, Eugenio Lubich con la B22 è quarto, dietro alle due B20-2500 e ad una Ferrari 212 (da 2,6 litri)                                       |
| 15-lug       | I    | Passo Rigano-Bellolampo                  | salita                           | 1ª Categoria Turismo                                  | 3° ass.         | Starrabba Gaetano                  | 9,750          | 7'28”1/5       | 78,313       | B21         | Starrabba si aggiudica il “gruppo Lancia Aurelia-Alfa Romeo 1900” battendo l'Alfa di Domenico Tramontana |
| 15-lug       | I    | Passo Rigano-Bellolampo                  | salita                           | 1 2ª Classe oltre 1500 Sport                          | 2° ass.         | De Sarzana Giuseppe                | 9,750          | 7'09”1/5       | 81,780       | B22         | De Sarzana è 2º assoluto alle spalle della Ferrari 212 da 2,6 litri di Luigi Bordonaro |
| 19-lug       | I    | Susa-Moncenisio                          | salita                           | 3ª classe 1101-2000 Gran Turismo                      | 30° ass.        | Marsaglia Stefano                  | 22,100         | 17'24”9/10     | 76,141       | B21         | Marsaglia è battuto da due Alfa Romeo 1900 TI |
| 19-lug       | I    | Susa-Moncenisio                          | salita                           | 1ª Classe oltre 2000 Gran Turismo                     | 10° ass.        | Bona Plinio                        | 22,100         | 15'30”5/10     | 85,502       | B20-2500    | Nella classifica assoluta, Bona è battuto soltanto da 4 vetture della categoria “corsa” e da 5 vetture (4 Ferrari e 1 Gordini) della categoria “Sport” |
| 26-lug       | I    | Aosta-Gran San Bernardo                  | salita                           | 4ª Classe fino a 2000 Gran Turismo                    | 25° ass.        | Vincent Roberto                    | 33,900         | 28'10”9/10     | 72,174       | B20-2000    | Vincent è quarto di classe, preceduto da tre Alfa Romeo 1900 |
| 26-lug       | I    | Aosta-Gran San Bernardo                  | salita                           | 1ª Classe oltre 2000 Gran Turismo                     | 2° ass.         | Piodi Roberto                      | 33,900         | 24'57”         | 81,523       | B20-2500    | Piodi è 2º assoluto e precede anche tutte le Ferrari: meglio di lui fa soltanto l'Alfa Romeo speciale da 4,5 litri di Willy Daetwyler; altre tre B20-2500 seguono a breve distanza quella di Piodi e sono 3°,4° e 5° assoluta, completando così il vero e proprio dominio delle 2 litri e mezzo torinesi                                         |
| 9-ago        | I    | Abbadia S.Salvatore-Monte Amiata         | salita                           | 2ª Classe oltre 1500 Turismo                          | 4° ass.         | Musso Giuseppe                     | 13,000         | 11'49”1/5      | 65,989       | B21         | Musso è secondo, alle spalle dell'Alfa Romeo 1900 di Dario Lunghi, che si aggiudica la vittoria assoluta |
| 9-ago        | I    | Abbadia S.Salvatore-Monte Amiata         | salita                           | 1ª Classe oltre 1100 Gran Turismo                     | 2° ass.         | Begozzi Antonio                    | 13,000         | 11'31”3/5      | 67,669       | B20-2000    | |
| 23-ago       | I    | Savona-Cadibona                          | salita                           | 1ª Classe 1101-2000 Gran Turismo                      | 3° ass.         | Valenzano Piero                    | 7,880          | 5'33”5/10      | 85,061       | B22         | Eccellente prestazione di Piero Valenzano, che vince la classe davanti ad una Alfa Romeo 1900 Sprint e ad altre Aurelia e che è 3º assoluto dietro alla Ferrari 4,1 litri del vincitore (Camillo Luglio) ed alla B20-2500 di Carlo Cangiotti |
| 23-ago       | I    | Savona-Cadibona                          | salita                           | 1ª Classe oltre 2000 Sport                            | 2° ass.         | Cangiotti Carlo                    | 7,880          | 5'25”2/10      | 87,232       | B20-2500    | Cangiotti cede la vittoria assoluta per 16” alla strapotente Ferrari da 4,1 litri di Camillo Luglio |
| 23-ago       | I    | Trullo D'Oro                             | su strada                        | 2ª Classe 1501-2000 Turismo                           | 12° ass.        | Attanasio Giuseppe                 | 100,000        | 56'43”6/10     | 105,770      | B21         | Attanasio è secondo alle spalle di Sandro Chieco Bianchi che dispone di una Alfa Romeo 1900: entrambi, comunque, non compiono un'impresa eccezionale, dal momento che i loro tempi sono vicinissimi a quelli spiccati dalle prime Fiat 1100/103.                                                                                                 |
| 23-ago       | I    | Fasano-Selva di Fasano                   | salita                           | 2ª Classe 1501-2000 Turismo                           | 16° ass.        | Faranda Giuseppe                   | 7,500          | 5'24”9/10      | 83,102       | B21         | Corsa inserita nell'ambito della disputa del “Trullo D'Oro”. |
| 29-ago       | I    | Prato allo Stelvio- Stelvio              | salita                           | 1ª Classe 1501-2000 Turismo                           | 19° ass.        | Musso Giuseppe                     | 24,700         | 25'17”4/5      | 58,584       | B21         | Tratto di velocità in salita inserito nella disputa della Stella Alpina |
| 29-ago       | I    | Prato allo Stelvio- Stelvio              | salita                           | 8ª Classe 1101-2000 Gran Turismo                      | 17° ass.        | Simeone Erasmo                     | 24,700         | 24'57”         | 59,398       | B22         | Tratto di velocità in salita inserito nella disputa della Stella Alpina |
| 29-ago       | I    | Prato allo Stelvio- Stelvio              | salita                           | 1ª Classe oltre 2000 Gran Turismo                     | 1° ass.         | Ammendola Salvatore                | 24,700         | 23'03”2/5      | 64,276       | B20-2500    | Tratto di velocità in salita inserito nella disputa della Stella Alpina |
| 6-set        | I    | Recco-Uscio                              | salita                           | 1ª Classe oltre 1500 Turismo                          | 12° ass.        | Borelli Giuseppe                   | 12,400         | 11'42”1/5      | 63,571       | B21         | Borelli, pur segnando un tempo non eccezionale (peggiore delle Fiat 1100/103 più veloci), batte le Alfa Romeo 1900 di Adolfo Galler e di Adriano Lombardi |
| 6-set        | I    | Recco-Uscio                              | salita                           | 1ª Classe oltre 2000 Gran Turismo                     | 3° ass.         | Cangiotti Carlo                    | 12,400         | 10'28”3/5      | 71,014       | B20-2500    | Cangiotti, che batte l'altra B20-2500 di Ettore Contini, è 3º assoluto, alle spalle della Cooper F3 di Giovanni Bellocchio (che vince la gara) e dell'Alfa Romeo 1900 Sprint di Camillo Luglio |
| 6-set        | I    | Viterbo-Passo Montagna Cimina            | salita                           | 1ª Classe fino a 2000 Gran Turismo                    | 1° ass.         | Nataloni Germano                   | 10,300         | 5'53”4/5       | 104,804      | B20-2000    | Nataloni si aggiudica corsa e classe con una certa facilità, precedendo di quasi mezzo minuto l'altra B20 di Antonio Begozzi. |
| 13-set       | I    | Coppa Intereuropa                        | su pista (Monza)                 | 6ª Classe 1101-2000 Gran Turismo                      | 10° ass.        | Colocci Vittorio                   | 2 ore di corsa | ---            | 139,401      | B20-2000    | Prestazione sottotono per le B20 da 2 litri, che vengono superate agevolmente da Ferrari (tipo 166), Alfa Romeo (1900) e Fiat (8V) di pari cilindrata |
| 13-set       | I    | Coppa Intereuropa                        | su pista (Monza)                 | 2ª Classe oltre 2000 Gran Turismo                     | 2° ass.         | Manzon Robert                      | 2 ore di corsa | ---            | 153,886      | B20-2500    | Manzon è secondo alle spalle della Ferrari 3 litri di Franco Cornacchia e precede l'altra Aurelia pilotata per l'occasione da Eugenio Castellotti |
| 13-set       | I    | Civitavecchia-Allumiere                  | salita                           | 1ª Classe oltre 1500 Turismo                          | 1° ass.         | Musso Giuseppe                     | 18,000         | N.D.           | N.D.         | B21         | Gara riservata alle sole vetture Turismo |
| 13-set       | I    | Spoleto-Monteluco                        | salita                           | 1ª Classe oltre 1100 Gran Turismo                     | 3° ass.         | Grilli Giovanni                    | 7,000          | 6'26”4/5       | 65,149       | B20-2500    | l'Aurelia di Grilli è preceduta, nella graduatoria assoluta, dalla Stanguellini di Sergio Ferraguti e dalla Ferrari di Alberto Magi Diligenti. |
| 20-set       | I    | Catania-Etna                             | salita                           | 2ª Classe oltre 1100 Turismo                          | 23° ass.        | Le Pira Salvatore                  | 32,000         | 25'10”7/10     | 76,256       | B21         | Le Pira deve cedere la vittoria di classe all'Alfa Romeo 1900 di Alessandro Perrone. |
| 20-set       | I    | Salita del Castellaccio                  | salita                           | 1ª Classe oltre 1500 Turismo                          | 6° ass.         | Musso Giuseppe                     | 5,500          | 4'44”9/10      | 69,498       | B21         | Musso con la solitaria B21 batte ben 5 Alfa Romeo 1900 |
| 20-set       | I    | Salita del Castellaccio                  | salita                           | 7ª Classe 1101-2000 Sport                             | 11° ass.        | Quercioli Otello                   | 5,500          | 4'58”9/10      | 66,242       | B20-2000    | |
| 20-set       | I    | Salita del Castellaccio                  | salita                           | 2ª Classe oltre 2000 Sport                            | 2° ass.         | Biagiotti Otello                   | 5,500          | 4'37”1/10      | 71,454       | B20-2500    | Biagiotti è secondo assoluto ad appena 3” dalla Ferrari 225 (2,7 litri) di Alberto Magi Diligenti che vince la gara |
| 20-set       | I    | Mulino del Rocco-Cocconato d'Asti        | salita                           | 1ª Classe oltre 1600 Turismo Speciale                 | 1° ass.         | Valenzano Piero                    | 3,000          | 2'53”4/5       | 62,140       | B22         | Corsa per il Campionato dell'AC di Asti. |
| 26-set       | I    | Monza-500 metri lanciati                 | 500 metri lanciati               | 2ª Classe oltre 1500 Turismo                          | 21° ass.        | Musso Giuseppe                     | 0,500          | 12”3/10        | 146,341      | B21         | Prova su 500 metri lanciati, disputata a Monza ed inserita quale prima prova di velocità nella gara nazionale denominata “Volante d'Argento” |
| 26-set       | I    | Monza-500 metri lanciati                 | 500 metri lanciati               | 1ª Classe 1101-2000 Gran Turismo                      | 4° ass.         | Duberti Manlio                     | 0,500          | 10”6/10        | 169,811      | B22         | Prova su 500 metri lanciati, disputata a Monza ed inserita quale prima prova di velocità nella gara nazionale denominata “Volante d'Argento” |
| 26-set       | I    | Monza-500 metri lanciati                 | 500 metri lanciati               | 1ª Classe oltre 2000 Gran Turismo                     | 1° ass.         | Bracco Giovanni e Bona Plinio      | 0,500          | 10”            | 180,000      | B20-2500    | Bracco e Bona sono primi “ex aequo”; prova su 500 metri lanciati, disputata a Monza ed inserita quale prima prova di velocità nella gara nazionale denominata “Volante d'Argento” |
| 27-set       | I    | Monza-4 giri di pista                    | su pista (Monza)                 | 1ª Classe oltre 1500 Turismo                          | 16° ass.        | Musso Giuseppe                     | 25,200         | 12'00”4/5      | 125,860      | B21         | Prova su 4 giri del circuito stradale di Monza inserita quale seconda prova di velocità nella gara nazionale denominata “Volante d'Argento” |
| 27-set       | I    | Monza-4 giri di pista                    | su pista (Monza)                 | 5ª Classe 1101-2000 Gran Turismo                      | 7° ass.         | Piperno Ugo                        | 25,200         | 11'21”2/5      | 133,137      | B22         | Prova su 4 giri del circuito stradale di Monza inserita quale seconda prova di velocità nella gara nazionale denominata “Volante d'Argento” |
| 27-set       | I    | Monza-4 giri di pista                    | su pista (Monza)                 | 1ª Classe oltre 2000 Gran Turismo                     | 1° ass.         | Bona Plinio                        | 25,200         | 10'19”2/5      | 146,464      | B20-2500    | Prova su 4 giri del circuito stradale di Monza inserita quale seconda prova di velocità nella gara nazionale denominata “Volante d'Argento” |
| 27-set       | I    | Biella-Oropa                             | salita                           | 1ª Classe oltre 1500 Turismo                          | 7° ass.         | Musso Giuseppe                     | 10,600         | 9'10”2/5       | 69,331       | B21         | Prova in salita inserita quale terza prova di velocità nella gara nazionale denominata “Volante d'Argento” |
| 27-set       | I    | Biella-Oropa                             | salita                           | 4ª Classe 1101-2000 Gran Turismo                      | 6° ass.         | Marsaglia Stefano                  | 10,600         | 9'04”          | 70,147       | B22         | Prova in salita inserita quale terza prova di velocità nella gara nazionale denominata “Volante d'Argento” |
| 27-set       | I    | Biella-Oropa                             | salita                           | 1ª Classe oltre 2000 Gran Turismo                     | 1° ass.         | Bracco Giovanni                    | 10,600         | 8'24”3/5       | 75,624       | B20-2500    | Prova in salita inserita quale terza prova di velocità nella gara nazionale denominata “Volante d'Argento” |
| 27-set       | I    | Bologna-Raticosa                         | salita                           | 1ª Classe oltre 1500 Turismo                          | 56° ass.        | Marenghi F.                        | 43,200         | 35'54”         | 72,200       | B21         | Marenghi corre da solo in questa classe e quindi non si impegna, per cui il tempo segnato è poco significativo, al pari della posizione ottenuta nella graduatoria assoluta |
| 27-set       | I    | Bologna-Raticosa                         | salita                           | 2ª Classe oltre 1100 Gran Turismo                     | 12° ass.        | Pagani Paolo                       | 43,200         | 28'34”4/5      | 90,692       | B20-2500    | Pagani è secondo di classe alle spalle della Ferrari 212 (2,6 litri) di Gerino Gerini |
| 27-set       | I    | Sorrento-Sant'Agata                      | salita                           | 1ª Classe 1101-2000 Gran Turismo                      | 3° ass.         | Nataloni Germano                   | 12,000         | 9'26”1/10      | 76,311       | B22         | Nella classifica assoluta, Nataloni è preceduto soltanto dalla Alfa Romeo Disco Volante di Bellucci e dalla Aurelia B20-2500 di Contini |
| 27-set       | I    | Sorrento-Sant'Agata                      | salita                           | 1ª Classe oltre 2000 Gran Turismo                     | 2° ass.         | Contini Ettore                     | 12,000         | 9'15”1/10      | 77,823       | B20-2500    | Nella classifica assoluta, Contini è preceduto soltanto dalla Alfa Romeo Disco Volante di Bellucci |
| 27-set       | I    | Sorrento-Sant'Agata                      | salita                           | 2ª Classe 1101-2000 Gran Turismo/Sociale              | 13° ass.        | Covino Antonio                     | 12,000         | 9'50”8/10      | 73,121       | B20-2000    | Il modello di Aurelia del Covino è frutto di stima |
| 27-set       | I    | Coppa Nissena                            | salita                           | 1ª Classe oltre 1100 Turismo                          | 12° ass.        | Le Pira Salvatore                  | 10,000         | 7'55”          | 75,789       | B21         | Le Pira spicca il miglior tempo dell'intera categoria Turismo |
| 27-set       | I    | Coppa Nissena                            | salita                           | 2ª Classe oltre 1100 Sport                            | 3° ass.         | Pagano                             | 10,000         | 7'35”1/10      | 79,103       | B20-2500    | Il modello di Aurelia del Pagano è frutto di stima; nell'assoluta, Pagano è battuto dalla Ferrari 212 (2,6 litri) di Luigi Bordonaro e dalla Stanguellini 1100 di Francesco Siracusa |
| 27-set       | I    | Volterra-Saline di Volterra              | salita                           | 2ª Classe oltre 1100 Sport                            | 2° ass.         | Biagiotti Otello                   | 10,300         | 7'41”1/5       | 80,398       | B20-2500    | l'Aurelia B20-2500 di Biagiotti è seconda, dietro la Ferrari 212 Inter (2,6 litri) di Alberto Magi Diligenti. |
| 4-ott        | I    | Pontedecimo-Passo dei Giovi              | salita                           | 2ª classe oltre 1500 Turismo                          | 73° ass.        | Borelli Giuseppe                   | 9,650          | 9'07”7/10      | 63,428       | B21         | Poco esaltante prestazione di Borelli, che segna un tempo addirittura peggiore di quello di parecchie Fiat Topolino |
| 4-ott        | I    | Pontedecimo-Passo dei Giovi              | salita                           | 4ª classe 1101-2000 Gran Turismo                      | 22° ass.        | Nataloni Germano                   | 9,650          | 7'23”6/10      | 78,313       | B20-2000    | Sola a difendere i colori della Lancia in questa classe in mezzo a 6 Alfa Romeo, la B20 di Nataloni riesce ad inserirsi esattamente a centro classifica |
| 4-ott        | I    | Pontedecimo-Passo dei Giovi              | salita                           | 1ª classe oltre 2000 Gran Turismo                     | 8° ass.         | Contini Ettore                     | 9,650          | 6'55”4/10      | 83,630       | B20-2500    | La 2500 di Contini segna il miglior tempo dell'intera categoria Gran Turismo e si piazza all'8º posto assoluto alle spalle di vetture della categoria “corsa”(4) e “sport” (3) |
| 4-ott        | I    | Treponti-Castelnuovo                     | salita                           | 1ª Classe oltre 1100 Turismo                          | 10° ass.        | Bertoja Gino                       | 8,000          | 6'41”8/10      | 71,677       | B21         | Bertoja segna il miglior tempo dell'intera categoria Turismo |
| 4-ott        | I    | Treponti-Castelnuovo                     | salita                           | 1ª Classe oltre 1100 Gran Turismo                     | 1° ass.         | Ammendola Salvatore                | 8,000          | 6'06”7/10      | 78,538       | B20-2500    | Ammendola vince la corsa davanti all'agile Osca 1100 di Bruno Venezian e alla “gemella” Aurelia di Eugenio Lubich |
| 4-ott        | I    | Treponti-Castelnuovo                     | salita                           | 1ª Classe oltre 1100 Gran Turismo/Sociale             | 17° ass.        | Andretta Giovanni                  | 8,000          | 6'51”          | 70,072       | N.D.        | Non è possibile accertare il modello di Aurelia utilizzato da Andretta |
| 11-ott       | I    | Vermicino-Rocca di Papa-Madonna del Tufo | salita                           | 2ª Classe oltre 1500 Turismo                          | 27° ass.        | Musso Giuseppe                     | 14,400         | 8'45”6/10      | 98,630       | B21         | La vittoria va, per un soffio (1”4/10), all'Alfa Romeo 1900 di Guido Cestelli Guidi |
| 11-ott       | I    | Vermicino-Rocca di Papa-Madonna del Tufo | salita                           | 1ª Classe 1501-2000 Gran Turismo                      | 11° ass.        | Ferranti Adriano                   | 14,400         | 8'15”3/10      | 104,663      | B20-2000    | Bella prova di Ferranti, che riesce ad avere la meglio sull'Aurelia dello specialista Nataloni e sulle Alfa 1900 TI |
| 11-ott       | I    | Vermicino-Rocca di Papa-Madonna del Tufo | salita                           | 1ª Classe oltre 2000 Gran Turismo                     | 2° ass.         | Ammendola Salvatore                | 14,400         | 7'48”          | 110,769      | B20-2500    | Ammendola è 2º assoluto con 15” di distacco dalla Maserati 2000 barchetta sport del campione Luigi Musso e precede, nella graduatoria assoluta, la Jaguar “C” da 3,5 litri di Primo Pezzoli e la B20-2500 di Pietro Palmieri |
| 11-ott       | I    | Vermicino-Rocca di Papa-Madonna del Tufo | salita                           | 2ª Classe fino a 2000 Sport Commerciale               | 28° ass.        | Colucci Alfredo                    | 14,400         | 8'49”1/10      | 97,977       | B20-2000    | Prestazione senza infamia e senza lode per questa B20, che viene battuta dalla Fiat-Siata 8V di Romeo Amati ma che comunque regola una 2 litri Ferrari ed un'altra B20 |
| 11-ott       | I    | Vermicino-Rocca di Papa-Madonna del Tufo | salita                           | 1ª Classe 2001-3000 Sport Commerciale                 | 24° ass.        | Bornigia Franco                    | 14,400         | 8'41”8/10      | 99,348       | B20-2500    | Bornigia, iscritto nella categoria Sport Commerciale per evitare di doversi confrontare nel gruppo Gran Turismo con le B20-2500 “preparate dalla Casa” di Ammendola e Palmieri, ottiene in effetti la vittoria di classe davanti ad una Ferrari, anche se non segna un tempo particolarmente brillante                                           |
| 18-ott       | I    | Campionato Sociale AC Bologna            | su pista (Modena)                | 3ª Classe 1101-2000 Gran Turismo                      | N.D.            | Tomba Bruno                        | 20,754         | 14'46”1/5      | 84,308       | B20-2000    | Tomba si classifica ad 1 giro dal vincitore di classe, Mario Pareschi su Alfa Romeo 1900 |
| 18-ott       | I    | Campionato Sociale AC Bologna            | su pista (Modena)                | 1ª Classe oltre 2000 Gran Turismo                     | 3° ass.         | Branchini Giovanni                 | 23,600         | 14'37”         | 94,659       | B20-2500    | Nella graduatoria assoluta Branchini è preceduto da Roberto Sgorbati (Osca) e dalla Alfa Romeo 1900 di Mario Pareschi |
| 25-ott       | I    | Sassi-Superga                            | salita                           | 1ª Classe oltre 1600 Turismo                          | 26° ass.        | Ozino Ermanno                      | 4,600          | 4'18”          | 64,186       | B21         | Ozino batte l'Alfa Romeo 1900 di Ernesto Suraci, l'Aurelia B21 di Stefano Marsaglia e la “paciosa” Fiat 1900 di Gianni Balzarini |
| 25-ott       | I    | Sassi-Superga                            | salita                           | 3ª Classe 1501-2000 Gran Turismo                      | 19° ass.        | Morero Silvio                      | 4,600          | 4'02”1/5       | 68,373       | B20-2000    | Morero è battuto da due Alfa Romeo 1900 TI ma supera a sua volta una 1900 TI, una Fiat 8V e le numerose altre Aurelia |
| 25-ott       | I    | Sassi-Superga                            | salita                           | 1ª Classe oltre 2000 Gran Turismo                     | 8° ass.         | Panelli Ugo                        | 4,600          | 3'51”3/5       | 71,502       | B20-2500    | Un quasi sconosciuto ma strepitoso Ugo Panelli segna un tempo migliore di quello di altri due “lancisti” di chiara fama, Piero Valenzano e Salvatore Ammendola |
| 25-ott       | I    | Sassi-Superga                            | salita                           | 2ª Classe oltre 1100 Sport                            | 11° ass.        | Ammendola Salvatore                | 4,600          | 3'53”2/5       | 70,951       | B20-2500    | Ammendola, che partecipa con la sua vettura “personale”, non può aspirare ai primissimi posti della classifica assoluta, ma comunque compie una bella arrampicata |
| 1-nov        | I    | Siena-Firenze                            | su strada                        | 2ª Classe oltre 1100 Gran Turismo                     | 3° ass.         | Bassi Dino                         | 72,000         | 36'24”2/5      | 118,679      | B20-2500    | Bassi è terzo assoluto, dietro alla Osca 1100 di Bruno Venezian e alla Ferrari di Alberto Magi Diligenti, e precede la B20-2500 di Otello Biagiotti, che gareggia nella categoria Sport |
| 1-nov        | I    | Siena-Firenze                            | su strada                        | 1ª Classe oltre 1100 Sport                            | 4° ass.         | Biagiotti Otello                   | 72,000         | 36'58”4/5      | 116,819      | B20-2500    | Biagiotti è quarto assoluto, dietro alla Osca 1100 di Bruno Venezian, alla Ferrari di Alberto Magi Diligenti e alla Aurelia di Dino Bassi. |
| 8-nov        | I    | Circuito di Ospedaletti                  | circuito stradale                | 1ª Classe oltre 1500 Turismo                          | 13° ass.        | Bertoja Gino                       | 57,460         | 43'30”4/5      | 79,230       | B21         | Gara riservata ai soci degli AC liguri; discreta prestazione di Bertoja, che regola l'Alfa 1900 di “Saraceno” e l'altra Aurelia di Giuseppe Borelli ma realizza un tempo superiore a quello della migliore tra le Fiat 1100/103 (quella di Luciano Gianni, vittoriosa nella classe 751-1100 e dell'intera categoria Turismo)                     |
| 8-nov        | I    | Circuito di Ospedaletti                  | circuito stradale                | 2ª Classe oltre 2000 Gran Turismo & Sport Commerciale | 5° ass.         | Rezzonico Luisa                    | 60,840         | 42'42”1/5      | 85,482       | B20-2500    | Gara riservata ai soci degli AC liguri; bella corsa della signora Rezzonico, che riesce a precedere l'altra Aurelia 2500 di Ettore Contini, attardato dopo un contatto con un'altra vettura |
| 4-nov        | I    | Trofeo Franco Venturi-1/a prova          | Km. da fermo                     | 2ª Classe 1101-2000 Gran Turismo                      | 9° ass.         | Bornigia                           | 1,000          | 33”75/100      | 106,666      | B20-2000    | |
| 4-nov        | I    | Trofeo Franco Venturi-1/a prova          | Km. da fermo                     | 1ª Classe oltre 2000 Gran Turismo                     | 6° ass.         | Bassi Dino                         | 1,000          | 32”26/100      | 111,593      | B20-2500    | |
| 4-nov        | I    | Trofeo Franco Venturi-2/a prova          | Km. lanciato                     | 3ª Classe 1101-2000 Gran Turismo                      | 10° ass.        | Bornigia Franco                    | 1,000          | 22”24/100      | 161,870      | B20-2000    | |
| 4-nov        | I    | Trofeo Franco Venturi-2/a prova          | Km. lanciato                     | 1ª Classe oltre 2000 Gran Turismo                     | 3° ass.         | Bassi Dino                         | 1,000          | 19”14/100      | 188,087      | B20-2500    | Bassi segna lo stesso tempo della Aurelia B20-2500 di Naselli |
| novembre     | I    | Campionato Sociale AC Ferrara            | su pista (Modena)                | 1ª Classe 751-2000 Gran Turismo                       | 1° ass.         | Sani Gaetano                       | 23,060         | 14'40”1/5      | 94,314       | B20-2000    | --- |
| 13-dic       | I    | Castelfusano, Giornata dei Primati       | Km. e Miglio da fermo e lanciati | 1ª Classe oltre 2000 Gran Turismo                     | 3° ass.         | Leonardi Michelangelo              | 5,21868        | 2'13”3/10      | 140,939      | B20-2500    | Nella prova sul “miglio lanciato”, Leonardi ottiene il tempo di 32” netti, media Km/h 181,050 (la velocità più elevata in assoluto della giornata) |

### 1954
| Data      | Naz. | Nome della corsa                               | Tipo gara           | Risultato di classe                    | Posiz. assoluta                      | Pilota od equipaggio               | Percorso (Km)  | Tempo ottenuto | Media (Km/h) | Modello  | Note |  |
| --------- | ---- | ---------------------------------------------- | ------------------- | -------------------------------------- | ------------------------------------ | ---------------------------------- | -------------- | -------------- | ------------ | -------- | --- |  |
| 24-gen    | F    | La Turbie-Mont Agel                            | salita              | ---                                    | 1° ass.                              | Chiron Louis                       | 3,700          | 3'22”          | 65,940       | B20-2500 | Louis Chiron precede di oltre 14” l'Alfa Romeo 1900 TI di Georges Houel. |  |
| 3/7-mar   | F    | Paris-St.Raphael                               | rallye              | 1ª Classe oltre 2000 sport             | 2° del gruppo B                      | Della Chiesa Paola                 | ---            | ---            | ---          | B20-2500 | Benché molto veloce, l'Aurelia B20-2500 della contessa Paola Della Chiesa, accompagnata da Marisa Zambrini, è relegata al 2º posto, preceduta dalla piccola DB 850 di madame Cazon. |  |
| 13/14-mar | I    | Coppa Mare e monti                             | rallye              | 1ª Classe oltre 2000 Gran Turismo      | 1° ass                               | Valenzano Piero                    | 74,400         | 1h05'10”1/10   | 68,499       | B20-2500 | Classifica dei soli tratti di velocità inseriti nella gara, che è sostanzialmente un “rallye”. |  |
| 13/14-mar | I    | Coppa Mare e monti                             | rallye              | 3ª Classe 1301-2000 Gran Turismo       | 16° ass                              | Canaparo Renato                    | 74,400         | 1h12'30”8/10   | 61,561       | B20-2000 | Classifica dei soli tratti di velocità inseriti nella gara, che è sostanzialmente un “rallye”. |  |
| 13/14-mar | I    | Coppa Mare e monti                             | rallye              | 3ª Classe oltre 1300 Sport             | 33° ass                              | Richter Gustavo                    | 74,400         | 1h26'39”4/10   | 51,513       | B20      | Classifica dei soli tratti di velocità inseriti nella gara, che è sostanzialmente un “rallye”. |  |
| 19-mar    | I    | Coppa Vigorelli                                | su pista (Monza)    | 30° ass.                               | 6ª Classe 1601-2000 Turismo Speciale | Cappelli                           | N.D.           | 6'34”9/10      | N.D.         | N.D.     | |  |
| 21-mar    | I    | Modena, Campionato Goliardi                    | su pista (Modena)   | 3ª Classe 1301-2000 Turismo            | N.D.                                 | Andretta Alberto                   | 23,060         | 14'05”         | 98,243       | B21      | La B21 di Andretta è preceduta da due Alfa Romeo 1900 T.I. |  |
| 21-mar    | I    | Modena, Campionato Goliardi                    | su pista (Modena)   | 3ª Classe 2000 Turismo Speciale        | N.D.                                 | Fontana Giovanni                   | 23,060         | 15'31”1/5      | 98,243       | B22      | Opaca prestazione di Fontana, che è preceduto da una Alfa Romeo 1900 T.I. ma anche da una Fiat 1100-103 |  |
| 21-mar    | I    | Ariccia-Madonna del Tufo                       | salita              | 1ª Classe 1301-2000 Gran Turismo       | 12° ass.                             | Begozzi Antonio                    | 6,400          | 4'22”3/10      | 87,838       | B20-2000 | |  |
| 21-mar    | I    | Ariccia-Madonna del Tufo                       | salita              | 1ª Classe oltre 2000 Gran Turismo      | 4° ass.                              | Pignatelli Giovanni                | 6,400          | 4'06”          | 93,658       | B20-2500 | |  |
| 21-mar    | I    | Ariccia-Madonna del Tufo                       | salita              | 2ª Classe oltre 1100 Sport             | 7° ass.                              | Nataloni Germano                   | 6,400          | 4'10”          | 92,160       | B20-2500 | |  |
| 28-mar    | I    | Torricelle (Verona)                            | salita              | 5ª Classe oltre 1300 Turismo Speciale  | 29° ass.                             | Sutti Antonio                      | 3,760          | 3'49”6/10      | 58,954       | B21      | Sutti è preceduto da 4 Alfa Romeo 1900 ma ottiene un tempo migliore rispetto a quello di altri 7 concorrenti (che dispongono di altre Alfa 1900 e di altre Aurelia due litri) |  |
| 28-mar    | I    | Torricelle (Verona)                            | salita              | 2ª Classe oltre 1300 Gran Turismo      | 9° ass.                              | Lubich Eugenio                     | 3,760          | 3'33”4/10      | 63,430       | B20-2500 | Un po' a sorpresa, nella sua classe Lubich viene preceduto di 4” 2/10 dalla Fiat 8Vdi Mario Tommasi |  |
| 28-mar    | I    | Torricelle (Verona)                            | salita              | 8ª Classe oltre 1500 Sport             | 22° ass.                             | Zampiero Armando                   | 3,760          | 3'44”          | 60,428       | B20      | |  |
| 1/2-apr   | I    | Rallye femminile Perla di San Remo             | rallye              | 1ª Classe oltre 1300 Gran Turismo      | 2° ass.                              | Vallaguzza Idelbe                  | ---            | ---            | ---          | B20-2500 | La B20 di Idelbe vallaguzza è seconda assoluta alle spalle dell'Alfa Romeo 1900 TI della più esperta Paola Della Chiesa |  |
| 1/2-apr   | I    | Rallye femminile Perla di San Remo             | rallye              | 3ª Classe 1301-2000 Turismo            | 6° ass.                              | Dazzi Zita                         | ---            | ---            | ---          | B21      | |  |
| 25-apr    | I    | Coppa Vigevano & Varese                        | su pista (Monza)    | 1ª Classe oltre 1600 Gran Turismo      | 2° ass.                              | Bianchi Luigi                      | 31,500         | 13'26”3/5      | 140,590      | B20-2500 | |  |
| 9-mag     | I    | Campionato Sociale AC Como                     | su pista (Monza)    | 1ª Classe oltre 1100 Sport             | 1° ass.                              | Provasi Antonello                  | 88,200         | 36'36”         | 144,590      | B20-2500 | |  |
| 9-mag     | I    | Campionato Sociale AC Como                     | su pista (Monza)    | 1ª Classe oltre 1300 Gran Turismo      | N.D.                                 | Dentella Vittorio                  | 88,200         | 41'58”1/5      | 126,090      | N.D.     | |  |
| 16-mag    | I    | 6 ore di Torino                                | circuito stradale   | 1ª Classe oltre 2000 Gran Turismo      | 1° ass.                              | Ribaldi Franco                     | 922,999        | 6h00'00”       | 153,833      | B20-2500 | |  |
| 16-mag    | I    | 6 ore di Torino                                | circuito stradale   | 8ª Classe 1301-2000 Gran Turismo       | 12° ass.                             | Nataloni Germano                   | 831,667        | 6h00'00”       | 138,611      | B20-2000 | |  |
| 16-mag    | I    | Castell'Arquato-Vernasca                       | salita              | 3ª Classe oltre 1500 Sport             | 7° ass.                              | Mutti Vittorio                     | 9,775          | 7'18”5/10      | 80,250       | B20-2000 | |  |
| 16-mag    | I    | Castell'Arquato-Vernasca                       | salita              | 1ª Classe unica Gran Turismo           | N.D.                                 | Fiorani Antonio                    | 9,775          | 7'33”8/10      | 77,545       | B20      | |  |
| 21-mag    | I    | 3 ore “Gran Turismo” di Bari                   | circuito stradale   | 2ª Classe unica Gran Turismo           | 2° ass.                              | Pignatelli Giovanni                | 335,456        | 3h00'00”       | 111,818      | B20-2000 | |  |
| 22-mag    | F    | Rallye di Dieppe                               | rallye              | 1ª Classe oltre 2000                   | N.D.                                 | Caracciolo J.                      | ---            | ---            | ---          | B20-2500 | |  |
| 23-mag    | I    | Trento-Bondone                                 | salita              | 1ª Classe oltre 1100 Sport             | 2° ass.                              | Lubich Eugenio                     | 12,700         | 11'45”3/5      | 64,795       | B20-2500 | |  |
| 23-mag    | I    | Trento-Bondone                                 | salita              | 3ª Classe oltre 1300 Gran Turismo      | 7° ass.                              | Mondini Ugo                        | 12,700         | 12'27”1/5      | 61,188       | B20-2500 | |  |
| 23-mag    | I    | Trento-Bondone                                 | salita              | 2ª Classe oltre 1300 Turismo           | 7° ass.                              | Zampiero Armando                   | 12,700         | 13'07”2/5      | 58,064       | B21      | l'Aurelia di Zampiero ottiene lo stesso tempo di quella condotta da Giuseppe Borga |  |
| 23-mag    | I    | Trento-Bondone                                 | salita              | 3ª Classe oltre 1300 Turismo Speciale  | N.D.                                 | Paon Scipione                      | 12,700         | 13'45”3/5      | 55,377       | B21      | |  |
| 23-mag    | I    | Scala Giocca-Osilo                             | salita              | 1ª Classe oltre 1300 Gran Turismo      | 1° ass.                              | Cangiotti Carlo                    | 14,700         | 10'25”         | 84,672       | B20-2500 | Al secondo posto assoluto l'altra B20 di Antonio Begozzi. |  |
| 23-mag    | I    | Campionato Sociale AC Parma                    | su pista (Modena)   | 1ª Classe oltre 2000 Gran Turismo      | 1° ass.                              | Morelli Armando                    | 23,060         | 14'28”1/5      | 95,618       | B20-2500 | |  |
| 23-mag    | I    | Campionato Sociale AC Parma                    | su pista (Modena)   | 1ª Classe oltre 1600 Turismo           | 9° ass.                              | Mazzoni                            | 23,060         | 15'39”2/5      | 88,371       | B21      | |  |
| 23-mag    | I    | Como-Lieto Colle, Coppa delle Dame             | salita              | 4ª Classe oltre 1600 Turismo           | 7° ass.                              | Dazzi Ferrario Zita                | 7,400          | 5'43”3/5       | 77,532       | B21      | |  |
| 23-mag    | I    | Como-Lieto Colle, Coppa delle Dame             | salita              | 2ª Classe oltre 1300 Gran Turismo      | 10° ass.                             | Schiagno Mimi                      | 7,400          | 5'51”          | 75,897       | B20-2500 | |  |
| 27-mag    | I    | Palermo-Monte Pellegrino                       | salita              | 2ª Classe oltre 2000 Sport             | 5° ass.                              | Arezzo Francesco                   | 8,750          | 6'20”5/10      | 82,785       | B20-2500 | |  |
| 27-mag    | I    | Palermo-Monte Pellegrino                       | salita              | 2ª Classe 1101- 2000 Sport             | 14° ass.                             | Pieralisi Giuseppe                 | 8,750          | 6'44”8/10      | 77,816       | B20-2000 | |  |
| 27-mag    | I    | Palermo-Monte Pellegrino                       | salita              | 2ª Classe oltre 1300 Gran Turismo      | 15° ass.                             | Capriotti Renato                   | 8,750          | 6'45”8/10      | 77,624       | B20-2000 | |  |
| 30-mag    | I    | Chiusaforte-Sella Nevea                        | salita              | 3ª Classe oltre 1100 Sport             | 4° ass.                              | Campeis Corrado                    | 17,400         | 13'43”7/10     | 76,047       | B20-2000 | |  |
| 30-mag    | I    | Chiusaforte-Sella Nevea                        | salita              | 2ª Classe oltre 1300 Gran Turismo      | 6° ass.                              | Lubich Eugenio                     | 17,400         | 13'55”7/10     | 74,955       | B20-2500 | Rallentato da un banco di nebbia, Lubich perde posizioni e si vede superare, nella graduatoria assoluta, anche da un'Alfa Romao 1900 TI, da una Fiat 8V e dall'Aurelia 2 litri di Campeis |  |
| 30-mag    | I    | Chiusaforte-Sella Nevea                        | salita              | 5ª Classe oltre 1300 Turismo Speciale  | 18° ass.                             | Paon Scipione                      | 17,400         | 14'36”6/10     | 71,457       | B21      | |  |
| 30-mag    | I    | Lessolo-Alice Superiore                        | salita              | 3ª Classe 1601-2000 turismo            | 4° ass.                              | Canepa                             | 6,500          | 6'05”7/10      | 63,986       | B21      | Prova riservata ai piloti piemontesi alla guida di vetture turismo, per il “volante d'argento”; il modello di Aurelia (B21) è stimato ma molto probabile. |  |
| 30-mag    | I    | Campionato Sociale AC Ferrara                  | su pista (Modena)   | 4ª Classe oltre 1600 Turismo & Sport   | 4° ass.                              | Fava                               | 34,590         | 23'11”         | 89,521       | N.D.     | Corsa vetture oltre 1600 cm³. |  |
| 30-mag    | E    | Premio Barajas (Madrid)                        | circuito stradale   | 3ª Classe 2001-3000 sport              | N.D.                                 | Sanz J.A.                          | 62,500         | 34'03”4/5      | 110,099      | B20-2500 | L'Aurelia di Sanz è terza dietro a due Pegaso da 2,8 litri e precede una Jaguar XK 120 e due altre B20. |  |
| 6-giu     | I    | Valli del Pasubio-Pian delle Fugazze           | salita              | 2ª Classe oltre 1100 Sport             | 3° ass.                              | Lubich Eugenio                     | 10,430         | 8'28”2/5       | 73,855       | B20-2500 | Lubich è preceduto soltanto da una agile Stanguellini 750 e da una Maserati sport da due litri |  |
| 6-giu     | I    | Valli del Pasubio-Pian delle Fugazze           | salita              | 3ª Classe oltre 1300 Gran Turismo      | 10° ass.                             | Bussinello Camillo                 | 10,430         | 8'53”2/5       | 70,393       | B20-2500 | |  |
| 6-giu     | I    | Valli del Pasubio-Pian delle Fugazze           | salita              | 2ª Classe oltre 1300 Turismo Speciale  | 18° ass.                             | Paon Scipione                      | 10,430         | 9'29”4/5       | 65,896       | B21      | Discreta prestazione della B21 di Paon, che cede all'Alfa Romeo 1900 TI di Fambri ma precede altre due berline dell'Alfa |  |
| 6-giu     | I    | Volante di legno a Modena per dame             | su pista (Modena)   | ---                                    | 3° ass.                              | Maria Ferrari Amorotti             | 6,918          | 5'04”          | 81,923       | N.D.     | l'Aurelia di Maria Ferrari Amorotti è preceduta da due Alfa Romeo 1900 e sopravanza a sua volta una Fiat 1100-103 TV ed una Topolino. |  |
| 6-giu     | I    | Lerici-La Serra                                | salita              | 2ª Classe unica Sport                  | 2° ass                               | Cangiotti Carlo                    | 4,720          | 3'52”          | 73,241       | B20-2500 | La B20 di Cangiotti è seconda assoluta alle spalle della Ferrari 3litri di Camillo Luglio |  |
| 6-giu     | I    | Lerici-La Serra                                | salita              | 1ª Classe oltre 1300 Gran Turismo      | 3° ass                               | Valenzano Piero                    | 4,720          | 3'53”          | 72,927       | B20-2500 | La B20 di Valenzano è terza assoluta alle spalle della Ferrari 3litri di Camillo Luglio ed all'Aurelia 2500 di Cangiotti (che correva nella categoria sport) |  |
| 6-giu     | E    | La Rabassada                                   | salita              | 3ª Classe 2600 Sport                   | N.D.                                 | Sanz J.A.                          | 4,900          | N.D.           | N.D.         | B20-2500 | La B20 di Sanz è terza dietro a due spagnole Pegaso. |  |
| 13-giu    | I    | Circuito del Po                                | circuito stradale   | 1ª Classe unica Gran Turismo           | 2° ass.                              | Maccarini Arrigo                   | 43,500         | 26'56”1/5      | 96,893       | N.D.     | |  |
| 17-giu    | I    | Frascati-Rocca di Papa                         | salita              | 1ª Classe oltre 1300 Gran Turismo      | 5° ass.                              | Mancini Carlo                      | 8,700          | 5'26”          | 96,073       | B20-2500 | l'Aurelia di Mancini è preceduta, nella classifica generale, soltanto da 4 Ferrari sport |  |
| 17-giu    | I    | Frascati-Rocca di Papa                         | salita              | 5ª Classe oltre 1100 Sport             | 6° ass.                              | Colonna Stefano                    | 8,700          | 5'28”2/10      | 95,429       | B20-2500 | l'Aurelia di Colonna è preceduta, nella classifica generale, soltanto da 4 Ferrari sport e dalla B20-2500 di Carlo Mancini. |  |
| 20-giu    | I    | Trieste-Opicina                                | salita              | 2ª Classe oltre 1300 Gran Turismo      | 7° ass.                              | Lubich Eugenio                     | 9,000          | 5'34”2/5       | 96,889       | B20-2500 | Lubich, pur disputando un'ottima corsa, accusa un ritardo di 5” dalla Fiat 8V di Pierpaolo Poillucci, che si aggiudica la classe. |  |
| 20-giu    | I    | Massarosa-Lucca                                | salita              | 3ª Classe oltre 1100 Sport             | 6° ass.                              | Vecoli Raffaello                   | 15,800         | 9'35”1/5       | 98,887       | N.D.     | |  |
| 27-giu    | I    | Viterbo-Passo Montagna                         | salita              | 1ª Classe oltre 2000 Gran Turismo      | 1° ass.                              | Nataloni Germano                   | 10,300         | 5'55”4/5       | 104,215      | B20-2500 | Trattasi di prova di velocità in salita inserita nella gara di regolarità “Coppa dei Tre Laghi” |  |
| 27-giu    | I    | Viterbo-Passo Montagna                         | salita              | 1ª Classe 1301-2000 Gran Turismo       | 2° ass.                              | Parenti                            | 10,300         | 6'35”3/5       | 93,731       | N.D.     | Trattasi di prova di velocità in salita inserita nella gara di regolarità “Coppa dei Tre Laghi”; il dato concernente l'esatto modello di Aurelia portato in gara da Parenti non è disponibile: è certo però si trattasse di una vettura con motore da 2 litri di cilindrata                                                                          |  |
| 27-giu    | I    | Vezzano-Casina                                 | salita              | 1ª Classe fino a 2000 Gran Turismo     | N.D.                                 | Cigarini                           | 12,500         | 9'54”          | 75,757       | N.D.     | Gara per il campionato sociale AC Reggio Emilia |  |
| 27-giu    | I    | Vezzano-Casina                                 | salita              | 1ª Classe oltre 2000 Gran Turismo      | 1°ass.                               | Landini Rodolfo                    | 12,500         | 9'27”          | 79,365       | B20-2500 | Gara per il campionato sociale AC Reggio Emilia |  |
| 29-giu    | I    | Trofeo della Regione Sarda                     | su strada           | 3ª Classe oltre 2000 Sport             | 5° ass.                              | Mancini Carlo / De Tommassi Carlo  | 420,000        | 3h06'13"       | 135,326      | B20-2500 | Ottima prestazione di Mancini, che soccombe a 2 Ferrari da 3 litri, ad 1 Maserati 2000 e ad una Osca sport ma prevale su tutti gli altri concorrenti, tra cui l'insidiosa Alfa Romeo 1900 T.I. del validissimo Piero Carini. |  |
| 29-giu    | I    | Trofeo della Regione Sarda                     | su strada           | 2ª Classe 1101-2000 Sport              | 13° ass.                             | Perrella Guido / Ruggiero Giuseppe | 420,000        | 3h26'08"       | 122,250      | B20-2000 | Senza infamia e senza lode la prova della B20 di Perrella. |  |
| 4-lug     | I    | Bolzano-Passo della Mendola                    | salita              | 2ª Classe oltre 1300 Gran Turismo      | 7° ass.                              | Lubich Eugenio                     | 25,000         | 17'20”7/10     | 86,480       | B20-2500 | Lubich è preceduto, nella sua classe, dalla Fiat 8V di Mario Tomasi, che segna un tempo migliore di circa 8”. |  |
| 11-lug    | CH   | Rheineck-Walzenhausen Lachen                   | salita              | 1ª Classe 2000                         | N.D.                                 | Blumer                             | N.D.           | N.D.           | N.D.         | B22      | |  |
| 18-lug    | I    | Coppa della Consuma                            | salita              | 2ª Classe oltre 1300 Gran Turismo      | 9° ass.                              | Tamisi                             | 12,500         | 8'27”7/10      | 88,635       | B20-2500 | |  |
| 25-lug    | I    | Aosta-Gran San Bernardo                        | salita              | 1ª Classe oltre 2000 Gran Turismo      | 9° ass.                              | Ramella Sergio                     | 33,900         | 26'05”4/5      | 77,940       | B20-2500 | |  |
| 25-lug    | I    | Aosta-Gran San Bernardo                        | salita              | 4ª Classe fino a 2000 Gran Turismo     | 33°ass.                              | Quartara Emanuele                  | 33,900         | 28'48”         | 70,624       | B20-2000 | |  |
| 28-lug    | I    | Santa Margherita-San Lorenzo, Trofeo Femminile | salita              | 1ª Classe unica categoria Gran Turismo | 1° ass.                              | Della Chiesa Paola                 | 3,700          | 3'23”2/5       | 65,486       | B20-2500 | Gara riservata alle Dame |  |
| 28-lug    | I    | Santa Margherita-San Lorenzo, Trofeo Femminile | salita              | 2ª Classe oltre 1300 Turismo           | 7° ass.                              | Dazzi Zita                         | 3,700          | 3'42”3/5       | 65,486       | B21      | Gara riservata alle Dame; lungo la stretta e tortuosa salita, la grossa B21 della Dazzi è sopravanzata da un'Alfa Romeo 1900 e da alcune Fiat 1100-103 |  |
| luglio    | F    | Hauteville-Rochette                            | salita              | 1ª Classe oltre 2000                   | N.D.                                 | Vogel Paul                         | 4,900          | 3'55”3/5       | 74,872       | B20-2500 | |  |
| 8-ago     | I    | Borzonasca-La Squazza                          | salita              | 1ª Classe unica Gran Turismo           | 5° ass.                              | Cangiotti Carlo                    | 11,000         | 9'37”1/5       | 68,607       | B20-2500 | |  |
| 8-ago     | I    | Borzonasca-La Squazza                          | salita              | 2ª Classe oltre 1300 Turismo           | 7° ass.                              | Borelli Giuseppe                   | 11,000         | 11'05”3/5      | 59,495       | B21      | Prova riservata ai piloti liguri alla guida di vetture Turismo, per il ”Volante d'argento” |  |
| 22-ago    | I    | Avezzano-Pietracquaria                         | salita              | 2ª Classe oltre 1300 Turismo           | 3° ass.                              | Micangeli Vincenzo                 | 6,200          | 4'54”5/10      | 75,789       | B21      | Il modello di Aurelia (B21) è stimato, ma molto probabile; nella graduatoria assoluta, due Alfa Romeo 1900 precedono l'Aurelia |  |
| 22-ago    | I    | Avezzano-Pietracquaria                         | salita              | 2ª Classe oltre 1300 Turismo Speciale  | 4° ass.                              | Sperti Giovanni                    | 6,200          | 4'55”3/10      | 75,584       | B22      | Nella graduatoria assoluta, l'Aurelia di Speri è superata da due Alfa Romeo 1900 e dalla Aurelia “turismo” di Vincenzo Micangeli |  |
| 29-ago    | I    | Gran Premio Pergusa                            | circuito stradale   | 4ª Classe oltre 2000 Sport             | 8° ass.                              | Starrabba Gaetano                  | 264,000        | 3h12'05”       | 82,464       | B20-2500 | Corsa riservata alle vetture Sport; scarse probabilità di successo per Starrabba, che deve vedersela con “vere” vetture “sport” (Gordini e Ferrari). |  |
| 29-ago    | I    | S.Benedetto Tronto/Acquaviva                   | salita              | 3ª Classe oltre 1300                   | 4° ass.                              | Sperti Giovanni                    | 7,000          | 6'22”4/5       | 65,830       | B22      | Nella graduatoria assoluta, la B22 di Sperti è preceduta da due Alfa Romeo 1900 e da una Fiat 1100-103 TV. |  |
| 3/5-set   | E    | Vuelta de Andalucia                            | rallye              | 1° cat. Gran Turismo/Sport             | 1° ass.                              | Roqué/Balcells                     | 7,000          | ---            | ---          | B20-2500 | Il predominio lancia è confermato dal secondo posto assoluto dell'altra B20-2500 dell'equipaggio Girò/Vidal: le due Aurelia precedono un gran numero di Pegaso, che vano ad occupare le posizioni dal 3º al 7º posto. |  |
| 5-set     | I    | Coppa Intereuropa                              | su pista (Monza)    | 1ª Classe oltre 2000 Gran Turismo      | 4° ass.                              | Gatta Ferdinando                   | 2 ore di corsa | ---            | 148,868      | B20-2500 | Nella graduatoria assoluta, la B20-2500 di Gatta è preceduta dalla vittoriosa Fiat 8V Zagato di Elio Zagato e dalle Alfa Romeo 1900 SS di Sanesi e di Crespi (quest'ultimo disponeva della versione Zagato). Nella sua classe, comunque, Gatta, prevale (anche se di poco) sulla B20-2500 di Ribaldi, mentre stacca più nettamente le altre Aurelia. |  |
| 5-set     | I    | Mannasuddas-Nuoro                              | salita              | 2ª classe oltre 1300 Turismo Speciale  | N.D.                                 | Vitale Armando                     | 14,400         | 11'26”5/10     | 75,513       | B21      | Il modello di Aurelia (B21) è stimato, ma molto probabile; Vitale subisce un distacco abissale (oltre 2') dall'Alfa Romeo 1900 di Gigi Olivari, brillante vincitore di classe |  |
| 8-set     | I    | Spoleto-Monteluco                              | salita              | 1ª classe oltre 1300 Gran Turismo      | 2° ass.                              | Mancini Carlo                      | 7,000          | 5'58”3/10      | 70,332       | B20-2500 | Ottimo secondo posto assoluto (dietro alla Maserati 2 litri sport di Sergio Ferraguti) del bravo Mancini, che prevale sulle altre Aurelia e sulle agili barchette Stanguellini ed Ermini della categoria 1100 sport |  |
| 8-set     | I    | Spoleto-Monteluco                              | salita              | 2ª classe oltre 1300 Sport             | 13° ass.                             | Fontana Lanfranco                  | 7,000          | 6'38”1/10      | 63,300       | N.D.     | |  |
| 12-set    | I    | Circuito città di Sassari                      | circuito stradale   | 4ª classe oltre 1300 Turismo           | N.D.                                 | Vitale Armando                     | 92,760         | N.D.           | N.D.         | B21      | |  |
| 12-set    | I    | Caleipo-Nevegal                                | salita              | 1ª Classe oltre 1300 Gran Turismo      | 1° ass.                              | Zuliani Giovanni                   | 7,700          | 6'50”5/10      | 67,527       | N.D.     | Il modello di Aurelia non è accertabile: si sa soltanto che trattasi di vettura con motore da 2 litri di cilindrata |  |
| 12-set    | I    | Caleipo-Nevegal                                | salita              | 1ª Classe oltre 1300 Turismo           | 2° ass.                              | Gidoni Guido                       | 7,700          | 6'53”5/10      | 67,037       | B21      | Il modello di Aurelia è stimato ma molto probabile |  |
| 12-set    | I    | Pineto-Atri                                    | salita              | 3ª Classe 1301-2000 Turismo            | 5° ass.                              | Sperti Giovanni                    | 10,400         | 8'38”3/5       | 72,194       | B22      | Corsa - valida per il Volante d'argento - riservata alle vetture da turismo; la B22 di Sperti è battuta da due Alfa Romeo 1900 ma anche dalle due migliori Fiat 1100-103, le “TV” di Giuseppe Marucci e di Domenico Catarra. |  |
| 19-set    | I    | Bologna-Raticosa                               | salita              | 2ª Classe oltre 1300 Gran Turismo      | 13° ass.                             | Lubich Eugenio                     | 43,200         | 29'26”2/10     | 88,053       | B20-2500 | Nella categoria Gran Turismo, Lubich è secondo, dietro la Fiat 8V Zagato di Elio Zagato, precedendo altre 5 Aurelia B20, 1 Alfa Romeo 1900 SS ed una Fiat 8V. |  |
| 19-set    | I    | Catania-Etna                                   | salita              | 2ª Classe oltre 1300 Turismo Speciale  | N.D.                                 | Caracciolo                         | 32,000         | 24'03”1/10     | 79,828       | B21      | Nella stessa giornata, un'altra Aurelia si classifica nella categoria Turismo, nella corsa valida per il “Volante d'argento”. |  |
| 19-set    | I    | Catania-Etna/ Volante d'argento                | salita              | 2ª Classe 1301-2000 Turismo            | N.D.                                 | Mineri                             | 32,000         | 26'23”1/10     | 72,768       | B21      | Nella stessa giornata, un'altra Aurelia si classifica nella categoria Turismo Speciale. |  |
| 19-set    | I    | Sarezzo-Lumezzane                              | salita              | 2ª Classe oltre 1100 Sport             | 2° ass.                              | Bottazzi Antonio                   | 8,500          | 5'50”          | 87,428       | B20-2500 | La B20 di Bottazzi è seconda assoluta a 15” dalla Ferrari 225S di Giulio Guidetti |  |
| 19-set    | I    | Sarezzo-Lumezzane                              | salita              | 1ª Classe oltre 1300 Turismo           | 14° ass.                             | Bonomi Marsilio                    | 8,500          | 6'26”9/10      | 79,090       | B21      | |  |
| 19-set    | I    | Corongiu-Campuomu                              | salita              | 1ª Classe oltre 1300 turismo           | N.D.                                 | Siddi                              | 11,550         | 8'31”2/10      | 81,338       | B21      | |  |
| 26-set    | I    | Bobbio-Passo Penice                            | salita              | 1ª Classe unica Gran Turismo           | 1° ass.                              | Luglio Camillo                     | 12,400         | 10'49”1/5      | 68,761       | B20-2500 | Bella prova della B20 di Luglio, che riesce a prevalere sull'agile Osca 1100 di Angelo Poggio e sull'Alfa Romeo 1900 di Nicola Cantù |  |
| 26-set    | I    | Bobbio-Passo Penice                            | salita              | 2ª Classe oltre 1500 Sport             | 6° ass.                              | Maccarini Arrigo                   | 12,400         | 11'30”4/5      | 64,620       | B20      | Il modello di Aurelia non è definibile con certezza |  |
| 26-set    | I    | Dezzo-Presolana                                | salita              | 6ª Classe 1301-2000 Turismo            | 8° ass.                              | Pedretti V.                        | 7,670          | 8'37”2/5       | 53,366       | B21      | Il modello di Aurelia è stimato ma molto probabile; alla corsa - valida per il Volante d'argento - erano ammesse le sole vetture turismo. |  |
| 26-set    | I    | Saline di Volterra-Volterra                    | salita              | 1ª Classe oltre 1100 Sport             | 5° ass.                              | Tonini                             | 10,500         | 8'17”          | 76,056       | N.D.     | |  |
| 26-set    | I    | Castelfusano-Giornata dei Primati              | su strada           | 1ª Classe oltre 2000 Gran Turismo      | 4°ass.                               | Nataloni Germano                   | 5,219          | 2'04”2/10      | 151,275      | B20-2500 | Classifica per somma dei tempi sul chilometro da fermo e lanciato e sul miglio da fermo e lanciato; questi, nell'ordine, i tempi di Nataloni: 30,9”-19,1”-43,7”-30,5”; Nella graduatoria assoluta, la B20-2500 di Nataloni è preceduta da due Ferrari (una 4,5 litri e una 3 litri) e da una Maserati 2 litri barchetta sport                        |  |
| 26-set    | I    | Castelfusano-Giornata dei Primati              | su strada           | 2ª Classe oltre 2000 Sport             | 15° ass.                             | Sonnino Sorisio                    | 5,219          | 2'23”4/10      | 131,020      | B20-2000 | Classifica per somma dei tempi sul chilometro da fermo e lanciato e sul miglio da fermo e lanciato |  |
| settembre | I    | Trapani-Monte Erice                            | salita              | 2ª Classe 1301-2000                    | 2° ass.                              | De Sarzana Giuseppe                | 16,550         | 11'52”2/5      | 83,632       | B22      | De Sarzana, che precede l'altra Aurelia berlina di Claudio Faranda, è secondo alle spalle dell'Alfa Romeo 1900 TI di Pasquale Tacci. |  |
| 2-ott     | E    | Copa Montjuich                                 | su pista(Montjuich) | 1ª Classe 2001-2600                    | 1°ass.                               | Girò Manuel                        | 75,813         | 47'54”16/100   | 94,958       | B20-2500 | Vittoria “sofferta” dell'Aurelia di Girò, che alla fine precede la Triumph TR2 di Joaquìn Palacio di appena 97/100 di secondo. |  |
| 17-ott    | I    | Treponti-Castelnuovo                           | salita              | 2ª Classe oltre 1300 Gran Turismo      | 8° ass.                              | Lubich Eugenio                     | 8,000          | 5'44”2/5       | 83,623       | B20-2500 | Buona ma non eccezionale la prestazione di Lubich, che è preceduto - oltreché dalle vere e proprie sport di grande cilindrata – da due Fiat 8V Zagato. |  |
| 17-ott    | I    | Campionato Emiliano                            | su pista (Modena)   | 1ª Classe oltre 2000 Gran Turismo      | 3° ass.                              | Montanari Filippo                  | 23,060         | 13'34”1/10     | 101,972      | B20-2500 | Bella gara di Montanari, che riesce ad avere la meglio sulla rivale per antonomasia, l'Alfa Romeo 1900 (Sprint e berlina) |  |
| 17-ott    | I    | Campionato Emiliano                            | su pista (Modena)   | 2ª Classe 1301-Gran Turismo            | 18° ass.                             | Maccarini Arrigo                   | 23,060         | 15'12”2/10     | 91,006       | B20-2000 | |  |
| 24-ott    | I    | Firenze-Siena                                  | su strada           | 3ª Classe oltre 1300 Gran Turismo      | 8° ass.                              | Luglio Camillo                     | 70,000         | 36'54”         | 113,821      | B20-2500 | Tra le Gran Turismo, Luglio è battuto dall'Alfa Romeo 1900 Supersprint Zagato di Otello Biagiotti e dalla Fiat 8V Zagato di Elio Zagato. |  |
| 24-ott    | I    | Coppa Leopoldo Carri                           | su pista (Monza)    | 2ª Classe 1301-2000 Turismo            | 5° ass.                              | Colombo Bolla Camillo              | 37,800         | 19'28”2/10     | 116,486      | N.D.     | --- |  |
| 27-ott    | I    | Sassi-Superga                                  | salita              | 1ª Classe oltre 2000 Gran Turismo      | 10° ass.                             | Nigra Luciano                      | 4,600          | 4'23”          | 62,965       | B20-2500 | |  |
| 27-ott    | I    | Sassi-Superga                                  | salita              | 1ª Classe 1301-2000 Gran Turismo       | 19° ass.                             | Romersa Alessandro                 | 4,600          | 4'29”2/5       | 61,469       | B20-2000 | |  |
| 27-ott    | I    | Sassi-Superga                                  | salita              | 5ª Classe oltre 1300 Turismo           | 31° ass.                             | Rivolin Giuseppe                   | 4,600          | 4'38”          | 59,568       | B21      | |  |
| 27-ott    | I    | Sassi-Superga                                  | salita              | 6ª Classe oltre 1100 Sport             | 38° ass.                             | Falavigna Franco                   | 4,600          | 4'47”          | 57,700       | B20      | |  |
| 31-ott    | I    | 6 Ore di Castelfusano                          | circuito stradale   | 1ª Classe oltre 2000 Gran Turismo      | 4° ass.                              | Ribaldi Franco                     | 2 ore di corsa | ---            | 144,542      | B20-2500 | La B20 di Ribaldi viene preceduta al traguardo da due Fiat 8V e da una Alfa Romeo 1900 SS (tutte e tre, nella versione realizzata da Zagato) |  |
| 31-ott    | I    | 6 Ore di Castelfusano                          | circuito stradale   | 7ª Classe fino 2000 Gran Turismo       | 15° ass.                             | Morettini Santino                  | 2 ore di corsa | ---            | 125,762      | B20-2000 | Morettini è terzultimo nella graduatoria assoluta |  |
| 31-ott    | I    | Giro Provincia di Lecce                        | rallye              | 3ª Classe oltre 1300 Gran Turismo      | 4° ass.                              | De Donno Alessandro                | 183,400        | ---            | ---          | B20-2500 | |  |
| 7-nov     | I    | Circuito di Ospedaletti                        | circuito stradale   | 1ª Classe oltre 2000 Gran Turismo      | 3° ass.                              | Croce Carlo                        | 40,560         | 28'16”         | 86,094       | B20-2500 | La B20 di Croce viene battuta dalla Fiat 8V Zagato del sempre velocissimo Elio Zagato e dall'Alfa Romeo 1900 Supersprint di Luigi Taramazzo |  |
| 7-nov     | I    | Circuito di Ospedaletti                        | circuito stradale   | 7ª Classe fino a 2000 Gran Turismo     | 12° ass.                             | Quartara Emanuele                  | 37,180         | 28'18”         | 78,826       | B20-2000 | |  |

### 1955
| Data      | Naz. | Nome della corsa                    | Tipo gara         | Risultato di classe                   | Posiz. assoluta | Pilota od equipaggio    | Percorso (Km)   | Tempo ottenuto | Media (Km/h) | Modello         | Note |
| --------- | ---- | ----------------------------------- | ----------------- | ------------------------------------- | --------------- | ----------------------- | --------------- | -------------- | ------------ | --------------- | --- |
| 23-gen    | E    | Salita Cuestas Perdices             | salita            | 1ª Classe (dettagli N.D.)             | 5° ass.         | Sanz J.A.               | 1,100           | N.D.           | N.D.         | B20-2500        | Nella graduatoria assoluta, Sanz è preceduto dalla Pegaso 3,2 sovralimentata del vincitore, da due Pegaso e da una Jaguar XK 120. |
| 26-feb    | I    | Corsa a Monza                       | su pista(Monza)   | 1ª Classe oltre 2000 Gran Turismo     | 1° ass.         | Gatta Ferdinando        | 6,300           | 2'32”4/5       | 148,429      | B20-2500 Zagato | Prova disputata nell'ambito del Rallye del Sestrière. |
| 26-feb    | I    | Tresenda-Aprica                     | salita            | 1ª Classe oltre 2000 Gran Turismo     | 1° ass.         | Valenzano Piero         | N.D.            | 3'28”          | N.D.         | B20-2500        | Gara in salita disputata nell'ambito del Rallye del Sestrière. |
| 27-feb    | I    | Pontassieve-Consuma                 | salita            | 1ª Classe oltre 2000 Gran Turismo     | 1° ass.         | Gatta Ferdinando        | N.D.            | 3'26”3/5       | N.D.         | B20-2500 Zagato | Gara in salita disputata nell'ambito del Rallye del Sestrière. |
| 27-feb    | I    | Vermicino-Rocca di Papa             | salita            | 1ª Classe oltre 2000 Gran Turismo     | 1° ass.         | Gatta Ferdinando        | 14,400          | 8'07”2/5       | 106,360      | B20-2500 Zagato | Gara in salita disputata nell'ambito del Rallye del Sestrière; la lunghezza del percorso e la media oraria sono frutto di stima. |
| 27-feb    | I    | Pontedecimo-Passo dei Giovi         | salita            | 1ª Classe oltre 2000 Gran Turismo     | 1° ass.         | Valenzano Piero         | 9,650           | 6'58”          | 83,110       | B20-2500        | Gara in salita disputata nell'ambito del Rallye del Sestrière. |
| 28-feb    | I    | Pragelato-Sestrière                 | salita            | 1ª Classe oltre 2000 Gran Turismo     | 1° ass.         | Gatta Ferdinando        | N.D.            | 3'51”3/5       | N.D.         | B20-2500 Zagato | Gara in salita disputata nell'ambito del Rallye del Sestrière. |
| 6-mar     | I    | Castelfusano-Giornata dei Primati   | su strada         | 3ª Classe 1301-2000 Gran Turismo      | 16° ass.        | Merloni Valdemar        | 5,219           | 2'22”30/100    | 132,025      | B20-2000        | Classifica per somma dei tempi sul chilometro da fermo e lanciato e sul miglio da fermo e lanciato |
| 6-mar     | I    | Castelfusano-Giornata dei Primati   | su strada         | 1ª Classe oltre 2000 Gran Turismo     | 3° ass.         | Nataloni Germano        | 5,219           | 2'04”70/100    | 150,659      | B20-2500        | Classifica per somma dei tempi sul chilometro da fermo e lanciato e sul miglio da fermo e lanciato; l'Aurelia di Nataloni è preceduta soltanto da due “barchette” sport, la Ferrari 3 litri di Inico bernabei e la Maserati A6GCS/53 di Guglielmo Dei; per la cronaca, il tempo di Nataloni sul Km da fermo è stato di 30”35/100 (118,616 km/h) mentre la velocità che il medesimo ha raggiunto nel miglio lanciato è risultata di km/h 186,891 (tempo: 31” netti) |
| 13-mar    | E    | Salita di Galapagar                 | salita            | 4ª Classe 2001-3000 Sport             | 11° ass.        | De Andrés               | 64,100          | 4,500          | N.D.         | B20-2500        | Penalizzata per dover correre contro le "3 litri".la B20 di De Andrés si ritrova al 4º posto di classe, dietro ad una Mercedes 300 SL ed a due Pegaso da 2,8 litri. |
| 13/14-mar | I    | Coppa Mare e Monti                  | rallye            | 1ª Classe oltre 2000 Sport            | 2° ass.         | Taramazzo Luigi         | 64,100          | 50'16”9/10     | 76,489       | B20-2500        | Classifica dei soli tratti di velocità inseriti nella gara, che è sostanzialmente un “rallye” |
| 13/14-mar | I    | Coppa Mare e Monti                  | rallye            | 1ª Classe oltre 2000 Gran Turismo     | 9° ass.         | Croce Carlo             | 64,100          | 52'33”7/10     | 73,171       | B20-2500        | Classifica dei soli tratti di velocità inseriti nella gara, che è sostanzialmente un “rallye” |
| 19-mar    | I    | Ariccia-Madonna del Tufo            | salita            | 2ª Classe oltre 1300 Turismo          | 13° ass.        | Ribaldi Franco          | 6,400           | 4'09”9/10      | 92,196       | B22             | Ottima prova di questa B22, che è seconda ad appena 5” dall'Alfa Romeo 1900 TI di Guido Cestelli Guidi ma davanti ad altre Alfa Romeo |
| 19-mar    | I    | Ariccia-Madonna del Tufo            | salita            | 1ª Classe oltre 2000 Gran Turismo     | 3° ass.         | Nataloni Germano        | 6,400           | 3'54”2/10      | 98,377       | B20-2500        | Splendida prestazione di Nataloni, preceduto nella classifica generale soltanto da una Ferrari 3 litri e da un'agile barchetta Osca |
| 19-mar    | I    | Coppa Felice Bonetto                | su pista (Monza)  | 1ª Classe oltre 1300 Gran Turismo     | 1° ass.         | Gatta Ferdinando        | 103,840         | 42'31”         | 146,540      | B20-2500 Zagato | Gatta si afferma nella corsa che raggruppa tutte le vetture Gran Turismo. |
| 27-mar    | I    | Corsa sulle Torricelle              | salita            | 10ª Classe oltre 1100 Sport           | 22° ass.        | Lubich Eugenio          | 3,760           | 3'32”5/10      | 63,698       | B20-2500        | |
| 27-mar    | I    | Corsa sulle Torricelle              | salita            | 6ª Classe unica Gran Turismo          | 14° ass.        | Lualdi Edoardo          | 3,760           | 3'27”4/10      | 65,265       | B20-2500        | |
| 11-apr    | I    | Palermo-Monte Pellegrino            | salita            | 3ª Classe oltre 1300 Turismo Speciale | 9° ass.         | Alotta Giuseppe         | 8,750           | 6'21”9/10      | 82,482       | B20-2000        | Il modello (B20-2000) è frutto di stima |
| 11-apr    | I    | Palermo-Monte Pellegrino            | salita            | 5ª Classe 1101-2000 Sport             | 14° ass.        | Crescimanno Francesco   | 8,750           | 6'40”6/10      | 78,632       | N.D.            | |
| 17-apr    | I    | Trento-Bondone                      | salita            | 1ª Classe oltre 2000 Gran Turismo     | 4° ass.         | Mondini Ugo             | 12,700          | 11'25”2/10     | 66,725       | B20-2500        | |
| 17-apr    | I    | Trento-Bondone                      | salita            | 1ª Classe oltre 1100 Sport            | 3° ass.         | Lubich Eugenio          | 12,700          | 11'09”         | 68,340       | B20-2500        | Buona prova di Lubich, che tuttavia è preceduto nella graduatoria assoluta da due Fiat 8V Zagato |
| 24-apr    | F    | Coppa René Laroque-Marsiglia        | circuito stradale | 3ª Classe oltre 2000                  | 6° ass.         | Taramazzo Luigi         | 92,400          | 59'02”         | 93,913       | B20-2500        | |
| 30-apr    | E    | Coppa Montjuich-seconda corsa       | circuito stradale | 1ª Classe 2001-2600 Gran Turismo      | 5° ass.         | De Andrés Gerardo       | 75,813          | 49'06”46/100   | 92,628       | B20-2500        | |
| aprile    | I    | Ancona, gara sociale                | salita            | 2ª Classe 1301-2000 Turismo           | N.D.            | Gnagnatti Giorgio       | 3,400           | 2'41”3/10      | 75,883       | B21             | Il modello di Aurelia (B21) è stimato |
| aprile    | I    | Ancona, gara sociale                | salita            | 1ª Classe unica Gran Turismo          | 2° ass.         | Pieralisi Igino (Luigi) | 3,400           | 2'26”8/10      | 83,378       | B20-2000        | Pieralisi perde la vittoria per appena 1/10 di secondo sull'Alfa Romeo 1900 di Alberto Honorati |
| 8-mag     | I    | Coppa Lombardia                     | su pista (Monza)  | 1ª Classe oltre 2000 Gran Turismo     | 4° ass.         | Reggiani Armando        | 44,100          | 18'02”         | 146,728      | B20-2500        | La posizione nella classifica “assoluta” (non ufficiale) è determinata dalla media oraria ottenuta dai diversi concorrenti |
| 8-mag     | I    | Coppa Lombardia                     | su pista (Monza)  | 3ª Classe oltre 1300 Sport            | 17° ass.        | Bertuletti Luigi        | 44,100          | 19'49”2/10     | 133,501      | B20             | La posizione nella classifica “assoluta” (non ufficiale) è determinata dalla media oraria ottenuta dai diversi concorrenti |
| 8-mag     | I    | Vermicino-Rocca di Papa             | salita            | 5ª Classe 1301-2000 Turismo           | 23° ass.        | Ribaldi Franco          | 12,950          | 8'25”3/10      | 92,262       | B22             | |
| 8-mag     | I    | Vermicino-Rocca di Papa             | salita            | 2ª Classe oltre 2000 Gran Turismo     | 3° ass.         | Nataloni Germano        | 12,950          | 7'36”1/10      | 102,214      | B20-2500        | Bellissima corsa di Nataloni, la cui B20-2500 cede per un'inezia alla Mercedes 3 litri 300SL del vincitore (Salvatore Casella) ed alla Alfa Romeo “speciale” condotta da Consalvo Sanesi; alle spalle di Nataloni finiscono fior di Ferrari 3 litri e Maserati 2 litri sport, nonché le avversarie di sempre, cioè le Fiat 8V e le Alfa Romeo 1900 nelle diverse versioni                                                                                          |
| 14-mag    | I    | Como-Lieto Colle, Coppa delle Dame  | salita            | 2ª Classe oltre 2000 Gran Turismo     | 9° ass.         | Schiagno Mimi           | 7,400           | 5'41”2/5       | 78,031       | B20-2500        | Corsa riservata alle “Dame”. |
| 15-mag    | I    | Targa Puglia                        | circuito stradale | 2ª Classe oltre 1300 Gran Turismo     | 2° ass.         | Lorenzetti Aurelio      | 110,800         | 1h00'36”2/10   | 109,696      | B20-2500        | |
| 15-mag    | I    | Primavera Napoletana dello Sport    | circuito stradale | 2ª Classe oltre 1300 Turismo Speciale | 3° ass.         | Ribaldi Franco          | 62,500          | 42'56"3/10     | 87,334       | B22             | Splendida gara di Ribaldi, che con la sua berlina B22 si batte per la vittoria con due Alfa Romeo 1900 Supersprint Zagato. |
| 15-mag    | I    | Campione d'Italia, Coppa delle Dame | circuito stradale | 2ª Classe oltre 2000 Gran Turismo     | 8° ass.         | Banfi Anna              | 6,700           | 6'12”          | 64,838       | B20-2500        | Corsa riservata alle “Dame”. |
| 21/22-mag | E    | Vuelta de Cataluna                  | rallye            | ----                                  | 1° ass.         | Roqué/Balcells          | 699             | ---            | ---          | B20-2500        | Bella vittoria in terra spagnola di questa B20-2500 nel famoso rallye catalano. |
| 22-mag    | I    | Trofeo della Regione Sarda          | su strada         | 1ª Classe oltre 2000 Gran Turismo     | 6° ass.         | Lumbroso Gualtiero      | 420,000         | 3h11'55"4/10   | 131,325      | B20-2500        | Lumbroso si aggiudica la classe con poco più di 4 minuti di vantaggio sull'altra B20 di "Mercurio"; nell'assoluto, è primo tra coloro che non dispongono di vetture appartenenti alla categoria Sport. |
| 22-mag    | I    | Trapani-Monte Erice                 | salita            | 4ª Classe oltre 1300 Turismo Speciale | 14° ass.        | Federico Giovanni       | 16,550          | 12'20”4/5      | 80,426       | N.D.            | |
| 22-mag    | I    | Predappio-Collina                   | salita            | 1ª Classe 1301-2000 Turismo           | 5° ass.         | Pompignoli Nino         | 3,700           | 4'14"2/10      | 52,399       | N.D.            | La vettura era certamente una berlina da 2 litri (B21 oppure B22) |
| 22-mag    | I    | Predappio-Collina                   | salita            | 1ª Classe oltre 2000 Turismo          | N.D.            | Martini Giuseppe        | 3,700           | 4'18"          | 51,627       | B12-2300        | |
| 22-mag    | I    | Predappio-Collina                   | salita            | 1ª Classe oltre 2000 Gran Turismo     | 3° ass.         | Monti Giuseppe          | 3,700           | 4'01"1/10      | 55,246       | B20-2500        | |
| 1-giu     | N.D. | Rallye delle Fiaccole               | rallye            | 1ª Classe (N.D.)                      | N.D.            | Lier/Suardi             | ---             | ---            | ---          | B12-2300        | |
| 2-giu     | I    | 6 Ore di Torino                     | circuito stradale | 5ª Classe oltre 1300 Gran Turismo     | 5° ass.         | Maiocchi Bruno          | 6 ore di corsa  | ---            | 144,151      | B20-2500        | Costrette al ritiro le B20 più veloci e meglio preparate (condotte da Gatta, Valenzano e Buffa), a difendere i colori della Lancia rimaneva la B20 “di serie” di Maiocchi, che nulla poteva contro le agguerrite Fiat 8V ed Alfa Romeo 1900 SS Zagato. |
| 5-giu     | I    | Castell'Arquato-Vernasca            | salita            | 2ª Classe oltre 1500 Sport            | 18° ass.        | Maccarini Arrigo        | 9,775           | 7'08”8/10      | 82,066       | B20             | |
| 12-giu    | I    | Parma-Poggio Berceto                | salita            | 3ª Classe oltre 1300 Turismo Speciale | 18° ass.        | Morelli Armando         | 50,500          | 29'13”3/5      | 103,672      | B20-2500        | |
| 19-giu    | I    | Alghero-Scala Piccada (per Dame)    | salita            | 3ª Classe oltre 1300 Turismo          | 10° ass.        | Dazzi Zita              | 9,000           | 7'00”8/10      | 76,996       | B21             | |
| 19-giu    | I    | Alghero-Scala Piccada (per Dame)    | salita            | 2ª Classe oltre 1300 Gran Turismo     | 2° ass.         | Della Chiesa Paola      | 9,000           | 6'00”5/10      | 89,875       | B20-2500        | Piazza d'onore della contessa Della Chiesa a meno di 7” di distacco dalla poderosa Mercedes 300SL di Gilberte Thirion, che si aggiudica la corsa |
| 29-giu    | I    | Trieste-Opicina                     | salita            | 1ª Classe oltre 1300 Gran Turismo     | 6° ass.         | Gatta Ferdinando        | 9,000           | 5'21”          | 100,934      | B20-2500 Zagato | Bella prestazione di Gatta, che, con questa insolita B20 “vestita” da Zagato, viene battuto soltanto dalle Maserati e Ferrari della categoria sport mentre precede - tra le altre - le numerose Fiat 8V e Alfa Romeo 1900 e la Porsche Carrera di Messadaglia |
| 29-giu    | I    | Trieste-Opicina                     | salita            | 6ª Classe oltre 1100 Sport            | 9° ass.         | Lubich Eugenio          | 9,000           | 5'27”6/10      | 98,901       | B20-2500        | |
| giugno    | I    | Pugliano-Eremo del Vesuvio          | salita            | 1ª Classe oltre 1300 Turismo Speciale | 7° ass.         | Boffa Mennato           | 7,500           | 7'44”          | 58,189       | B20-2500        | Il modello di Aurelia è stimato ma molto probabile |
| giugno    | I    | Pugliano-Eremo del Vesuvio          | salita            | 1ª Classe oltre 1300 Gran Turismo     | 8° ass.         | Covino Antonio          | 7,500           | 7'49”          | 57,569       | B20-2500        | |
| 3-lug     | I    | Bolzano-Mendola                     | salita            | 1ª Classe oltre 1300 Gran Turismo     | 8° ass.         | Gatta Ferdinando        | 24,500          | 17'11”3/10     | 85,523       | B20-2500 Zagato | Anche in questa occasione, la B20 Zagato di Gatta viene preceduta al traguardo soltanto da 7 “barchette” sport (2 Ferrari, 3 Maserati, 1 Osca e 1 Porsche). |
| 17-lug    | I    | Aosta-Gran San Bernardo             | salita            | 1ª Classe oltre 2000 Gran Turismo     | 6° ass.         | Gatta Ferdinando        | 33,900          | 24'37”2/5      | 82,604       | B20-2500 Zagato | Gatta segna il miglior tempo dell'intera categoria Gran Turismo, davanti ad altre tre B20-2500 (Lualdi, Ramella e Bona), all'Alfa Romeo 1900 Zagato di Fornasari, alla Fiat 8V Zagato di Toselli |
| 17-lug    | I    | Aosta-Gran San Bernardo             | salita            | 8ª Classe 1301-2000 Gran Turismo      | 37° ass.        | Rivolin Giuseppe        | 33,900          | 28'13”2/5      | 72,068       | B21             | |
| 28-ago    | I    | Fasano-Selva di Fasano              | salita            | 4ª Classe 1101-2000 Sport             | 9° ass.         | Boffa Mennato           | 7,400           | 5'08”5/10      | 86,353       | B20-2000        | |
| 28-ago    | I    | Jesi-Santa Maria Nuova              | salita            | 2ª Classe oltre 1300 Turismo          | 2° ass.         | Signoretti Mario        | 5,500           | 3'30”6/10      | 94,017       | N.D.            | Gara riservata alle vetture Turismo, valida per il “volante d'argento”; l'Aurelia di Signoretti perde la vittoria per appena 2/10 di secondo nei confronti dell'Alfa Romeo 1900 di Giuseppe Lignini, che si aggiudica la corsa; il modello di Aurelia (berlina) condotto da Signoretti non è accertabile (potrebbe essere una B21 ma anche una B22). |
| 4-set     | YU   | Rallye jugoslavo delle Alpi         | rallye            | ---                                   | 4° ass.         | Pozzato Antonio         | ---             | ---            | ---          | B20-2000        | Non è accertato se la quarta posizione è stata ottenuta nella classifica assoluta generale oppure in quella di categoria o di classe; alcune fonti indicano in “B22” il modello di Aurelia utilizzato dal Pozzato. |
| 11-set    | I    | Coppa Intereuropa                   | su pista (Monza)  | 1ª Classe oltre 2000 Gran Turismo     | 3 ass.          | Gatta Ferdinando        | un'ora di corsa | ---            | 153,091      | B20-2500 Zagato | Oltre a battere le altre (numerose) B20 in lizza, Gatta precede un nugolo di Fiat 8V e di Alfa Romeo 1900 SS: meglio di lui, tuttavia, fanno le due Fiat 8V Zagato di Ottavio Guarducci e di Elio Zagato. |
| 18-set    | I    | Sarezzo-Lumezzane                   | salita            | 2ª Classe oltre 1300 Turismo Speciale | 4° ass.         | Rota Renato             | 8,500           | 5'56”6/10      | 85,810       | N.D.            | |
| 25-set    | I    | Sorrento-Sant'Agata                 | salita            | 1ª Classe oltre 1300 Gran Turismo     | 6° ass.         | Colocci Vittorio        | 12,000          | 8'50”1/10      | 81,494       | B20-2500        | l'Aurelia di Colocci è preceduta soltanto da 5 “barchette” sport (Maserati, Stanguellini ed Osca). |
| 25-set    | I    | Borgo Petilia-Redentore             | salita            | 2ª Classe oltre 1300 Gran Turismo     | 13° ass.        | Arena Salvatore         | 10,000          | 7'45”3/10      | 77,369       | B20-2500        | |
| 2-ott     | I    | Treponti-Castelnuovo                | salita            | 1ª Classe oltre 1300 Gran Turismo     | 9° ass.         | Lualdi Edoardo          | 8,000           | 5'36”1/10      | 85,688       | B20-2500        | l'Aurelia di Lualdi è preceduta soltanto da 8 “barchette” sport (4 Maserati, 1 Osca, 2 Stanguellini ed 1 Ferrari) ed ha la meglio su tutte le vetture Gran Turismo, inclusa la possente Mercedes 300 SL condotta da Armando Zampiero. |
| 2-ott     | I    | Viterbo-Cimino (passo Montagna)     | salita            | 1ª Classe 1301-2000 Turismo Speciale  | 1° ass.         | Ribaldi Franco          | 10,300          | 5'44”          | 107,790      | B22             | La B22 di Ribaldi ha la meglio sulle Alfa Romeo 1900 TI di Giuseppe Musso e di Montani. |
| 2-ott     | I    | Corongiu-Campuomu                   | salita            | 2ª Classe 1301-2000 Turismo           | 5° ass.         | Siddi Antonio           | 11,500          | 8'15”7/10      | 83,518       | B21             | Non esaltante la prestazione di Siddi e della sua Aurelia (probabilmente una B21), battuti dall'Alfa Romeo 1900 del vincitore Olivari, ma anche dall'Appia di Cubeddu e da due Fiat 1100-103; da notare che la gara era riservata alle sole vetture da turismo per il Volante d'Argento. |
| 9 ott     | I    | Civita di Bagno-Fonte Avignone      | salita            | 1ª Classe 1301-2000 Turismo           | 1° ass.         | Sperti Giovanni         | 14,200          | 12'40”8/10     | 67,192       | B22             | Gara riservata alle vetture Turismo, valida per il “volante d'argento”; nella classifica assoluta, la B22 di Sperti prevale sulla sorprendente Fiat 1100-103 TV di Armando Colantonio, sull'Alfa Romeo 1900 di Franco Sorgi e su altre due berline Aurelia, la B21 di Vincenzo Micangeli e la “pacifica” B10 di Vincenzo Lemme. |
| 30-ott    | I    | Coppa Sant Ambroeus                 | su pista (Monza)  | 1ª Classe 2001-2600 Gran Turismo      | 4° ass.         | Lualdi Edoardo          | 28,750          | 11'42”2/5      | 147,351      | B20-2500        | Gara riservata ai soci della Scuderia Sant Ambroeus. |
| 6-nov     | I    | Circuito di Ospedaletti             | circuito stradale | 3ª Classe oltre 1300 Turismo Speciale | 27° ass.        | Azario Vittorio         | 33,800          | 28'12”2/5      | 71,897       | B20-2500        | La gara di Azario è compromessa da una foratura, tanto che riesce a compiere soltanto 10 dei 12 giri previsti e si classifica all'ultimo posto |
| 6-nov     | I    | Circuito di Ospedaletti             | circuito stradale | 1ª Classe oltre 2000 Gran Turismo     | 2° ass.         | Croce Carlo             | 40,560          | 26'51”2/5      | 90,614       | B20-2500        | |

### 1956
| Data      | Naz. | Nome della corsa                   | Tipo gara         | Risultato di classe                                  | Posiz. assoluta | Pilota od equipaggio     | Percorso (Km) | Tempo ottenuto | Media (Km/h) | Modello                 | Note |
| --------- | ---- | ---------------------------------- | ----------------- | ---------------------------------------------------- | --------------- | ------------------------ | ------------- | -------------- | ------------ | ----------------------- | --- |
| 5-feb     | I    | Ariccia-Bivio Laghi                | salita            | 1ª Classe oltre 2000 Gran Turismo                    | 1° ass.         | Nataloni Germano         | 4,100         | 2'48"7/10      | 87,492       | B20-2500                | |
| 5-feb     | I    | Ariccia-Bivio Laghi                | salita            | 1ª Classe 1301- 2000 Gran Turismo                    | 5° ass.         | Tedeschi Adolfo          | 4,100         | 3'02"3/10      | 80,965       | B20-2000                | |
| 5-feb     | I    | Ariccia-Bivio Laghi                | salita            | 1ª Classe oltre 2000 Turismo                         | N.D.            | Leto di Priolo Salvatore | 4,100         | 3'19"8/10      | 73,873       | B12-2300                | Prova non esaltante di questa "pacifica" berlina B12, che è la sola a gareggiare in questa classe |
| 11-mar    | I    | Criterium delle Nazioni            | Km.da fermo       | 1ª Classe oltre 2000 Turismo Speciale                | 6° ass.         | Begozzi Antonio          | 1,000         | 31"5/10        | 114,285      | B20-2500                | |
| 11-mar    | I    | Criterium delle Nazioni            | Km.da fermo       | 1ª Classe 2001-2500 Gran Turismo                     | 7° ass.         | Ruini Rimbaldo           | 1,000         | 32"8/10        | 109,756      | B20-2500                | |
| 19-mar    | I    | Coppa Vigorelli                    | su pista (Monza)  | 1ª Classe 2001-2600 Gran Turismo                     | ass.            | Mantovani Sergio         | 115,000       | 45'23"3/5      | 152,004      | B20-2500                | --- |
| 25-mar    | I    | Corsa delle Torricelle             | salita            | 3ª Classe oltre 2000 Gran Turismo                    | 11°ass.         | Lualdi Edoardo           | 3,760         | 3'31"6/10      | 63,969       | B20-2500                | --- |
| 22-apr    | I    | Coppa della Consuma                | salita            | 1ª Classe oltre 2000 Gran Turismo                    | 11° ass.        | Lualdi Edoardo           | 10,500        | 7'00"9/10      | 89,807       | B20-2500                | Eccezionale prova del bravo Lualdi, che segna il miglior tempo fra tutte le vetture delle categorie Turismo Speciale e Gran Turismo, facendo addirittura meglio delle due Mercedes 300 SL: nell'assoluta, è preceduto soltanto da 10 vetture (2 Osca, 2 Ferrari, 5 Maserati, 1 Gordini), tutte appartenenti al gruppo "sport".                                                         |
| 5-mag     | I    | Circuito di Posillipo              | circuito stradale | ---                                                  | 5° ass.         | Boffa Mennato            | 114,800       | 1h15'26"7/10   | 91,298       | B20-2500                | Gara (classe unica) riservata alle vetture sport |
| 10-mag    | I    | Coppa Lombardia                    | su pista (Monza)  | 1ª Classe oltre 2000 Gran Turismo                    | 2° ass.         | Lualdi Edoardo           | 51,750        | 20'41"3/5      | 150,048      | B20-2500                | Gara per il Campionato Regionale Lombardo |
| 10-mag    | I    | Castelfusano: Giornata dei Primati | Km. da fermo      | 1ª Classe 2001-2600 Gran Turismo                     | 3° ass.         | Vari Gioacchino          | 1,000         | 29"6/10        | 121,621      | B20-2500                | --- |
| 10-mag    | I    | Castelfusano: Giornata dei Primati | Km. da fermo      | 1ª Classe 2001-2600 Gran Turismo                     | 5° ass.         | Nataloni Germano         | 1,000         | 19"            | 189,473      | B20-2500                | --- |
| 10-mag    | I    | Castelfusano: Giornata dei Primati | Miglio da fermo   | 1ª Classe 2001-2600 Gran Turismo                     | 3° ass.         | Vari Gioacchino          | 1,60934       | 41"6/10        | 139,269      | B20-2500                | --- |
| 10-mag    | I    | Castelfusano: Giornata dei Primati | Miglio da fermo   | 1ª Classe 2001-2600 Gran Turismo                     | 5° ass.         | Nataloni Germano         | 1,60934       | 30"2/10        | 191,841      | B20-2500                | --- |
| 10-mag    | I    | Palermo-Monte Pellegrino           | salita            | 4ª Classe oltre 1300 Gran Turismo                    | 10° ass.        | Boffa Mennato            | 8,750         | 6'21"1/10      | 82,655       | B20-2500                | Buona prova di Boffa, che tuttavia viene battuto, oltreché da alcune Sport e da una Mercedes 300SL, anche da una Fiat 8Ve da una Maserati 2000 granturismo. |
| 20-mag    | I    | Trofeo della Regione Sarda         | su strada         | 3ª Classe oltre 2000 Gran Turismo                    | 9° ass.         | Boffa Mennato            | 420,000       | 3h09'38"4/10   | 132,883      | B20-2500                | Boffa si batte come un leone contro le Ferrari 250 GT e le Mercedes 300 SL da 3 litri e riesce a batterne due. Il tempo ottenuto da Boffa è di un soffio superiore a quello delle due migliori, nuovissime e scattanti, Alfa Romeo Giulietta Sprint Veloce. |
| 20-mag    | I    | Trofeo della Regione Sarda         | su strada         | 5ª Classe 1501-2000 Turismo                          | 11° ass.        | "Ermete"                 | 420,000       | 3h10'11"5/10   | 132,497      | B24 spider              | Il pilota che si cela sotto lo pseudonimo di "Ermete" compie, con la sua elegante B24 spider, un'ottima corsa, ed accusa un distacco di appena mezzo minuto dalla Mercedes 300 SL di Guido Cestelli Guidi. |
| 25/27-mag | CH   | Rallye di Ginevra                  | rallye            | 2ª Classe 1601-2000 Turismo                          | N.D.            | Kyburz/Kinzi             | ---           | ---            | ---          | B22                     | --- |
| 10-giu    | I    | Castell'Arquato-Vernasca           | salita            | 1ª Classe oltre 1300 Gran Turismo                    | 4° ass.         | Lualdi Edoardo           | 9,775         | 6'15"4/5       | 93,640       | B20-2500                | Quello che diverrà uno dei migliori specialisti europei delle corse in salita - Edoardo Lualdi - compie qui un'impresa davvero di rilievo, permettendosi di precedere al traguardo, tra le altre, macchine quali Mercedes 300SL, Alfa Romeo 1900 SSZ, Fiat-Siata 8V, Alfa Romeo Giulietta Sprint Veloce.                                                                               |
| 10-giu    | I    | Predappio-Collina                  | salita            | 1ª Classe oltre 2000 Gran Turismo                    | 3° ass.         | Galassi Achille          | 3,700         | 4'02"          | 55,041       | B20-2500                | --- |
| 23-giu    | CH   | Corsa del Marchairuz               | salita            | 1ª Classe 2000                                       | N.D.            | Kyburz                   | N.D.          | N.D.           | N.D.         | B22                     | --- |
| 24-giu    | I    | Vermicino-Rocca di Papa            | salita            | 3ª Classe oltre 2000 Gran Turismo                    | 3° ass.         | Nataloni Germano         | 12,950        | 7'37"          | 102,013      | B20-2500                | Ottimo tempo spiccato da Nataloni, migliore di quelli ottenuti dalle vetture Sport e dalle Mercedes 300SL |
| 24-giu    | I    | Vermicino-Rocca di Papa            | salita            | 1ª Classe 1301-2000 Turismo Speciale                 | 14° ass.        | Ferrante                 | 12,950        | 7'58"2/10      | 97,490       | B22                     | Eccezionale prestazione di questa B22, che ottiene il miglior tempo dell'intera categoria Turismo Speciale (i cui concorrenti erano in lizza per il Campionato Sociale A.C. Roma) segnando un tempo migliore di quello delle rivali di sempre, le Alfa Romeo 1900 T.I. |
| 24-giu    | I    | Vermicino-Rocca di Papa            | salita            | 2 1ª Classe oltre 2000 Turismo Speciale              | N.D.            | Monaco Clenere           | 12,950        | 8'38"9/10      | 89,843       | N.D.                    | Le vetture di questo gruppo erano in gara per il campionato sociale A.C.Roma |
| 24-giu    | I    | Mosson-Treschè Conca               | salita            | 2ª Classe oltre 2000 Gran Turismo                    | 9° ass.         | Moioli Giacomo           | 15,300        | 10'32"4/5      | 87,041       | B20-2500                | L'Aurelia di Moioli è battuta da 2 Maserati Sport, 1 Mercedes 300 SL ma anche da ben 5 Alfa Romeo Giulietta Sprint Veloce |
| 24-giu    | I    | Mosson-Treschè Conca               | salita            | 1ª Classe 1301- 2000 Gran Turismo                    | 25° ass.        | Arabbi Pietro            | 15,300        | 11'45"3/5      | 78,061       | B20-2000                | |
| 1-lug     | I    | Appiano-Mendola                    | salita            | 6ª Classe oltre 2000 Gran Turismo                    | 27° ass.        | Gresele Giulio           | 14,500        | 12'04"         | 72,099       | B20-2500                | --- |
| 1-lug     | I    | Appiano-Mendola                    | salita            | 13ª Classe 1301-2000 Gran Turismo                    | 89° ass.        | Larcher Valerio          | 14,500        | 13'24"4/5      | 64,860       | B20-2000                | Il modello di Aurelia (2 litri) è stimato |
| 8-lug     | I    | Pugliano-Vesuvio                   | salita            | 2ª Classe oltre 1100 Sport                           | 2° ass.         | Minghini Ugo             | 10,700        | 9'09"3/10      | 70,125       | N.D.                    | Eccezionale impresa di Minghini, che pare disponesse di una ormai "datata" Aurelia da 2 litri di cilindrata |
| 8-lug     | I    | Pugliano-Vesuvio                   | salita            | 1ª Classe oltre 2000 Gran Turismo                    | 8° ass.         | Alotta Giuseppe          | 10,700        | 10'30"6/10     | 61,084       | B20-2500                | Alotta è l'unico concorrente nella classe oltre 2000 della categoria gran turismo |
| 15-lug    | I    | Biella-Pettinengo                  | salita            | 1ª Classe oltre 1300 Gran Turismo                    | 1° ass.         | Bracco Giovanni          | 7,700         | 5'25"          | 85,292       | B20-2500 Zagato         | Ultima corsa ed ultima vittoria di Giovanni Bracco, alla guida della B20-Zagato cedutagli dall'amico Plinio Bona; nella stessa corsa |
| 15-lug    | I    | Biella-Pettinengo                  | salita            | 3ª Classe oltre 1600 Turismo Speciale                | 16° ass.        | Canepa Giovanni          | 7,700         | 6'06"          | 75,737       | B22                     | Discreta prestazione di questa ormai "anziana" B22, che riesce a spiccare un tempo non disprezzabile, vicino a quelli segnati dalle due Alfa Romeo 1900 TI più veloci e migliore di quello ottenuto da un'altra Alfa 1900 |
| 15-lug    | I    | Bologna-San Luca                   | salita            | 6ª Classe oltre 1300 Turismo                         | 40° ass.        | Bondani Giuseppe         | 2,080         | 2'04"8/10      | 60,000       | N.D.                    | La vettura era certamente una Aurelia berlina. |
| 15-lug    | I    | Frascati-Tuscolo                   | salita            | 1ª Classe oltre 750 Gran Turismo                     | 2° ass.         | Nataloni Germano         | 4,500         | 3'35"7/10      | 75,104       | B20-2500                | L'Aurelia di Nataloni è preceduta soltanto dalla Maserati 2 litri sport di Roberto Lippi |
| 15-lug    | I    | Frascati-Tuscolo                   | salita            | 1ª Classe 1301-2000 Turismo Speciale                 | 6° ass.         | Ribaldi Franco           | 4,500         | 3'52"7/10      | 69,617       | N.D.                    | L'Aurelia di Ribaldi era certamente una "2 litri" |
| 22-lug    | I    | Aosta-Gran San Bernardo            | salita            | 4ª Classe oltre 2000 Gran Turismo                    | 16° ass.        | Brandoli Marino          | 33,900        | 25'41"1/5      | 79,185       | B20-2500                | Apprezzabile ma non esaltante il tempo segnato da Brandoli, costretto comunque a cedere le armi - nella propria classe - di fronte allo strapotere delle Ferrari e Mercedes da 3 litri; meglio della B20 di Brandoli fanno però anche le prime due Alfa Romeo Giulietta Sprint Veloce, le due Maserati 2 litri che correvano nel gruppo Gran Turismo e una Fiat 8V carrozzata Vignale. |
| 29-lug    | F    | Mont Ventoux                       | salita            | 3ª Classe oltre 2000 Turismo Speciale                | 11° ass.        | Piperno Ugo              | 21,600        | 15'15"3/5      | 84,927       | B20-2500                | --- |
| 26-ago    | I    | Fasano-Selva                       | salita            | 3ª Classe oltre 1300 Gran Turismo                    | 8° ass.         | Musolino Giuseppe        | 7,400         | 4'46"1/10      | 93,114       | B20-2500                | --- |
| 2-set     | I    | Garessio-San Bernardo              | salita            | 1ª Classe oltre 1300 Gran Turismo                    | N.D.            | Azario Vittorio          | 6,200         | 5'27"3/10      | 68,194       | B24 spider              | --- |
| 9-set     | I    | Lessolo-Alice                      | salita            | 1ª Classe oltre 2000 Turismo Speciale                | 7° ass.         | Azario Vittorio          | 6,500         | 5'27"1/10      | 71,537       | B24 spider              | |
| 9-set     | I    | Lessolo-Alice                      | salita            | 6ª Classe 1601-2000 Turismo Speciale                 | 48° ass.        | Scarampi Nicola          | 6,500         | 6'08"1/10      | 63,569       | B20-2000                | |
| 16-set    | I    | Sorrento-Sant'Agata                | salita            | 2ª Classe 2001-3000 Gran Turismo                     | N.D.            | D'Agostino               | 12,000        | 8'45"7/10      | 82,176       | B20-2500 Zagato         | |
| 16-set    | I    | Sorrento-Sant'Agata                | salita            | 3ª Classe oltre 1500 Sport                           | N.D.            | Minghini Ugo             | 12,000        | 8'48"          | 81,818       | N.D.                    | |
| 16-set    | I    | Sorrento-Sant'Agata                | salita            | 2ª Classe oltre 1300 Turismo Speciale                | N.D.            | Ferri                    | 12,000        | 9'10"9/10      | 78,417       | B20-2500                | |
| 16-set    | I    | Jesi-Santa Maria Nuova             | salita            | 4ª Classe oltre 1300 Gran Turismo                    | 9° ass.         | Pieralisi Luigi          | 6,000         | 3'19"6/10      | 108,216      | N.D.                    | La vettura era probabilmente una B20-2000 |
| 16-set    | I    | Jesi-Santa Maria Nuova             | salita            | 1ª Classe oltre 2000 Turismo                         | 13° ass.        | Leopardi Pierfranco      | 6,000         | 3'36"6/10      | 99,722       | B12-2300                | |
| 16-set    | I    | Sarezzo-Lumezzane                  | salita            | 4ª Classe oltre 1300 Turismo Speciale                | 12° ass.        | Furlotti Adamo           | 8,500         | 6'15"          | 81,600       | N.D.                    | |
| 16-set    | I    | Sarezzo-Lumezzane                  | salita            | 2ª Classe oltre 1300 Turismo                         | 22° ass.        | Mazzetti Aldo            | 8,500         | 6'37"7/10      | 76,942       | N.D.                    | La vettura era certamente una Aurelia berlina |
| 23-set    | I    | Trento-Bondone                     | salita            | 6ª Classe oltre 1300 Gran Turismo                    | 18° ass.        | Moioli Giacomo           | 12,700        | 11'22"         | 67,038       | B20-2500                | --- |
| 23-set    | I    | Piediripa-Macerata                 | salita            | 5ª Classe 1301-2000 Turismo                          | 5° ass.         | Costa Giacomo            | 4,150         | 3'14"1/5       | 76,930       | N.D.                    | La vettura era certamente una berlina da 2 litri (B21 oppure B22) |
| 23-set    | CH   | Mitholz-Kandersteg                 | salita            | 1ª Classe                                            | N.D.            | Kyburz                   | N.D.          | N.D.           | N.D.         | B22                     | Il modello di Aurelia è stimato |
| settembre | E    | Rallye dei Pirenei                 | rallye            | N.D.                                                 | 7° ass.         | Carol/Subirats           | ---           | ---            | ---          | N.D.                    | --- |
| 7-ott     | I    | Treponti-Castelnuovo               | salita            | 7ª Classe oltre 1300 Gran Turismo                    | 21° ass.        | Moioli Giacomo           | 8,000         | 5'39"7/10      | 84,780       | B20-2500                | --- |
| 7-ott     | I    | Coppa Carri                        | su pista (Monza)  | 1ª Classe oltre 2000 Turismo Speciale e Gran Turismo | 5° ass.         | Martinengo Franco        | 34,500        | 14'22"2/5      | 144,016      | B24 spider              | La bella spider B24 di Martinengo è preceduta in graduatoria da 4 Alfa Romeo (tre Giulietta Sprint Veloce ed una 1900 SS Zagato) |
| 7-ott     | I    | Coppa Carri                        | su pista (Monza)  | 3ª Classe 1301-2000 Turismo                          | 13° ass.        | Leto di Priolo Massimo   | 34,500        | 15'26"3/5      | 134,038      | B22                     | Buona prestazione di Leto di Priolo, che è preceduto di poco da due Alfa Romeo 1900 T.I. e che supera a sua volta altre due vetture della casa del Portello |
| 7-ott     | I    | Coppa Carri                        | su pista (Monza)  | 1ª Classe oltre 2000 Turismo                         | 13° ass.        | Colombo Bolla Camillo    | 34,500        | 16'18"         | 126,993      | B12-2300                | Non proprio disprezzabile la prova offerta da questa "pacifica" B12, che vince la propria classe in mancanza di avversari ma che ottiene tempi vicini a quelli berline Giulietta e migliori di quelli delle più agili Fiat 1100-103 TV |
| 14-ott    | I    | Pontedecimo-Passo dei Giovi        | salita            | 4ª Classe oltre 1300 Turismo Speciale                | 25° ass.        | Tacconis Andrea          | 9,650         | 7'00"6/10      | 82,596       | B20-2500                | --- |
| 21-ott    | I    | Campionato Scuderia Cangrande      | pista (Monza)     | 1ª classe 1301-2600 Gran Turismo                     | 3° ass.         | Dotti                    | 46,000        | 19'30"1/5      | 141,514      | B20-2500                | --- |
| 28-ott    | I    | Sassi-Traforo del Pino             | salita            | 1ª Classe oltre 1300 Turismo Speciale                | 9° ass.         | Azario Vittorio          | 7,600         | 3'49"          | 119,475      | B20-2500                | Dispiaciuto per non aver potuto portare in gara la "sua" B24, Azario riesce comunque a compiere un'ottima salita guidando un esemplare di coupé B20 reperito all'ultimo momento |
| 28-ott    | I    | Sassi-Traforo del Pino             | salita            | 1ª Classe oltre 2000 Gran Turismo                    | 20° ass.        | Ferrero Antonio          | 7,600         | 4'17"          | 106,459      | B20-2500                | |
| 28-ott    | I    | Sassi-Traforo del Pino             | salita            | 2ª Classe 1301-2000 Gran Turismo                     | 22° ass.        | Scarampi Nicola          | 7,600         | 4'30"          | 101,333      | B20-2000                | |
| 28-ott    | I    | Sassi-Traforo del Pino             | salita            | 3ª Classe oltre 1100 Sport                           | 3° ass.         | Brandoli Marino          | 7,600         | 3'36"          | 126,667      | Brandoli 2500 sport     | La vettura di Brandoli è una speciale barchetta realizzata dal Brandoli stesso, munita di meccanica derivata Lancia Aurelia B20-2500; un'altra Brandoli-Lancia corre nella categoria "Corsa" |
| 28-ott    | I    | Sassi-Traforo del Pino             | salita            | 3ª Classe oltre 1100 Sport                           | 4° ass.         | Brandoli Marino          | 7,600         | 3'41"3/5       | 123,465      | Brandoli 2500 monoposto | La vettura di Brandoli è una speciale monoposto di F1 realizzata dal Brandoli stesso, munita di meccanica derivata Lancia Aurelia B20-2500; un'altra Brandoli-Lancia corre nella categoria "Sport" |
| 28-ott    | I    | Campionato A.C. Emiliani           | su pista (Modena) | 5ª Classe oltre 1300 Turismo Speciale e Gran Turismo | 23° ass.        | Galassi Achille          | 23,060        | 14'33"4/10     | 95,049       | N.D.                    | --- |
| 3/4-nov   | B    | Giro del Belgio                    | rallye            | 1ª Classe oltre 1600                                 | 1° ass.         | Virton/Berger            | 1326,000      | ---            | ---          | B20-2500                | --- |
| 4-nov     | RSM  | Serravalle-San Marino              | salita            | 1ª Classe 2001-2600 Gran Turismo                     | 10° ass.        | Bertoja Gino             | 8,350         | 6'11"4/10      | 80,936       | B20-2500                | Secondo qualche fonte, alla guida era Franco Martinengo e non Gino Bertoja. |
| 9-dic     | I    | Passo Rigano-Bellolampo            | salita            | 2ª Classe oltre 1300 Turismo                         | 6° ass.         | Ramirez Giuseppe         | 9,750         | 8'32"          | 68,554       | N.D.                    | --- |

### 1957
| Data     | Naz. | Nome della corsa            | Tipo gara             | Risultato di classe               | Posiz. assoluta | Pilota od equipaggio | Percorso (Km) | Tempo ottenuto | Media (Km/h) | Modello             | Note |
| -------- | ---- | --------------------------- | --------------------- | --------------------------------- | --------------- | -------------------- | ------------- | -------------- | ------------ | ------------------- | --- |
| febbraio | I    | Autosciatoria Triveneta     | ---                   | ---                               | ---             | ---                  | ---           | ---            | ---          | ---                 | |
| 24-mar   | I    | Campionati Universitari     | su pista (Modena)     | 1ª Classe oltre 1600 Gran Turismo | N.D.            | "Vallombrosa"        | 27,672        | 16'01"8/10     | 103,575      | B20-2500            | --- |
| 31-mar   | I    | Salita sulle Torricelle     | salita                | 9ª Classe 1301-2600 Gran Turismo  | 34° ass.        | Dotti Sergio         | 3,760         | 3'33"8/10      | 63,311       | B20-2500            | Dotti si classifica 34º assoluto tra tutti coloro che hanno effettuato due salite, ovvero tutte le vetture Turismo e Gran Turismo più le piccole sport fino a 750 cm³: le vetture delle maggiori cilindrate non hanno infatti compiuto la seconda salita a causa di un grave incidente che ha coinvolto anche alcuni spettatori.                |
| 7-apr    | I    | Frascati-Tuscolo            | salita                | 1ª Classe 1301-2600 Gran Turismo  | 1° ass.         | Nataloni Germano     | 4,500         | 3'39"9/10      | 73,669       | B20-2500            | Bella soddisfazione per Germano Nataloni, che si aggiudica la corsa (che era riservata ai soci dell'A.C. di Roma) davanti ad una 3 litri Ferrari, precedendo anche le avversarie di sempre, Alfa Romeo Giulietta SV e Fiat 8V. |
| 1-mag    | I    | Coppa Vigorelli             | su pista (Monza)      | 3ª Classe 1301-2600 Gran Turismo  | N.D.            | Martinengo Franco    | 63,250        | 25'58"1/10     | 146,139      | B24 spider          | Il modello di vettura è stimato ma molto probabile. |
| 1-mag    | I    | Monza: 500 metri lanciati   | 500 metri lanciati    | 1ª Classe 1301-2600 Gran Turismo  | N.D.            | Martinengo Franco    | 0,500         | 10"4/10        | 173,076      | B24 spider          | Prova inserita nella "Coppa Vigorelli"; il modello di vettura è stimato ma molto probabile. |
| 1-mag    | I    | Monza: 500 metri lanciati   | 500 metri lanciati    | 1ª Classe 1601-2000 Turismo       | N.D.            | Leto di Priolo Dore  | 0,500         | 10"8/10        | 166,666      | B22                 | Prova inserita nella "Coppa Vigorelli" |
| 5-mag    | I    | Coppa della Consuma         | salita                | 1ª Classe 1301-2600 Gran Turismo  | 31° ass.        | Melley Giulio        | 10,500        | 7'32"3/10      | 83,572       | B20-2500            | Buon tempo di Melley, che prevale sulle Maserati GT da 2 litri e sulle Fiat 8V; la più veloce tra le Alfa Romeo Giulietta SV segna però un tempo lievemente migliore. |
| 2-giu    | I    | Coppa Lombardia             | su pista (Monza)      | 1ª Classe 2001-2600 Gran Turismo  | 8° ass.         | Martinengo Franco    | 51,750        | 21'18"2/5      | 145,729      | B24 spider          | --- |
| giugno   | A    | Rallye Alpi Austriache      | rallye                | 1ª Classe oltre 1300 Gran Turismo | N.D.            | Blaimschein          | ---           | ---            | ---          | B20-2500            | --- |
| 11-ago   | I    | Sfercia-Camerino            | salita                | 2ª Classe 1301-2600 Gran Turismo  | N.D.            | Lion N.              | 7,600         | N.D.           | N.D.         | B20-2500            | La classe 1301-2600 è vinta da Aldo Alba su Fiat 8V |
| 15-ago   | A    | Salita del Gaisberg         | salita                | 3ª Classe oltre 2000 Sport        | N.D.            | Blaimschein          | 17,300        | 13'09"5/10     | 78,885       | B20-2500            | --- |
| 18-ago   | I    | Trapani-Monte Erice         | salita                | 3ª Classe oltre 1300 Gran Turismo | N.D.            | Vaccarella Nino      | 13,920        | 10'01"2/10     | 83,353       | B20-2500            | Buona prova del futuro campione Nino Vaccarella, qui ai suoi inizi di carriera con l'Aurelia B20-2500: nella classifica di classe è preceduto da una Ferrari 3 litri e da una Fiat 8V |
| 25-ago   | CH   | Tiefencastel-Lenzerheide    | salita                | 2ª Classe 2001-2600 Gran Turismo  | N.D.            | Marx                 | 6,150         | 4'41"8/10      | 78,566       | B20-2500            | --- |
| 1-set    | I    | Aosta-Gran San Bernardo     | salita                | 11ª Classe oltre 1100 Sport       | 16° ass.        | Brandoli Marino      | 33,900        | 24'25"7/10     | 83,263       | Brandoli 2500 sport | La vettura di Brandoli è una speciale barchetta realizzata dal Brandoli stesso, munita di meccanica derivata Lancia Aurelia B20-2500 |
| 1-set    | I    | Aosta-Gran San Bernardo     | salita                | 3ª Classe 1301-2600 Gran Turismo  | N.D.            | Gatta Ferdinando     | 33,900        | 25'51"3/10     | 78,669       | B20-2500 Zagato     | Gatta compie una discreta salita, ma ottiene un tempo inferiore alle attese, facendosi battere, nella propria classe, da due Fiat 8V |
| 1-set    | I    | Garessio-Colle San Bernardo | salita                | 1ª Classe oltre 1300 Turismo      | N.D.            | Indemini G.          | 6,200         | 5'57"          | 62,521       | B12-2300            | La media oraria realizzata da questa B12 è assolutamente modesta, grosso modo equivalente a quella realizzata dalla prima tra le minuscole 600 Fiat. |
| 8-set    | I    | Coppa Intereuropa           | pista (Monza)         | 5ª Classe 1301-2600 Gran Turismo  | 18°ass.         | Piperno Ugo          | 1 ora         | 1h00'00"       | 146,573      | B20-2500            | --- |
| 15-set   | I    | Viterbo-Passo Montagna      | salita                | 3ª Classe oltre 1300 Gran Turismo | 5° ass.         | Nataloni Germano     | 10,300        | 5'34"8/10      | 110,752      | B20-2500            | Pur compiendo una prova superba, Nataloni, oltre a doversi inchinare alla maggior potenza della Ferrari 3 litri vittoriosa con Edoardo Lualdi ed alla maggior agilità della piccola Osca 750 sport di Sesto Leonardi, deve anche cedere alla Fiat 8V Zagato di Ludovico Scarfiotti ed alla Alfa Romeo Giulietta SV Zagato di Carlo Mario Abate. |
| 15-set   | I    | Sarezzo-Lumezzane           | salita                | 1ª Classe oltre 1300 Gran Turismo | 9° ass.         | Bonomi               | 8,500         | 6'24"          | 79,687       | B20-2500            | --- |
| 22-set   | I    | Messina-Colle San Rizzo     | salita                | 1ª Classe oltre 1300 Gran Turismo | N.D.            | Vaccarella Nino      | 10,100        | 9'27"2/10      | 64,104       | B20-2500            | --- |
| 29-set   | I    | Pontedecimo-Passo dei Giovi | salita                | 7ª Classe 1301-2600 Gran Turismo  | N.D.            | Breviglieri Walter   | 9,650         | 7'12"          | 84,075       | B20-2500            | Il "gentlemen" Breviglieri, che si è celato sotto lo pseudonimo di "Wall Ever", compie una gara da "dilettante" e realizza un tempo non proprio eccezionale. |
| 6-ott    | I    | Sorrento-Sant'Agata         | salita                | 1ª Classe 1301-2600 Gran Turismo  | 8° ass.         | Vaccarella Nino      | 12,000        | 9'04"3/10      | 79,367       | B20-2500            | Egregia prestazione di Vaccarella, preceduto nella classifica assoluta soltanto da 6 vetture della categoria sport (2 Maserati, 1 Ferrari, 1 Osca, 1 Giaur, 1 Alfa-Maserati) e da una agilissima Alfa Romeo Giulietta SV |
| 6-ott    | I    | Sorrento-Sant'Agata         | salita                | 1ª Classe 1301-2600 Gran Turismo  | N.D.            | D'Agostino           | 12,000        | 10'57"8/10     | 65,673       | B20-2500            | D'Agostino corre nella speciale classifica per il campionato sociale dell'A.C. di Napoli |
| 27-ott   | I    | Sassi-Superga               | salita                | 4ª Classe 1301-2600 Gran Turismo  | 21° ass.        | Gatta Ferdinando     | 4,600         | 3'28"          | 79,615       | B20-2500 Zagato     | Nella categoria Gran Turismo la B20-2500 Zagato di Gatta soccombe ad altre quattro vetture carrozzate da Zagato: una Giulietta SVZ due Fiat 8VZ ed una Alfa Romeo 1900 SSZ; anche altre due Giulietta SV normali riescono a far meglio dell'Aurelia                                                                                             |
| 27-ott   | I    | Sassi-Superga               | salita                | 4ª Classe 1501-2000 Sport         | 9° ass.         | Brandoli Marino      | 4,600         | 3'18"1/10      | 83,594       | Brandoli 2500 sport | Non disprezzabile la prestazione di questa speciale barchetta realizzata dal Brandoli stesso - munita di meccanica derivata Lancia Aurelia B20-2500 - che ottiene un apprezzabile 9º posto nella graduatoria assoluta |
| 10-nov   | I    | Campionato Scuderia Arena   | pista (Modena)        | 3ª Classe oltre 2000 Gran Turismo | N.D.            | Dotti Sergio         | 34,590        | 22'21"1/10     | 92,852       | B20-2500            | --- |
| 30-nov   | I    | Sei Ore Esso                | su pista (Vallelunga) | 3ª Classe 1301-2600 Gran Turismo  | 4° ass.         | Nataloni Germano     | 45,000        | 31'47"5/10     | 84,927       | B20-2500            | La posizione nella graduatoria assoluta è riferita alla corsa riservata alle vetture Gran Turismo, che vede una Giulietta SV al primo posto, seguita da due Fiat 8VZ; al 5º posto di classe, si piazza la B20-2500 di Nino Vaccarella. |

### 1958
| Data      | Naz. | Nome della corsa               | Tipo gara         | Risultato di classe               | Posiz. assoluta | Pilota od equipaggio               | Percorso (Km) | Tempo ottenuto | Media (Km/h) | Modello    | Note |
| --------- | ---- | ------------------------------ | ----------------- | --------------------------------- | --------------- | ---------------------------------- | ------------- | -------------- | ------------ | ---------- | --- |
| 2-mar     | I    | Agnano-Cappella dei Cangiani   | salita            | 1ª Classe 1301-2600 Gran Turismo  | N.D.            | Cencelli Alberto                   | 6,300         | 5'32"9/10      | 68,128       | B20-2500   | Prestazione molto modesta, imputabile tuttavia al fatto che le vetture di questa classe e delle classi maggiori hanno corso sotto un acquazzone. |
| 16-mar    | I    | Avola-Avola Antica             | salita            | 1ª Classe oltre 1300 Gran Turismo | 1° ass.         | Conigliaro Giuseppe                | 8,000         | 6'15"          | 76,800       | B24-spider | Conigliaro si prende il lusso di battere la B20-2500 di Nino Vaccarella e, un po' a sorpresa, si aggiudica meritatamente la corsa |
| 16-mar    | I    | Avola-Avola Antica             | salita            | 2ª Classe oltre 1300 Gran Turismo | 2° ass.         | Vaccarella Nino                    | 8,000         | 6'20"5/10      | 75,689       | B20-2500   | Vaccarella viene battuto dalla B24 spider di Conigliaro, forse favorita da una maggiore agilità |
| 19/20-apr | I    | Giro di Sicilia                | rallye            | 1ª Classe oltre 1300 Gran Turismo | 3° ass.         | Conigliaro Giuseppe                | 1071,600      | ---            | ---          | B24-spider | Gara di regolarità comprendente tuttavia alcune prove speciali in salita, nelle quali vengono penalizzati coloro che realizzano un tempo superiore rispetto a quello segnato dai migliori (1/3 dei partecipanti). |
| 19/20-apr | I    | Giro di Sicilia                | rallye            | 2ª Classe oltre 1300 Gran Turismo | 28° ass.        | Villoresi Luigi                    | 1071,600      | ---            | ---          | B20-2500   | Gara di regolarità comprendente tuttavia alcune prove speciali in salita, nelle quali vengono penalizzati coloro che realizzano un tempo superiore rispetto a quello segnato dai migliori (1/3 dei partecipanti). |
| 19/20-apr | I    | Giro di Sicilia                | salita            | 1ª Classe oltre 1300 Gran Turismo | 1° ass.         | Conigliaro Giuseppe                | 20,400        | 15'21"7/10     | 79,678       | B24-spider | Classifica particolare a margine del Giro di Sicilia: tempi e medie riguardano la somma delle prestazioni rese dai diversi concorrenti nelle 4 prove in salita inserite nella gara. La B24 di Conigliaro riesce sorprendentemente a sopravanzare, tra le altre, le B20-2500 di Villoresi e di Taruffi. |
| 19/20-apr | I    | Giro di Sicilia                | salita            | 3ª Classe oltre 1300 Gran Turismo | 5° ass.         | Villoresi Luigi                    | 20,400        | 16'04"9/10     | 76,111       | B20-2500   | Classifica particolare a margine del Giro di Sicilia: tempi e medie riguardano la somma delle prestazioni rese dai diversi concorrenti nelle 4 prove in salita inserite nella gara. La B24 di Conigliaro riesce sorprendentemente a sopravanzare, tra le altre, le B20-2500 di Villoresi e di Taruffi. |
| 20-apr    | I    | Frascati-Tuscolo               | salita            | 1ª Classe 1301-2600 Gran Turismo  | 15° ass.        | Orsolini Cencelli A.               | 4,400         | 3'48"          | 69,473       | B20-2500   | Non eccelsa la prestazione di questa B20 - che pure precede le due "sorelle" di Francesco Matrullo e di N. Lion - che segna un tempo lievemente peggiore di quello ottenuto dalla migliore Alfa Romeo 1900 TI e dalla Giulietta berlina TI vittoriosa nella categoria Turismo e che "si becca" più di 20" di distacco dalla Giulietta SVZ di "Pegaso" (pseudonimo di Sergio Bettoja) che si aggiudica la corsa. |
| 25-apr    | I    | Trofeo Vigorelli               | su pista (Monza)  | 2ª Classe 1301-2600 Gran Turismo  | 7° ass.         | Martinengo Franco                  | 46,000        | 19'02"1/10     | 144,996      | B24-spider | Il modello di Aurelia è stimato anche se molto probabile. |
| 27-apr    | E    | La Rabassada                   | salita            | N.D.                              | 5° ass.         | Sala Ramis                         | 4,900         | 4'17"95/100    | 68,385       | B20-2500   | La B20 di Sala Ramis è preceduta dalla Mercedes 300SL del vincitore Jover, da una Alfa Romeo Giulietta SV, da una Porsche Carrera e da una Austin-Healey 2600 |
| 4-mag     | I    | Bologna-San Luca               | salita            | 8ª Classe 1301-2600 Gran Turismo  | 45° ass.        | "Behar"                            | 2,080         | 1'43"6/10      | 72,277       | B20-2500   | --- |
| 11-mag    | I    | Palermo-Monte Pellegrino       | salita            | 2ª Classe oltre 1300 Turismo      | N.D.            | Tramontana Domenico                | 8,750         | 6'51"8/10      | 76,493       | N.D.       | Tramontana, che dovrebbe aver gareggiato al volante di una Aurelia berlina, realizza una prestazione assolutamente anonima (il tempo segnato è in linea, ad esempio, con quello della migliore tra le Fiat 1100-103) |
| 11-mag    | I    | Palermo-Monte Pellegrino       | salita            | 2ª Classe oltre 1300 Gran Turismo | 8° ass.         | Gangitano Raimondo                 | 8,750         | 6'17"1/10      | 83,532       | B20-2500   | Bella prova di Gangitano, che si prende la soddisfazione di far fermare i cronometri su un tempo migliore (per quasi 6") sulla B20 del futuro "re della Targa Florio" Nino Vaccarella |
| 1-giu     | I    | Coppa della Consuma            | salita            | 7ª Classe 1301-2600 Gran Turismo  | N.D.            | Piperno Ugo                        | 10,500        | 7'24"1/10      | 85,115       | B20-2500   | Poco da dire relativamente a questa opaca prova offerta da Piperno e dalla sua B20, che è penultimo di classe. |
| 15-giu    | I    | Varese-Campo dei Fiori         | salita            | 9ª Classe 1301-2600 Gran Turismo  | 30° ass.        | Ossena Guido                       | 9,500         | 8'32"5/10      | 66,731       | B20-2000   | Ossena corre con una vecchia "2 litri" (probabilmente una B20) e nulla può contro le più moderne Fiat 8V e Maserati 2000 Zagato: riesce però a battere di 6" abbondanti la più dotata B20-2500 di Ugo Piperno. |
| 29-giu    | F    | Mont Ventoux                   | salita            | 1ª Classe oltre 2000 Turismo      | N.D.            | Thuner                             | 21,600        | 17'34"4/10     | 73,748       | B12-2300   | Nella classe oltre 2000, L'Aurelia B12 di Thuner (o Thumer ?) batte la Citroen di Bole ma segna un tempo piuttosto alto. |
| 29-giu    | I    | Predappio-Rocca delle Caminate | salita            | 5ª Classe oltre 1300 Turismo      | N.D.            | Salmi Roberto                      | 3,700         | 4'45"4/10      | 46,671       | B10        | Scialba prestazione di questa anziana B10, già poco competitiva di per sé, che segna un tempo alto ed è preceduta da 4 Alfa Romeo 1900 (ma riesce pur sempre a far meglio di altre due Alfa Romeo). |
| 6-lug     | I    | Bolzano-Passo della Mendola    | salita            | 10ª Classe 1301-2600 Gran Turismo | 64° ass.        | "Behar"                            | 14,500        | 13'14"2/5      | 65,709       | B20-2500   | "Behar" compie una prestazione decisamente deludente. |
| 19/20-lug | I    | 10 Ore notturna di Messina     | circuito stradale | 2ª Classe fino 2600 Gran Turismo  | 6° ass.         | Conigliaro Giuseppe-Ughetti Gino   | 10 ore        | ---            | 111,646      | B24-spider | Nella classe 2600 Gran Turismo, vittoria nettissima della Porsche 356A-1600 Carrera di Antonio Pucci/Huschke von Hanstein, che precede la B24 di Conigliaro/Ughetti e la B20-2500 di Vaccarella/Breviglieri. |
| 19/20-lug | I    | 10 Ore notturna di Messina     | circuito stradale | 3ª Classe fino 2600 Gran Turismo  | 7° ass.         | Vaccarella Nino-Breviglieri Walter | 10 ore        | ---            | 109,200      | B20-2500   | Nella classe 2600 Gran Turismo, vittoria nettissima della Porsche 356A-1600 Carrera di Antonio Pucci/Huschke von Hanstein, che precede la B24 di Conigliaro/Ughetti e la B20-2500 di Vaccarella/Breviglieri; la media oraria ottenuta da Vaccarella/Breviglieri è approssimativa. |
| 2/3-ago   | I    | Giro delle Calabrie            | su strada         | 3ª Classe 1301-2600 Gran Turismo  | 10° ass.        | Vaccarella Nino                    | 179,000       | 1h52'45"4/5    | 95,243       | B20-2500   | Nella classe 2600 la B20-2500 di Vaccarella è battuta (di poco) dalle Fiat 8V di Augusto Ciccolini e di Giancarlo Sala; alle spalle della B20 di Vaccarella, altre due Aurelia (Ugo Piperno e Jannone Donato) |
| 2/3-ago   | I    | Giro delle Calabrie            | su strada         | 3ª Classe oltre 1300 Turismo      | 47° ass.        | Placido Pasquale                   | 179,000       | 2h14'47"4/5    | 79,675       | B22        | Modesta prestazione di questa B22: terza (ma anche ultima) di classe, segna un tempo complessivo piuttosto elevato |
| 10-ago    | I    | Trapani-Monte Erice            | salita            | 2ª Classe oltre 1300 Gran Turismo | N.D.            | Vaccarella Nino                    | 7,000         | 5'43"          | 73,469       | B20-2500   | Nella categoria Gran Turismo, meglio di Vaccarella fanno soltanto la Fiat 8V di Giancarlo Sala (5'39") e l'Alfa Romeo Giulietta SVZ di Pasquale Tacci (5'42"), mentre alle sue spalle troviamo, tra gli altri, la B20-2500 di Grisaldi (3º posto di classe, tempo 6'02") |
| 31-ago    | I    | Sassi-Superga                  | salita            | 6ª Classe 1301-2600 Gran Turismo  | 27° ass.        | Vaccarella Nino                    | 4,600         | 3'36"5/10      | 76,489       | B20-2500   | Nulla da fare per Vaccarella contro le agguerritissime Fiat 8V-8V Zagato di Augusto Ciccolini, Dore Leto di Priolo, Renato (o Franco) Canaparo, Giancarlo Sala e Gianfranco Bonetto, che riescono a far meglio della B20 del futuro campione palermitano, che forse non effettua una salita perfetta. |
| 7-set     | I    | Coppa Intereuropa              | su pista (Monza)  | 6ª Classe 1301-2600 Gran Turismo  | 15° ass.        | Piperno Ugo                        | 1 ora         | ---            | 148,350      | B20-2500   | Una prova un po' opaca è offerta da questa B20-2500, che ottiene una media oraria di un'inezia migliore rispetto a quella della sorella minore Appia Zagato, vittoriosa nella classe 1100 della categoria Gran Turismo. |
| 7-set     | I    | Squarciarelli-Rocca di Papa    | salita            | 2ª Classe 1301-2600 Gran Turismo  | 9° ass.         | Vaccarella Nino                    | 8,400         | 6'07"9/10      | 82,196       | B20-2500   | Nella classe 1301-2600, alla spalle di quella di Vaccarella si piazza, staccata, un'altra Aurelia. |
| 7-set     | I    | Madonna Piane-Chieti           | salita            | 1ª Classe 1301-2600 Gran Turismo  | 4° ass.         | Parere Antonio (Nino)              | 5,750         | 4'07"          | 83,805       | B20-2500   | Precedono l'Aurelia B20 di Parere, tre Alfa Romeo Giulietta: le SV di Domenico Santoleri (che vince la corsa) e di Pietro Laureati e la berlina TI di Enzo Sinibaldi |
| 7-set     | I    | Madonna Piane-Chieti           | salita            | 3ª Classe 1301-2600 Gran Turismo  | 12° ass.        | Sperti Giovanni                    | 5,750         | 4'38"          | 74,460       | B22        | Discreta la prestazione di questa vecchia B22, che riesce a spiccare un tempo ancora decente |
| 7-set     | I    | Caleipo-Colle Nevegal          | salita            | 3ª Classe oltre 1300 Turismo      | 10° ass.        | Gidoni Guido                       | 5,800         | 5'49"          | 59,828       | B21        | La vecchia B21 di Gidoni riesce ancora a difendersi onorevolmente e, pur soccombendo per una manciata di secondi alle due Alfa Romeo 1900 TI nella massima classe della categoria turismo, realizza una media oraria interessante, vicina a quelle ottenute dalle Alfa Romeo Giulietta TI. |
| 14-set    | I    | Sarezzo-Lumezzane              | salita            | 4ª Classe 1301-2600 Gran Turismo  | 22° ass.        | Becchetti Arduino                  | 8,500         | 6'08"1/10      | 83,129       | B20-2500   | Prestazione solo discreta per Becchetti, che precede le altre due Aurelia di Renato Barba e di Marsilio Bonomi. |
| 14-set    | I    | Capodarso-Terrapelata          | salita            | 2ª Classe oltre 1300 Gran Turismo | 3° ass.         | Panepinto Salvatore                | 8,000         | 5'05"2/5       | 94,302       | B20-2500   | Nella graduatoria assoluta, davanti alla B20 di Panepinto si posizionano l'Alfa Romeo Giulietta SVZ di Pasquale Tacci (vincitore della corsa) e la Ferrari 250-3 litri di Salvatore Le Pira. |
| 14-set    | I    | Sorrento-Sant'Agata            | salita            | 1ª Classe oltre 1300 Gran Turismo | 2° ass.         | Vaccarella Nino                    | 12,000        | 8'29"2/10      | 84,838       | B20-2500   | Magnifica prova di Vaccarella, che riesce a battere tutte le vetture della categoria Gran Turismo, tra le quali - oltre alle "solite" Fiat 8V ed Alfa Romeo Giulietta SV e SVZ - anche una Ferrari 250 da 3 litri; al 4°, al 7° ed all'8º posto di classe si piazzano altre tre Aurelia, condotte rispettivamente da Jannone Donato, Umberto Filotico e Alberto Cencelli.                                       |
| 5-ott     | I    | Trieste-Opicina                | salita            | 3ª Classe 1301-2600 Gran Turismo  | 58° ass.        | Missaglia Licio                    | 8,850         | 6'28"8/10      | 81,944       | B20-2500   | Malgrado l'apparente buona posizione di classe (il 3º posto è anche l'ultimo), Missaglia- forse complice il maltempo - realizza un tempo molto alto che, nella graduatoria generale, lo colloca nelle posizioni di fondo classifica. |
| 9-nov     | I    | Passo Rigano-Bellolampo        | salita            | 1ª Classe oltre 1300 Gran Turismo | 1° ass.         | Vaccarella Nino                    | 9,750         | 6'22"3/10      | 91,812       | B20-2500   | Pur innegabilmente favorito dall'assenza delle macchine della categoria "sport", Nino Vaccarella compie un'ottima corsa, battendo oltre alle avversarie di sempre (Fiat 8V, Alfa Romeo Giulietta SV e 1900) anche il precedente record del percorso; per la cronaca, le altre B20 in gara si piazzano al 6°, all'8° e all'11º posto assoluto.                                                                   |
| 21-dic    | I    | Messina-Colle San Rizzo        | salita            | 2ª Classe oltre 1300 Gran Turismo | 4° ass.         | Donato Jannone                     | 10,100        | 8'14"          | 73,603       | B20-2500   | Buona la prova di Donato (che si piazza al 2º posto alle spalle della Fiat 8V Zagato di Gianni Giordano, che oltretutto vince la corsa) e che precede, nella propria classe, due Aurelia: la B24-spider di Antonio Crisalli e la B20-2500 di Sergio Mantia |
| 21-dic    | I    | Messina-Colle San Rizzo        | salita            | 3ª Classe oltre 1300 Gran Turismo | 5° ass.         | Crisalli Antonio                   | 10,100        | 8'14"1/5       | 73,573       | B24-spider | Buona la prova di Crisalli che segna un tempo di appena 1/5 di secondo superiore rispetto a quello della B20-2500 di Donato |

### 1959
| Data   | Naz. | Nome della corsa                   | Tipo gara             | Risultato di classe               | Posiz. assoluta | Pilota od equipaggio      | Percorso (Km) | Tempo ottenuto | Media (Km/h) | Modello    | Note |
| ------ | ---- | ---------------------------------- | --------------------- | --------------------------------- | --------------- | ------------------------- | ------------- | -------------- | ------------ | ---------- | --- |
| 8-mar  | I    | Agnano-Cappella dei Cangiani       | salita                | 1ª Classe 1301-2600 Gran Turismo  | 17° ass.        | Orsolini Cencelli Alberto | 6,300         | 5'05"2/10      | 74,311       | B20-2500   | La B20 di Orsolini Cencelli, che compie una salita dignitosa ma non eccezionale, precede - nella sua classe - l'altra B20 di Giuseppe Iannone e una Triumph TR3. |
| 19-apr | I    | Frascati-Tuscolo                   | salita                | 1ª Classe 1301-2600 Gran Turismo  | 2° ass.         | Nataloni Germano          | 4,500         | 3'33"2         | 75,984       | B24-spider | Eccezionale prova di Germano Nataloni e della sua spider B24, che si piazzano al posto d'onore della classifica assoluta, a poco più di 3" dalla Osca 1100 Sport di Enzo Buzzetti che vince la corsa; Nataloni riesce dunque ad avere la meglio sulle sempre pericolose Alfa Romeo (Giulietta TI e SV nonché 1900 T.I.); nella stessa corsa, un'altra Aurelia (B20) si classifica nella categoria Gran Turismo.                                                                                  |
| 19-apr | I    | Frascati-Tuscolo                   | salita                | 2ª Classe 1301-2600 Gran Turismo  | 6° ass.         | Orsolini Cencelli Alberto | 4,500         | 3'47"8         | 71,115       | B20-2500   | Questa B20 si piazza al secondo posto alle spalle di Nataloni con la B24-spider, ma, pur staccata notevolmente (quasi 15" in 4,5 chilometri), segna un tempo lievemente migliore rispetto all'altra B20 di Adolfo Marcello Brocchi; nella stessa corsa, un'altra Aurelia (B24-spider) si afferma nella categoria Gran Turismo |
| 30-apr | I    | Castelfusano-Giornata dei Primati  | su strada             | 1ª Classe 1301-2600 Gran Turismo  | 2° ass.         | Donato Jannone            | 2,000         | 54"            | 133,333      | B20-2500   | Jannone Donato fa segnare 33"4/10 nel Km da fermo e 20"6/10 nel Km lanciato (54" il tempo totale), classificandosi secondo assoluto ex aequo con l'Alfa Romeo Giulietta SV di Santino Morettini, dietro la potentissima Ferrari 250 GT-3 litri di Vittorio De Micheli. |
| 7-mag  | I    | Valdesi-Santa Rosalia              | salita                | 2ª Classe oltre 1300 Gran Turismo | 9° ass.         | Mantia Sergio             | 7,000         | 4'49"7/10      | 86,986       | B20-2500   | Preceduto nella classe oltre 1300 dalla più potente Ferrari 3 litri di Todaro, Mantia compie una buona salita, ottenendo un tempo in linea con quelli segnati dalle migliori Alfa Romeo turismo (1900 TI, Giulietta TI) e di poco superiore rispetto a quello delle due migliori Alfa Romeo Giulietta SV. |
| 10-mag | CH   | Mitholz-Kandersteg                 | salita                | 2ª Classe fino a 2000             | N.D.            | Moll                      | N.D.          | N.D.           | N.D.         | N.D.       | --- |
| 16-mag | I    | 6 Ore Esso                         | su pista (Vallelunga) | 7ª Classe 1301-2600 Gran Turismo  | N.D.            | Orsolini Cencelli Alberto | 43,200        | N.D.           | N.D.         | B20-2500   | Gara su 25 giri di pista (Km 45) riservata alle vetture Gran Turismo fino a 750 cm³ ed a quelle da 1301 a 2600 cm³: in quest'ultima categoria, la B20 di Orsolini Cencelli accusa un ritardo di un giro ed è settima nonché penultima (preceduta da una Maserati 2000 e da ben 5 Fiat 8V-8VZ e seguita dalla Triumph TR2 di Armando Bevilacqua). |
| 14-giu | I    | Pugliano-Vesuvio                   | salita                | 1ª Classe 1301-2600 Gran Turismo  | N.D.            | Iannone                   | 11,000        | N.D.           | N.D.         | B20-2500   | --- |
| 14-giu | I    | San Benedetto del Tronto-Acquaviva | salita                | 2ª Classe 1301-2600 Gran Turismo  | 6° ass.         | Santoleri Domenico        | 7,000         | 5'48"          | 72,413       | B24-spider | Santoleri cede (per soli 9/10 di secondo) la vittoria di classe all'Alfa Romeo 1900 Super T.I. di Francesco Battibocca e precede la Triumph TR2 di Sandro Ciavarelli e la Fiat 8V Zagato di Antonio Diomaiuta; in assoluto, però, la prestazione dei concorrenti di questa classe non può essere definita eccezionale, ove si consideri che meglio di loro ha fatto - oltre alle agili Alfa Romeo Giulietta SV - anche una Fiat 1100-103 TV (pilotata da Cesare Sodo).                           |
| 29-giu | I    | Coppa della Sila                   | salita                | 1ª Classe 1301-2600 Gran Turismo  | 4° ass.         | Vannucci Marco            | 24,500        | 20'27"3/5      | 71,847       | B20-2500   | Vannucci vince la classe davanti alla Fiat 8VZ di Giovanni Giordano ed alle B20 di Carlo Leonetti e di Donati; nella graduatoria assoluta, la B20 di Vannucci è preceduta dall'Alfa Romeo Giulietta SVZ di Dario Sepe (prima assoluta), dalla Stanguellini 750 sport di Camillo Giuliani e dalla strepitosa Alfa Romeo Giulietta T.I. di Michele Allegrini. |
| 5-lug  | I    | Circuito Proserpina                | circuito stradale     | 3ª Classe 1301-2600 Gran Turismo  | ---             | De Cordova                | 72,000        | 27'42"2/10     | 155,937      | B20-2500   | Corsa riservata alle vetture Turismo oltre 1300 e Gran Turismo oltre 750: stando alla classifica riportata all'epoca, alle spalle di De Cordova si sarebbe classificato Vaccarella, anch'egli su B20, ma il dato è incerto poiché nelle biografie del pilota questa partecipazione non è riportata. |
| 26-lug | I    | Trieste-Opicina                    | salita                | 4ª Classe 1301-2600 Gran Turismo  | 36° ass.        | Siracusa Francesco        | 8,850         | 5'28"9/10      | 96,868       | B20-2500   | Gara poco incisiva di Francesco Siracusa, che spicca un tempo relativamente alto. |
| 23-ago | I    | Fasano-Selva di Fasano             | salita                | 3ª Classe oltre 1300 Gran Turismo | N.D.            | Musolino Enzo             | 7,400         | 4'49"7/10      | 91,957       | B20-2500   | Prova anonima per questa B20, che è terza di classe dietro ad una Ferrari 3 litri e ad una Fiat 8V ma che viene battuta anche dalle Alfa Romeo Giulietta (TI,SV,SVZ) e dalla più veloce tra le piccole Fiat-Abarth 750. |
| 30-ago | I    | Madonna delle Piane-Chieti         | salita                | 3ª Classe 1301-2600 Gran Turismo  | N.D.            | Cosma Zurlo Antonio       | 6,000         | N.D.           | N.D.         | B20-2500   | Nella sua classe, Cosma Zurlo è preceduto dalla Fiat 8V Zagato di Antonio Diomaiuta e anche dalla Triumph TR2 di Ciavarelli. |
| 13-set | I    | Coppa Intereuropa                  | su pista (Monza)      | 7ª Classe 1301-2600 Gran Turismo  | 20° ass.        | Mantia Sergio             | 1 ora         | ---            | 144,087      | B20-2500   | Scialba prova di questa B20 - la sola Lancia in lizza in questa classe - che viene preceduta da 3 Fiat 8VZ-8V, da 2 Porsche Carrera e da una AC Bristol e che riesce ad avere la meglio soltanto su due concorrenti stranieri, l'uno alla guida di una Triumph TR3 e l'altro su una Porsche attardata da noie meccaniche; il chilometraggio coperto in un'ora da Mantia è di appena Km 1,4 maggiore rispetto alla sorella minore Appia Zagato vuittoriosa nella classe 1100 con Enrico Agostini. |
| 20-set | I    | Pontedecimo-Passo dei Giovi        | salita                | 4ª Classe 1601-2600 Gran Turismo  | 69° ass.        | Massa Giovanni            | 9,650         | 7'29"2/10      | 77,337       | B20-2500   | Poco da dire circa la mediocre prestazione di questa B20, ultimo nella sua classe e 69º assoluto su 93 concorrenti giunti al traguardo |
| 4-ott  | I    | Terni-Passo della Somma            | salita                | 1ª Classe 1301-2600 Gran Turismo  | N.D.            | Catalani Giordano         | 4,000         | 2'30"9/10      | 95,427       | B20-2500   | Ottima prestazione: il tempo segnato da questa B20 è migliore, ad esempio, di quello spiccato dalla Alfa Romeo Giulietta SV vittoriosa nella sua classe. |
| 4-ott  | I    | Coppa Nissena                      | salita                | 4ª Classe oltre 1300 Gran Turismo | 8° ass.         | Vannucci Luigi            | 8,600         | 5'41"6/10      | 90,632       | B20-2500   | Buona prova di Vannucci: nella sua classe è seguito ad appena 8/10 dall'altra B20 di Donato, ma è preceduto da 2 Ferrari 250 e da 1 Mercedes 300 SL; nella graduatoria assoluta, meglio dell'Aurelia hanno fatto anche 4 Alfa Romeo (due 1900 TI e due Giulietta Gran Turismo, di cui 1 speciale SV-Conrero ed 1 normale SV). |
| 4-nov  | I    | Via Anagnina-Tuscolo               | salita                | 2ª Classe 1301-2600 Gran Turismo  | N.D.            | Petrini Gastone           | 7,000         | 5'32"2/10      | 75,857       | B20-2500   | La gara si articola su due prove lungo lo stesso tracciato di km 3,5 e classifica per somma di tempi: ritiratosi il favorito - Germano Nataloni con la B24 spider - a difendere i colori Lancia rimane il Petrini, che compie due salite "oneste" e cede la vittoria di classe alla Fiat 8VZ di Alberto Federici limitandosi a superare abbastanza facilmente la MG di Otello Ceccarelli |
| 8-nov  | I    | Passo Rigano-Bellolampo            | salita                | 1ª Classe 751-1100 Gran Turismo   | 1° ass.         | Donato Bartolomeo         | 9,911         | 6'58"          | 85,357       | B20-2500   | Vittoria assoluta per l'Aurelia 2500 di Bartolomeo Donato, che batte una serie di temibilissime vetture Gran Turismo (Alfa Romeo Giulietta e 1900 e Fiat 8V) e l'altra Aurelia di Sergio Mantia: tra i battuti anche Nino Todaro con la Ferrari 3 litri, vettura troppo potente per essere domata sotto la pioggia battente che ha accompagnato tutti i concorrenti. |

### 1960
| Data   | Naz. | Nome della corsa                 | Tipo gara         | Risultato di classe               | Posiz. assoluta | Pilota od equipaggio      | Percorso (Km) | Tempo ottenuto | Media (Km/h) | Modello    | Note |
| ------ | ---- | -------------------------------- | ----------------- | --------------------------------- | --------------- | ------------------------- | ------------- | -------------- | ------------ | ---------- | --- |
| 27-mar | I    | Agnano-Cappella dei Cangiani     | salita            | 1ª Classe 1301-2500 Gran Turismo  | N.D.            | Covino Antonio            | 6,300         | 5'02"5/10      | 74,975       | B20-2500   | --- |
| 3-apr  | I    | Avola-Avola Antica               | salita            | 2ª Classe oltre 1300 Gran Turismo | 4° ass.         | Jacono Giuseppe           | 8,000         | 6'29"9/10      | 73,865       | B20-2500   | Prestazione degna di rilievo per Jacono e la sua B20-2500, che ottiene un bel 4º posto assoluto, dietro alla Ferrari 250 GT del vincitore Salvatore Le Pira, all'Alfa Romeo Giulietta SV di Vito Coco e all'agilissima Abarth Zagato di Vincenzo Arena. |
| 10-apr | I    | Cosenza-Tessano                  | salita            | 2ª Classe 1301-2500 Gran Turismo  | 3° ass.         | Crisalli Antonio          | 5,500         | 4'36"2/5       | 71,635       | B20-2500   | Crisalli è preceduto nella graduatoria assoluta dalla Ferrari 250 GT di Salvatore Le Pira e dalla Fiat 8V Zagato di Giovanni Giordano; nella classe 1301-2500, dietro a Crisalli si piazza - a meno di 3" - l'altra B20-2500 di Clemente Avventurieri (che è quinta nell'assoluta). |
| 14-mag | I    | Circuito di Napoli               | circuito stradale | 3ª Classe 1301-2500 Gran Turismo  | 9° ass.         | Buondonno Rosario         | 60,000        | 41'35"7/10     | 86,548       | B24 spider | Corsa per vetture Gran Turismo;Buondonno è terzo di classe, ad 1 giro dal vincitore "Noris" (al secolo Giacomo Moioli - su Maserati 2 litri GT) ed è preceduto anche dalla Fiat 8V di "Ulisse" (ovvero Luigi Mosca), ma prevale sull'altra Aurelia di Antonio Covino e all'Alfa Romeo 1900 Super Sprint di Guido Perrella.                                                                                  |
| 15-mag | I    | Palermo-Monte Pellegrino         | salita            | 1ª Classe 1301-2500 Gran Turismo  | N.D.            | Donato Bartolomeo         | 8,750         | 6'12"8/10      | 84,495       | B20-2500   | Lotta in famiglia in questa classe, dove ai primi 4 posti troviamo altrettante Lancia Aurelia (nell'ordine: Bartolomeo Donato, L. Vannucci, Giuseppe Donato Jannone e Sergio Mantia) che segnano tempi interessanti ed assai vicini tra loro. |
| 5-giu  | I    | Coppa della Consuma              | salita            | 5ª Classe 1301-2500 Gran Turismo  | 14° ass.        | "Babar"                   | 10,500        | 7'18"1/5       | 86,261       | B20-2500   | Favorita dalle bizzarrie meteorologiche che hanno penalizzato le vetture della categoria "sport", la B20 di "Babar" riesce a posizionarsi addirittura al 14º posto assoluto; nella propria classe l'Aurelia è battuta da una Maserati 2 litri, da due Porsche 1600 e da una Fiat 8V Zagato. |
| 12-giu | I    | Strettura-Passo della Somma      | salita            | 1ª Classe 1301-2500 Gran Turismo  | N.D.            | Orsolini Cencelli Alberto | 4,000         | N.D.           | N.D.         | B20-2500   | Al 2º posto di classe, l'altra B20 di Celio Monaci. |
| 14-giu | I    | Compiano-Vetto D'Enza            | salita            | 2ª Classe 1301-2500 Gran Turismo  | N.D.            | "babar"                   | 5,300         | N.D.           | N.D.         | B20-2500   | "Babar" è secondo, alle spalle di Gianni Veronesi con la Fiat 8V Zagato. |
| 19-giu | I    | Santo Stefano-Gambarie           | salita            | 1ª Classe 1301-2500 Gran Turismo  | 2° ass.         | Crisalli Antonio          | 7,850         | 5'46"          | 81,676       | B20-2500   | Bella gara di Crisalli, che ottiene un ottimo secondo posto assoluto alle spalle dell'imprendibile Alfa Romeo Giulietta SV del valente Vito Coco; nella classe "2 litri e mezzo", dietro a quella di Crisalli si piazza l'altra Aurelia di Mario De Tommasi, che riesce a far meglio della più recente Flaminia Zagato di Filippo Raciti.                                                                   |
| 26-giu | I    | Valdesi-Santa Rosalia            | salita            | 1ª Classe 1301-2500 Gran Turismo  | 4° ass.         | Donato Bartolomeo         | 7,000         | 4'32"2/5       | 92,511       | B20-2500   | Le Aurelia si difendono ancora con onore: quella di Donato si piazza al 4º posto assoluto, dietro a tre Alfa Romeo (una Giulietta SS e due Giulietta SV) ma precede altre Giuliette, le 1900 e le piccole agilissime Fiat Abarth, mentre una seconda B20, guidata da Sergio Mantia, è sesta assoluta e seconda di classe (per la cronaca, davanti ad una Sunbeam, che giunge staccatissima).                |
| 29-giu | I    | Predappio-Rocca delle Caminate   | salita            | 2ª Classe oltre 1300 Gran Turismo | 10° ass.        | Parere Antonio            | 4,000         | 4'12"4/10      | 57,052       | B20-2500   | L'Aurelia B20 di Parere compie una gara onesta anche se il tempo spiccato non è eccezionale, visto che è molto vicino ma leggermente più alto rispetto a quelli segnati dalla migliore tra le Alfa Romeo Giulietta TI e dalla Fiat Abarth Zagato vincitrice nella classe 850 Gran Turismo. |
| 3-lug  | I    | Pugliano-Vesuvio                 | salita            | 1ª Classe 1301-2500 Gran Turismo  | N.D.            | Monaci Celio              | 9,200         | 8'34"          | 64,435       | B20-2500   | Prova senza infamia e senza lode per questa B20. |
| 3-lug  | I    | S.Benedetto del Tronto-Acquaviva | salita            | 1ª Classe oltre 1300 Gran Turismo | 5° ass.         | Parere Antonio            | 7,000         | 5'52"4/5       | 71,428       | N.D.       | Il modello di Aurelia non è accertato (forse una B20 coupé, forse una B24 spider); buona prova di Antonio Parere, che si aggiudica la propria classe (precedendo una Ferrari ed una vecchia Aurelia 2 litri) e che si piazza in quinta posizione nella graduatoria assoluta alle spalle di quattro Alfa Romeo Giulietta (due SV, una SS ed una TI)                                                          |
| 3-lug  | I    | S.Benedetto del Tronto-Acquaviva | salita            | 3ª Classe oltre 1300 Gran Turismo | N.D.            | Santoleri Domenico        | 7,000         | 7'07"4/5       | 58,906       | B20-2000   | La vettura con la quale il Santoleri si presenta al "via" è un esemplare da "due litri" che viene usato normalmente per trasferire in giro per l'Europa il carrello con la Stanguellini di Formula Junior del pilota Renato Pirocchi non può meravigliare dunque che il tempo segnato sia particolarmente elevato                                                                                           |
| 7-ago  | I    | Trapani-Monte Erice              | salita            | 1ª Classe 1301-2500 Gran Turismo  | N.D.            | Donato Bartolomeo         | 7,000         | 5'34"4/10      | 75,358       | B20-2500   | Donato precede di misura (4"7/10) l'altra B20 di Sergio Mantia e compie una gara apprezzabile, realizzando un tempo sostanzialmente equivalente a quello della rivale "storica" Alfa Romeo 1900 TI |
| 7-ago  | I    | Trapani-Monte Erice              | salita            | 2ª Classe oltre 2500 Gran Turismo | N.D.            | Crisalli Antonio          | 7,000         | 5'38"3/10      | 74,490       | B20-2500   | Finita nella classe di cilindrata superiore ai 2500 cm³ (forse per via di un rialesaggio del motore ?), questa Aurelia non può che soccombere alla maggior potenza della Ferrari 250GT di Salvatore Le Pira; il tempo impiegato dal Crisalli (5'38"3/10), comunque, si colloca tra quelli spiccati - nella classe 2500 cm³ - dalle Aurelia di Bartolomeo Donato (5'34"4/10) e di Sergio Mantia (5'39"1/10). |
| 28-ago | I    | Madonna delle Piane-Chieti       | salita            | 1ª Classe 1301-2500 Gran Turismo  | N.D.            | Bianco Angelo             | 6,000         | 4'06"1/5       | 87,733       | B20-2500   | Il modello di Aurelia è stimato (potrebbe anche trattarsi di una B24-spider); Bianco segna un tempo di scarso rilievo ma ciononostante, nella sua classe ha la meglio sulla MG di Antonio Cosma, sull'Alfa 1900 Sprint di Candeloro Piaciano e sull'altra MG di Otello Ciccarelli. |
| 28-ago | I    | Fasano-Selva di Fasano           | salita            | 3ª Classe oltre 1300 Gran Turismo | 4° ass.         | Verusio Aymone            | 7,400         | 4'49"6/10      | 91,988       | B20-2500   | Il modello di Aurelia è stimato (potrebbe anche trattarsi di una B24-spider); Verusio effettua una bella gara, piegandosi soltanto allo strapotere di due Ferrari 3 litri e soccombendo di misura (4"6/10) all'Alfa Romeo Giulietta SVZ di Antonio Covino; nella classifica di classe, dietro a Verusio si piazzano le Aurelia 2500 di Giuseppe Donato Jannone e di Benedetto Guarini.                      |
| 25-set | I    | Osimo Scalo-Osimo                | salita            | 2ª Classe 1301-2500 Gran Turismo  | N.D.            | Orsolini Cencelli Alberto | 5,600         | 3'29"3/5       | 96,183       | B20-2500   | L'Aurelia di Orsolini cede la vittoria di classe per 5"2/5 alla Fiat 8V Zagato di Lanfranco Revel e precede per appena 1"1/5 l'altra Aurelia di Aldo Alba; in assoluto, la prestazione di Orsolini, al pari di quelle di tutti i concorrenti di questa classe, è appena discreta. |
| 2-ott  | I    | Calepio-Colle Nevegal            | salita            | 3ª Classe oltre 1300 Gran Turismo | N.D.            | Cantele Giovanni Battista | 6,000         | N.D.           | N.D.         | B24-spider | Giovanni Battista Cantele, uno "specialista£ della regolarità, esordisce abbastanza brillantemente in questa sua prima corsa di velocità, dove conquista un bel 3º posto di classe, dietro ad una Ferrari 250GT da 3 litri e ad una Porsche. |
| 9-ott  | I    | Treponti-Castelnuovo             | salita            | 2ª Classe 1301-2500 Gran Turismo  | 11° ass.        | Cantele Giovanni Battista | 6,200         | 4'43"          | 78,869       | B24-spider | l'Aurelia di Cantele - che segna un tempo buono ma non eccezionale - si piazza alle spalle della Maserati 2000 GT Zagato di Giacomo Moioli (staccata di 15"1/10); al terzo posto l'altra Aurelia (probabilmente B20-2500) di Giuseppe Pegolini. |
| 13-nov | I    | Passo di Rigano-Bellolampo       | salita            | 1ª Classe oltre 1300 Gran Turismo | 3° ass.         | Donato Bartolomeo         | 8,300         | 5'49"8/10      | 85,420       | B20-2500   | Bella gara di Donato che vince la classe (davanti ad una Fiat 8V ed alla Flaminia Sport Zagato di Carfì) e si ritrova al 3º posto assoluto, alle spalle di due Alfa Romeo Giulietta (la SZ del vincitore Vincenzo Riolo e la SV di Emanuele Trapani). |
| 20-nov | I    | Messina-Colle San Rizzo          | salita            | 2ª Classe oltre 1300 Gran Turismo | 8° ass.         | Donato Bartolomeo         | 10,100        | 8'07"8/10      | 74,538       | B20-2500   | Ancora una soddisfacente prestazione di Bartolomeo Donato che porta la sua B20-2500 al 2º posto di classe (nella morsa di due Fiat 8V, quella di Manlio Santuccio che gli è davanti e l'altra di Franco Lisitano che invece lo segue, staccato di appena 5/10). |

### 1961
| Data   | Naz. | Nome della corsa               | Tipo gara | Risultato di classe               | Posiz. assoluta | Pilota od equipaggio | Percorso (Km) | Tempo ottenuto | Media (Kmh) | Modello      | Note |
| 9-apr  | I    | Stallavena-Boscochiesanuova    | salita    | 5ª Classe 1301-2500 Gran Turismo  | 58° ass.        | Cantele Gaimbattista | 15,300        | 9'30”5/10      | 115,811     | B24-spider   | Poco entusiasmante la prova offerta da Cantele con la sua bella ma anziana B24, che segna un tempo alto, in linea, per fare un esempio, con quelli delle berline Fiat 1100/103 TV. |
| 14-mag | I    | Castell'Arquato-Vernasca       | salita    | 4ª Classe 1301-2500 Gran Turismo  | ND              | Ardizzi Aurelio      | 9,775         | 6'48”          | 86,250      | B20-speciale | Poco da dire su questa prestazione modesta di Ardizzi, che in classifica è indicato alla guida di una “Aurelia Speciale” : il suo tempo è d'un soffio migliore (2”5/10) di quello della prima tra le Fiat \1100 TV, condotta da Arrigo Cocchetti                                                             |
| 18-giu | I    | Bobbio-Passo del Penice        | salita    | 2ª Classe oltre 2500 Gran Turismo | ND              | Ardizzi Aurelio      | 12,800        | 11'10”8/10     | 68,694      | B20-speciale | Altra prestazione non eccelsa quella di Ardizzi, che questa volta corre con la sua “Aurelia Speciale” nella classe oltre 2500, si presume per aver fatto rialesare il motore. |
| 24-giu | I    | Predappio-Rocca delle Caminate | salita    | 4ª Classe 1301-2500 Gran Turismo  | N.D.            | Malenotti Raffaello  | 4,000         | 4'17”8/10      | 55,857      | B20-2500     | Prestazione non eccelsa di Malenotti, che è in linea con quelle delle Fiat 1100 TV. |
| 25-giu | I    | Valdesi-Santuario S.Rosalia    | salita    | 1ª Classe 2500 Gran Turismo       | 4° ass.         | Donato Bartolomeo    | 7,000         | 4'27”5/10      | 94,205      | B20-2500     | Molto buona la prestazione di Donato con questa Aurelia, che si presume una 2500 B 20 anche se le classifiche riportate su Auto Italiana indicano la macchina come “Lancia 2000”, il che è quasi certamente frutto di errore ove si consideri che le ultime Aurelia con quella cilindrata risalgono al 1953. |
| 23-lug | I    | Trieste-Opicina                | salita    | 6ª Classe 1301-2500 Gran Turismo  | 61° ass.        | Ferrara Vincenzo     | 10,150        | 7'30”4/10      | 81,127      | B20-2500     | Poco da dire sulla scialba prestazione di Ferrara, che è penultimo di classe ma soprattutto segna un tempo molto alto. |
| 24-set | I    | Catania-Etna                   | salita    | 2ª Classe 1301-2500 Gran Turismo  | N.D.            | Donato Bartolomeo    | 33,000        | 21'38”7/10     | 91,476      | B20-2500     | Donato si piazza secondo, alle spalle della Flaminia di Calì. Probabilmente ha gareggiato con la fida B20-2500 però va segnalato che nelle classifiche riportate su Auto Italiana, per Donato è indicata, come vettura, una Lancia Flaminia.                                                                 |
| 22-ott | I    | Alghero-Scala Piccada          | salita    | 3ª Classe 1301-2500 Gran Turismo  | N.D.            | Pisanò Franco        | 8,700         | 6'04”7/10      | 85,878      | B20-2500     | Pisanò spicca un tempo piuttosto alto, che è segno della vetustà della sua vettura. |

### 1962
| Data   | Naz. | Nome della corsa             | Tipo gara | Risultato di classe                    | Posiz. assoluta | Pilota od equipaggio | Percorso (Km) | Tempo ottenuto | Media (Kmh) | Modello            | Note |
| 11-mar | I    | Agnano-Cappella dei Cangiani | salita    | 2ª Classe oltre 1300 Gran Turismo      | 32° ass.        | Pietromarchi Carlo   | 4,900         | 4'32"9/10      | 70,447      | B20-2500           | Pietromarchi è secondo, staccato di oltre 20” dalla Flaminia Sport di Cesare Fiorio, ma prevale nettamente su altre 2 Aurelia |
| 25-mar | I    | Frascati-Tuscolo             | salita    | 2ª Classe oltre 1300 Gran Turismo      | N.D.            | Pietromarchi Carlo   | 4,500         | 3'54"1/10      | 69,201      | B20-2500           | Pietromarchi è secondo di classe, a 18”5/10 dalla Flaminia Sport di Frescobaldi (che fa il miglior tempo della giornata e si aggiuudica la corsa) ma precede altre Aurelia, una Ferrari, una Porsche, una Maserati e una Fiat 1500. |
| 25-mar | I    | Avola-Avola antica           | salita    | 3ª Classe oltre 1300 Gran Turismo      | N.D.            | Rizzo Angelo         | 7,400         | 6'38”4/10      | 66,867      | B20-2500           | Scialba prestazione di Rizzo, che segna un tempo non eccezionale e che, nella sua classe, viene sopravanzato da un'Alfa Romeo 1900 T.I. e da una Fiat 8V Zagato. |
| 13-mag | I    | Mosson-Tresché Conca         | salita    | 5ª Classe 1301-2500 Gran Turismo       | N.D.            | Guarini Benedetto    | 14,500        | 11'20”2/10     | 76,742      | B20-2500           | Tempo alto quello segnato da Guarini, che è ultimo di classe. |
| 27-mag | I    | Palermo-Monte Pellegrino     | salita    | 3ª Classe 1301-2500 Gran Turismo       | N.D.            | Guarrasi Leonardo    | 8,750         | 6'23”8/10      | 82,073      | B20-2500           | Discreta la prova di Guarrasi, che contiene in appena 2”7/10 il distacco dal suo avversario più diretto, Carmelo Giugno con l'Alfa Romeo 1900 SS, e fa meglio di Salvatore Calascibetta, che corre con una non meglio precisata Fiat 1500 (probabilmente una spider).                                                                      |
| 15-lug | I    | Cesana-Sestriere             | salita    | 4ª Classe 1301-2500 Gran Turismo       | 95° ass.        | Caretta Medardo      | 10,400        | 8'55”3/10      | 69,942      | B20-2500           | Caretta, con una vecchia B20, segna un tempo molto alto (95° su 107) |
| 15-lug | I    | Coppa Città di Monopoli      | salita    | 2ª Classe 1301-2500 Gran Turismo       | N.D.            | Guarini Benedetto    | 4,500         | 2'53”2/10      | 93,533      | B20-2500           | Guarini, battuto dalla Triumph di Rizzo, prevale sull'Aurelia di Paolo Tarsia Incuria e su una Volkswagen. |
| 22-lug | I    | Trieste-Opicina              | salita    | 6ª Classe 1301-2500 Gran Turismo       | 81° ass.        | Tomasini Franco      | 10,150        | 6'17”2/10      | 96,871      | B20-2500           | Con una Aurelia ormai veneranda, Tomasini nulla può contro Flaminia Sport, Osca GT 1600, Maserati Zagato, Porsche 356. Se la batte invece con la Triumph TR3 di Dimitri Nabokov e l'Aurelia B20 di Medardo Caretta : viene superato dalla prima, ma prevale sulla seconda.                                                                 |
| 29-lug | I    | Agordo-Frassené              | salita    | 2ª Classe oltre 1600 Gran Turismo      | 31° ass.        | Garma Giocondo       | 8,000         | 7'52”          | 61,016      | B20-2500           | Poco da dire a proposito della corsa di Garma, che segna un tempo piuttosto alto. |
| 5-ago  | I    | Trapani-Monte Erice          | salita    | 3ª Classe 1301-2500 Gran Turismo       | 49° ass.        | Lo Iacono G          | 7,000         | 5'48”1/10      | 72,392      | B20-2500           | Tenendo conto della vetustà del mezzo meccanico, la prestazione di Lo iacono non sembra poi così male : neanche un secondo di distacco dalla Flaminia Sport di Carfì che lo precede in classifica. |
| 12-ago | I    | Coppa Città di Sciacca       | salita    | 2ª Classe oltre 1300 Gran Turismo      | 20° ass.        | Calì Leonardo        | 17,500        | 12'45”5/10     | 75,087      | B20-2500           | Mediocre prova di Calì, che accusa 15” di distacco dall'Alfa Romeo 1900 SS di Carmelo Giugno |
| 19-ago | I    | Santo Stefano-Gambarie       | salita    | 1ª Classe 1301-2500 Gran Turismo       | 8° ass.         | De Tommasi Mario     | 7,830         | 6'15”4/10      | 75,087      | B24                | Eccellente prestazione di De Tommasi, che vince la classe davanti all'Osca 1600 GT di Merenda e alla Fiat 8V di Lisitano e ottiene un bel 8º posto assoluto alle spalle di 5 vetture della categoria Sport e 2 agilissime Giulietta SV. Molto probabilmente De Tommasi guidava una B24, ma le classifiche riportano genericamente Aurelia. |
| 2-set  | I    | Squarciarelli-Rocca di Papa  | salita    | 5ª Classe 1301-2500 Gran Turismo       | 75° ass.        | Pietromarchi Carlo   | 4,150x2       | 6'11”5/10      | 80,430      | B20-2500           | Prestazione poco incisiva di Pietromarchi, che segna un tempo alto e riesce a tener dietro di sé soltanto la Porsche 1600 di Carolina Brandolese. |
| 9-set  | I    | Catania-Etna                 | salita    | 4ª Classe 1301-2500 Gran Turismo       | 41° ass.        | Loiacono G.          | 33,000        | 22'08”2/10     | 95,798      | B20-2500           | Solo discreta la prestazione di Loiacono, che si classifica alle spalle di Piero Frescobaldi (Flaminia Sport), Vito Sabbia (Maserati) e Carmelo Giugno (Alfa Romeo 1900 SS) ma che comunque riesce a battere la Triumph TR3 di Rizzo. |
| 23-set | I    | Targa Vesuvio                | salita    | 1ª Classe 1301-2500 Gran Turismo       | 37° ass.        | Di Nardo C.          | 9,200         | 9'13”8/10      | 59,804      | B20-2500 (stimata) | Di Nardo (che nelle classifiche è indicato alla guida di una Lancia 2500 non meglio specificata) precede di circa 15” l'Aurelia di M.Pinetti ma comunque segna un tempo molto alto, tanto che nella graduatoria assoluta è 37° su 53. |
| 23-set | I    | Osimo Scalo-Osimo            | salita    | 2ª Classe 1601-2500 Gran Turismo       | 21° ass.        | Pietromarchi Carlo   | 5,540         | 3'11”          | 104,418     | B20-2500           | La B20 di Pietromarchi è seconda di classe, dietro alla Flaminia Sport Zagato di Fiorio, ma precede la Flaminia Sport Zagato di Deserti, la Fiat 8V di Mercatali e l'altra Flaminia Sport di Gardi. |
| 23-set | I    | Coppa Nevegal                | salita    | 2ª Classe oltre 1600 Gran Turismo      | 46° ass.        | Garma Giocondo       | 6,000         | 5'39”2/10      | 63,679      | B20-2500           | Scialba prestazione di Garma, che fa segnare un tempo decisamente elevato. |
| 7-ott  | I    | Coppa Belvedere              | salita    | 1ª Classe oltre 1301-2500 Gran Turismo | 16° ass.        | Pietromarchi Carlo   | 6,000         | 4'16”9/10      | 84,079      | B20-2500           | Bella la prova di Pietromarchi, che, al di là della vittoria di classe (che non poteva mancare visto che era solo), va ad occupare una onorevolissima sedicesima posizione assoluta, dietro a 3 Sport, 5 Formula Junior e 7 Alfa Romeo Giulietta SZ molto più giovani, agili e veloci della sua vecchia B20.                               |
| 4-nov  | I    | Messina-Colle San Rizzo      | salita    | 3ª Classe 1301-2500 Gran Turismo       | 12° ass.        | “Ri”                 | 9,400         | 7'52”7/10      | 71,588      | B20-2500           | Interessante bagarre tra 3 Lancia Aurelia, che però devono cedere il passo alla Fiat 8V Zagato di Franco Lisitano e alla Osca 1600 di Merenda. Tornando alle Aurelia, il messinese “Ri”, il cui crono non è disprezzabile, precede la B24 di De Tommasi e la B20 di Loiacono.                                                              |

### 1963
| Data   | Naz. | Nome della corsa               | Tipo gara | Risultato di classe               | Posiz. assoluta | Pilota od equipaggio  | Percorso (Km) | Tempo ottenuto | Media (Kmh) | Modello            | Note |
| 7-apr  | I    | Stallavena-Boscochiesanuova    | salita    | 3ª Classe 1601-2500 Gran Turismo  | 104° ass        | Caruso Roberto        | 15,300        | 9'39”5/10      | 95,047      | B20-2500           | Scialba prestazione di Caruso con l'Aurelia, che segna un tempo molto alto. |
| 2-giu  | I    | Coppa della Consuma            | salita    | 4ª Classe 1601-2500 Gran Turismo  | 64° ass         | “Sangry-la”           | 12,500        | 8'37”2/10      | 87,006      | B20-2500           | “Sangry-la” (al secolo Romano Martini) è terzo dietro a due Porsche ed una Flaminia ma ha la meglio sulla Triumph Italia di Grandi.                                                                     |
| 2-giu  | I    | Palermo-Monte Pellegrino       | salita    | 10ª Classe 1601-2500 Gran Turismo | 24° ass         | “Ri”                  | 8,750         | 6'20”          | 82,894      | B20-2500           | Del pilota che si cela sotto lo pseudonimo di “Ri” si sa solo che si tratta di un messinese. Malgrado la posizione in classifica poco esaltante, il tempo spiccato da “Ri” non è disprezzabile.         |
| 23-giu | I    | Predappio-Rocca delle Caminate | salita    | 4ª Classe 1601-2500 Gran Turismo  | 45° ass         | “Sangry-la”           | 4,000         | 4'03”8/10      | 59,064      | B20-2500           | Tempo tutto sommato accettabile quello spiccato da “Sangry-la”, che fa meglio di parecchie Giulietta e che è di poco superiore, per esempio, a quello ottenuto dall'Alfa 2600 Sprint di Franco Concari. |
| 23-giu | I    | Garessio-San Bernardo          | salita    | 6ª Classe oltre 1300 Gran Turismo | 51° ass         | Cutaia Giandomenico   | 6,200         | 5'34”8/10      | 66,666      | B20-2500           | Alto il tempo segnato dall'Aurelia di Cutaia, che è 6° (ma anche ultimo) della sua classe. |
| 14-lug | I    | Santo Stefano-Gambarie         | salita    | 3ª Classe 1601-2500 Gran Turismo  | 15° ass         | “Ri”                  | 7,830         | 6'18”4/10      | 74,492      | B20-2500           | Discreto il crono di “Ri”, che fa meglio di parecchie vetture assai più giovani della sua. |
| 11-ago | I    | Cosenza-Montescuro             | salita    | 5ª Classe 1601-2500 Gran Turismo  | 20° ass.        | Rigano Gianni         | 24,500        | 20'13”3/5      | 72,676      | B20-2500 (stimata) | Rigano occupa l'ultimo posto della sua classe, ma il tempo ottenuto non è del tutto disprezzabile. |
| 23-set | I    | Catania-Etna                   | salita    | 6ª Classe 1301-2500 Gran Turismo  | 30° ass.        | “Ri”                  | 28,200        | 18'03”7/10     | 93,679      | B20-2500           | Tutto sommato non disprezzabile la prova di “Ri”, il cui crono è migliore di quasi tutte le macchine della categoria Turismo e di molte Gran Turismo.                                                   |
| 29-set | I    | Osimo Scalo-Osimo              | salita    | 2ª Classe 1601-2500 Gran Turismo  | 74° ass.        | Pigliapochi Francesco | 5,500         | 3'53”          | 84,978      | B20-2500           | Altissimo il tempo di Pigliapochi. |
| 6-ott  | I    | Alcamo-Monte Bonifato          | salita    | 2ª Classe 1301-2500 Gran Turismo  | 14° ass.        | Lo Jacono Gaetano     | 4,400         | 3'30”4/5       | 75,142      | B20-2500           | Buona prestazione di Lo Jacono, che è battuto dalla Porsche di Alfonso Vella per meno di 4” ma che precede due Alfa Romeo Giulia e due altre Aurelia.                                                   |

### 1964
| Data   | Naz. | Nome della corsa   | Tipo gara | Risultato di classe               | Posiz. assoluta | Pilota od equipaggio | Percorso (Km) | Tempo ottenuto | Media (Kmh) | Modello            | Note |
| 3-mag  | I    | Frascati-Tuscolo   | salita    | 7ª Classe oltre 1300 GranTurismo  | 49° ass.        | Loi L.               | 4,200         | 3'43”2/10      | 67,741      | B20-2500 (stimata) | Loi, che segna un tempo molto alto, si piazza comunque al 49º posto assoluto (su 80 classificati).                                                                      |
| 12-lug | I    | Lago-Montefiascone | salita    | 4ª Classe oltre 1600 Gran Turismo | 78° ass.        | Brandolese Carolina  | 5,000         | 3'51”5/10      | 77,753      | B20-2500 (stimata) | La Brandolese segna un tempo molto alto, a livello di quelli realizzati dalle Fiat 500 di mezza classifica. Ottiene comunque il 78º posto assoluto (su 92 classificati) |